# Liste bekannter Baptisten
Die folgende Liste bekannter Baptisten verzeichnet Personen, in deren Leben die aktuelle oder ehemalige Zugehörigkeit zur baptistischen Konfessionsfamilie eine gewisse Rolle spielt beziehungsweise gespielt hat. Personen, die einer baptistischen Familie entstammen, selbst aber keine Mitglieder einer Baptistengemeinde geworden sind oder aber sich später vom Baptismus distanziert haben, sind im Abschnitt Personen mit baptistischem Hintergrund eingetragen.
Die Liste ist innerhalb der verschiedenen Rubriken alphabetisch geordnet. Aufgenommen werden in der Regel nur solche, über die auch ein Wikipedia-Artikel informiert.

## Geistliche und Theologen

### A
- William Aberhart (1878–1943), kanadischer Prediger, Pädagoge und Politiker
- Ralph Abernathy (1926–1990), US-amerikanischer Pastor, führendes Mitglied der US-amerikanischen Bürgerrechtsbewegung
- Mojola Agbebi (1860–1917), nigerianischer Theologe, führende Persönlichkeit des Äthiopismus
- Albertine Assor (1863–1953), Diakonisse, Gründerin des baptistischen Albertinen-Diakoniewerks

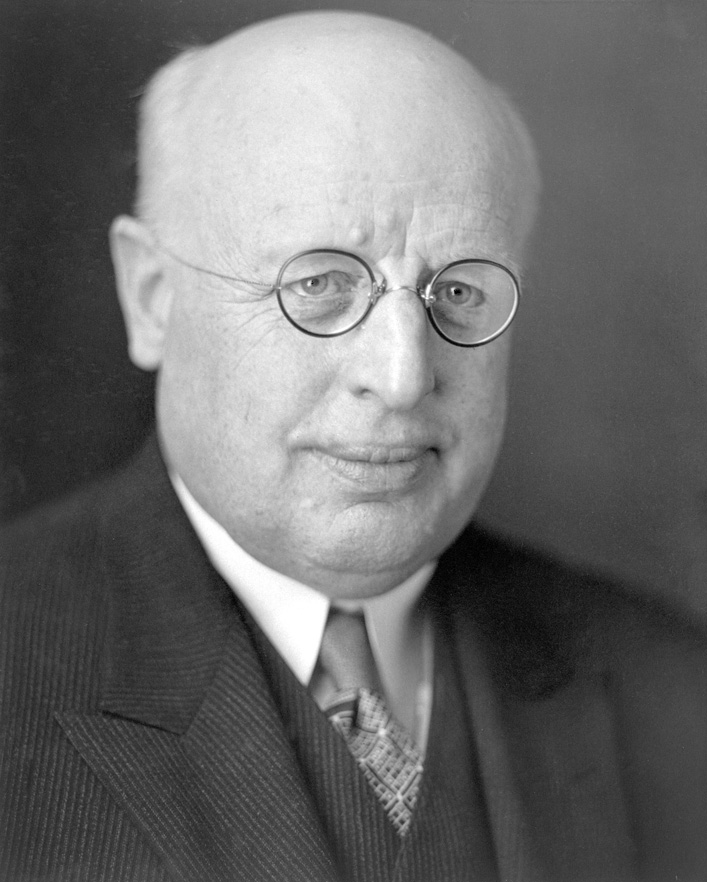
William Aberhart
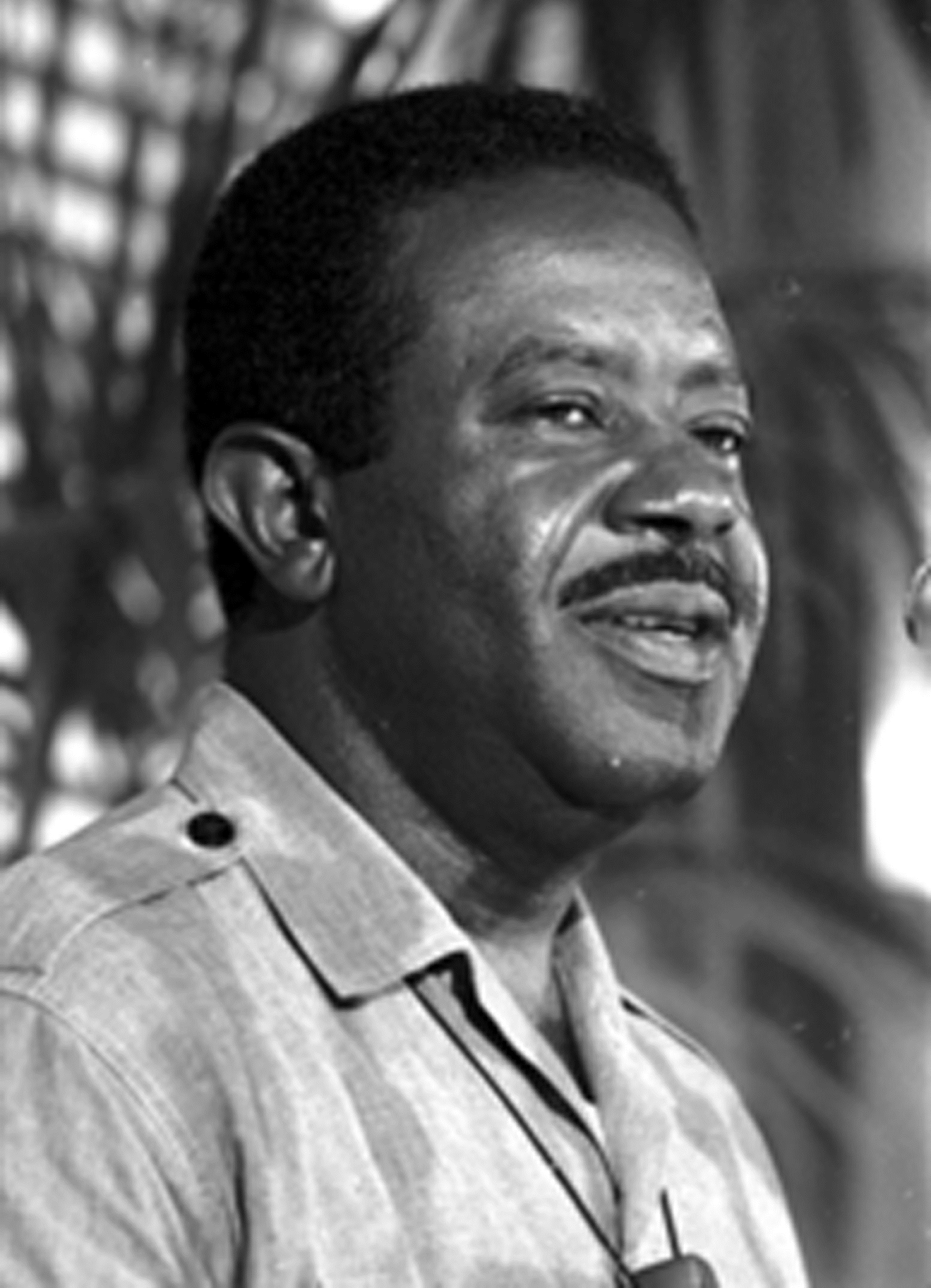
Ralph Abernathy
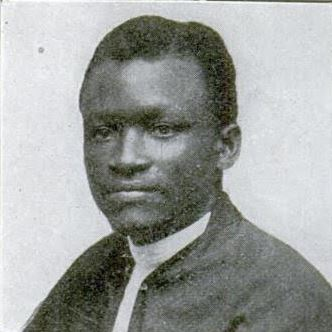
Mojola Agbebi

### B
- Günter Balders (* 1942), Pastor, emeritierter Professor für Kirchengeschichte an der Theologischen Hochschule Elstal, Hymnologe
- George R. Beasley-Murray (1916–2000), britischer Pastor, Theologe und Rektor des Londoner Spurgeon's College
- Wilhard Becker (1927–2017), Pastor, Autor, Psychotherapeut, Begründer der Rufer-Bewegung
- Philipp Bickel (1829–1914), Theologe, Publizist, Herausgeber des Sonntagsschul-Liederbuches Das Singvögelein
- Gilbert Bilezikian (* 1927), französisch-US-amerikanischer Pastor, Autor und Professor am Wheaton College
- Paul Bogle (1815/20–1865), Diakon, einer der sieben Nationalhelden Jamaikas
- Wilfried Bohlen (1944–2025), Pastor, ehemaliger Leiter der Heimatmission des Bundes Evangelisch-Freikirchlicher Gemeinden, ehemaliger Vorsitzender von World Vision Deutschland
- Frerich Bohlken (1812–1871), Gemeindeältester, Vorkämpfer für Religionsfreiheit und für die Einführung der Zivilehe im Großherzogtum Oldenburg
- Christian Bonk (1807–1869), erster Baptist Ostfrieslands, Gemeindeältester, Gemeindegründer in Ostfriesland und in Illinois
- William Holmes Borders (1905–1993), Pastor, Bürgerrechtler
- Horst Borkowski (1921–2012), Pastor, Gründer der Missionsgesellschaft Missionarische Aktionen in Südamerika (MASA), heute in die Europäisch-Baptistische Mission integriert
- Edwin Peter Brandt (* 1943), Pastor, ehemaliger Direktor des Theologischen Seminars der deutschen Baptisten
- August Broda (1867–1932), Pastor, Gemeindegründer im Bereich des nördlichen Ruhrgebiets, verschiedene Leitungsfunktionen im deutschen Baptistenbund
- John Bunyan (1628–1688), Verfasser von The Pilgrim’s Progress (deutsch: Pilgerreise zur seligen Ewigkeit)

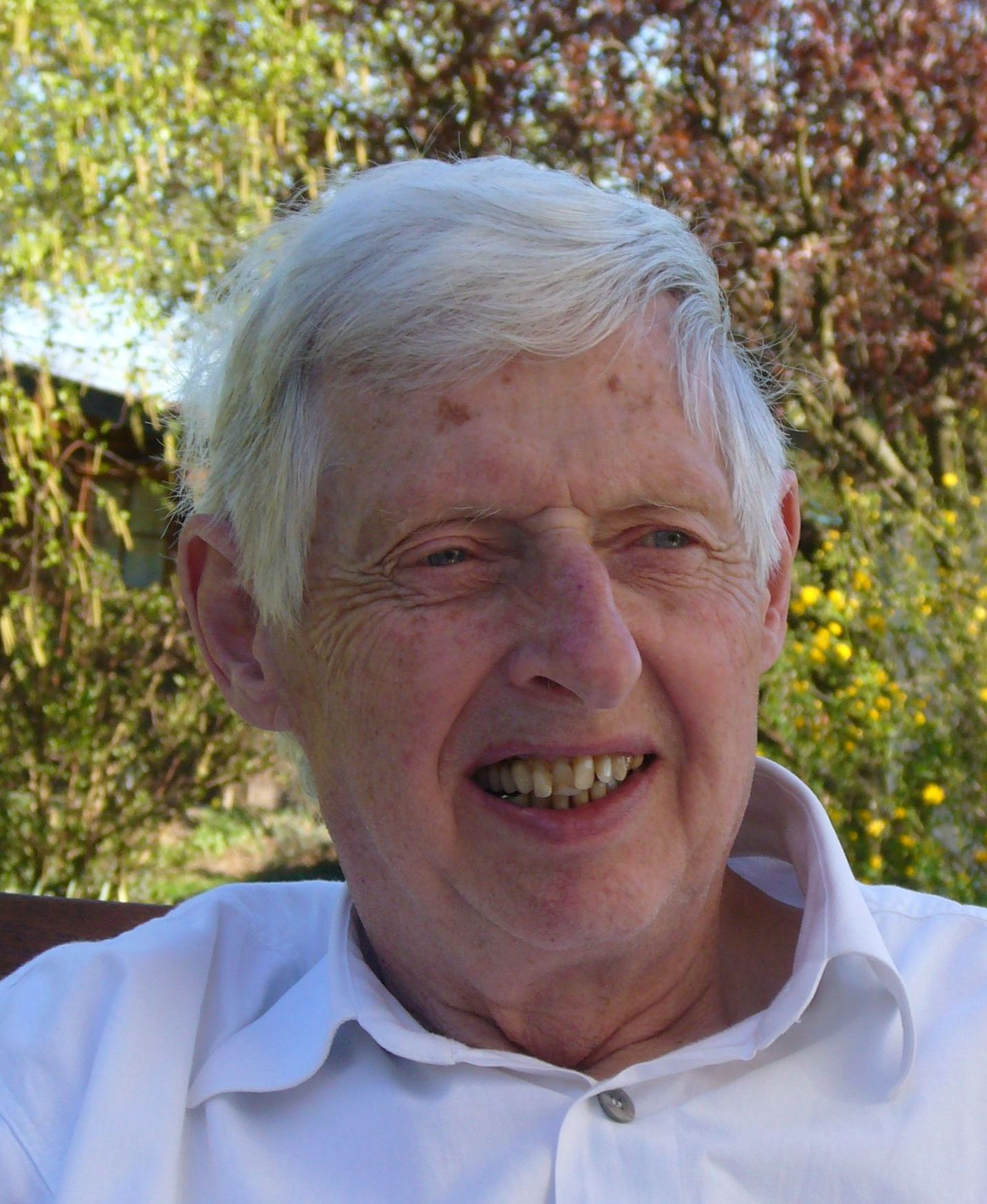
Wilhard Becker
Philipp Bickel
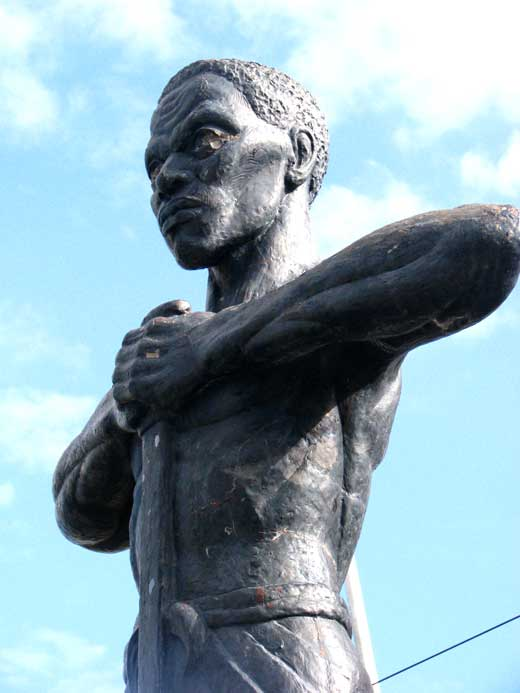
Paul Bogle (Statue)
Christian Bonk
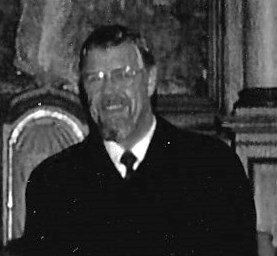
Horst Borkowski
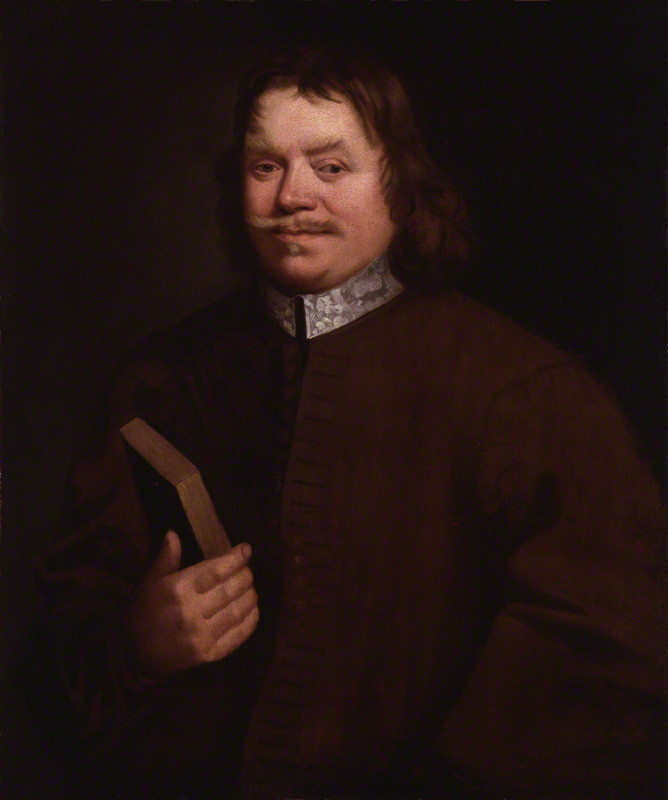
John Bunyan

### C
- Tony Campolo (1935–2024), US-amerikanischer Pastor und Soziologe
- William Carey (1761–1834), englischer Botaniker, Missionar und Gründer der Baptist Missionary Society
- Oswald Chambers (1874–1917), englischer Missionar, Pastor und Autor
- Gary Chapman (* 1938), US-amerikanischer Pastor, Berater und Autor von Fünf Sprachen der Liebe
- John Chilembwe (1871–1915), malawischer Pastor und Missionar, Widerstandskämpfer gegen die britische Kolonialmacht, Nationalheld Malawis
- Gerhard Claas (1928–1988), ehemaliger Generalsekretär des Baptistischen Weltbundes
- Regina Claas (* 1955), Pastorin, ehemalige Generalsekretärin des Bundes Evangelisch-Freikirchlicher Gemeinden, ehemalige Vizepräsidentin des Baptistischen Weltbundes
- John Clifford (1836–1923), britischer Pastor, erster Präsident des 1905 gegründeten Baptistischen Weltbundes
- David Coffey (* 1941), britischer Pastor, ehemaliger Präsident und ehemaliger Generalsekretär der Britischen Baptistenunion, ehemaliger Präsident der Baptistischen Weltbundes
- William Connor (1921–1990), baptistischer Gründervater auf St. Kitts und Nevis
- Thomas Cook (1808–1892), britischer Tischler, Geistlicher, Tourismuspionier und Erfinder der Pauschalreise
- Harvey Cox (* 1929), Theologieprofessor in Harvard
- Johann Carl Cramer (1825–1850), Handwerker, baptistischer Missionar in Nordwestdeutschland

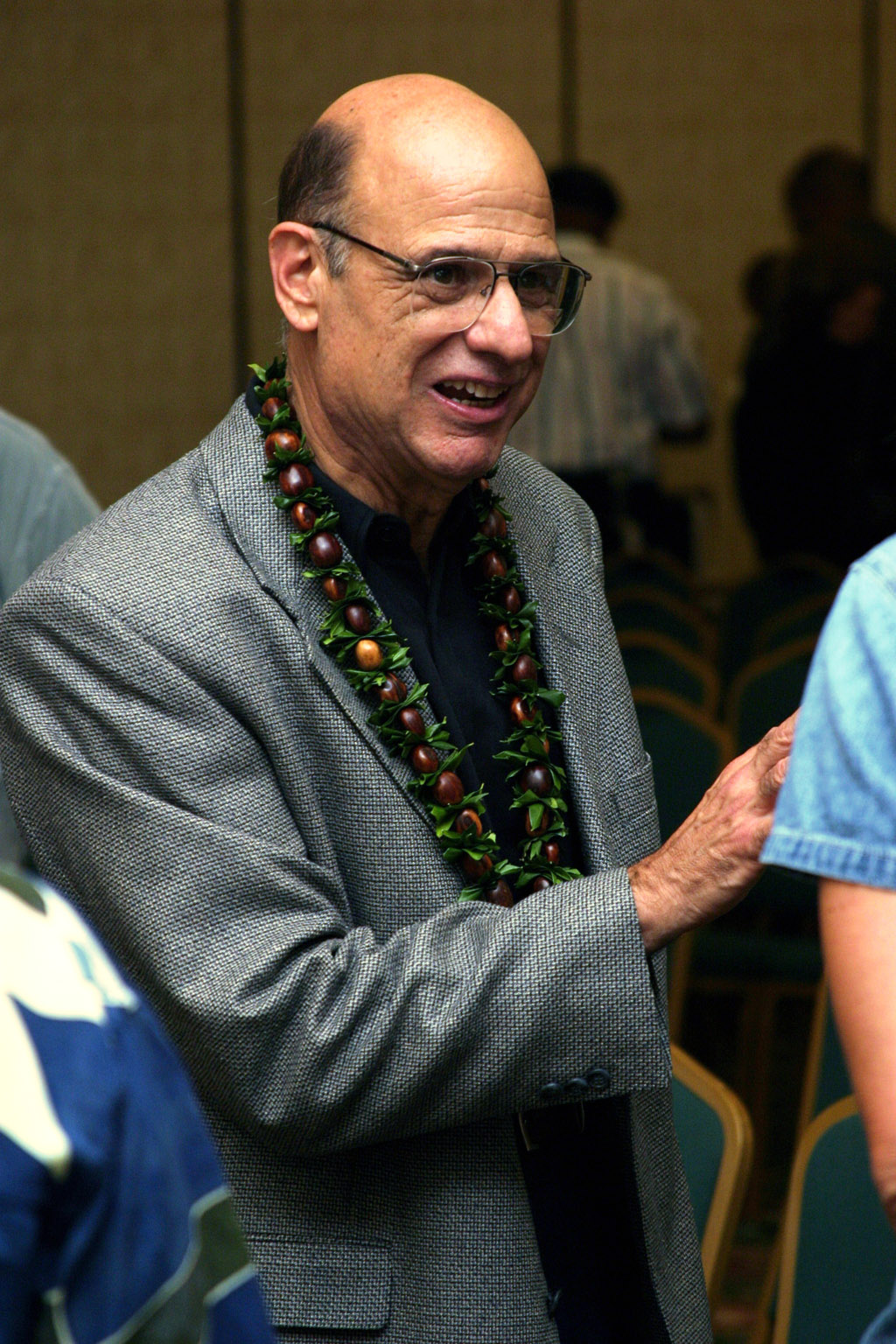
Toni Campolo
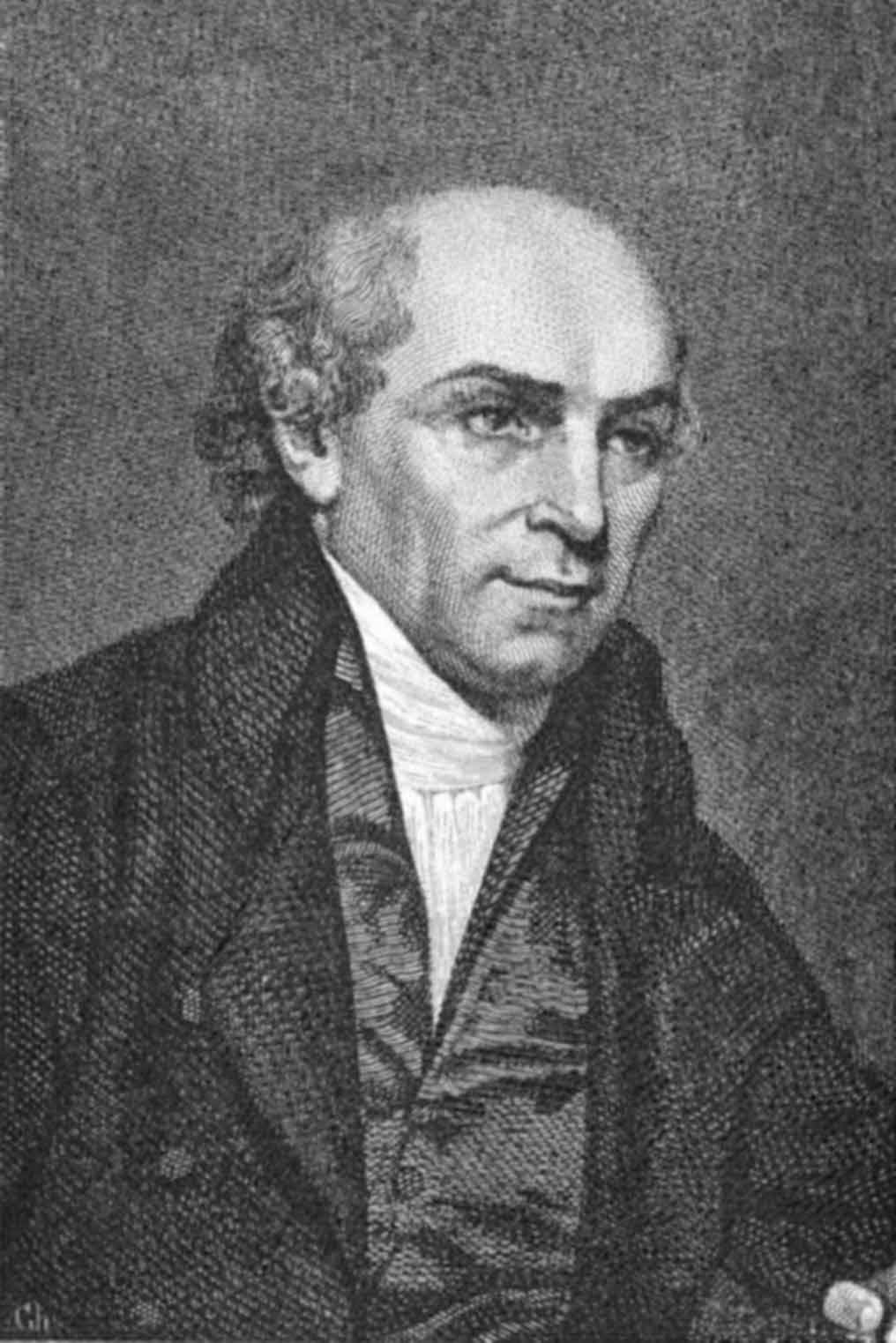
William Carey
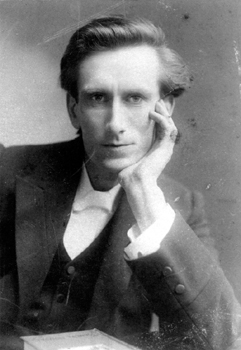
Oswald Chambers
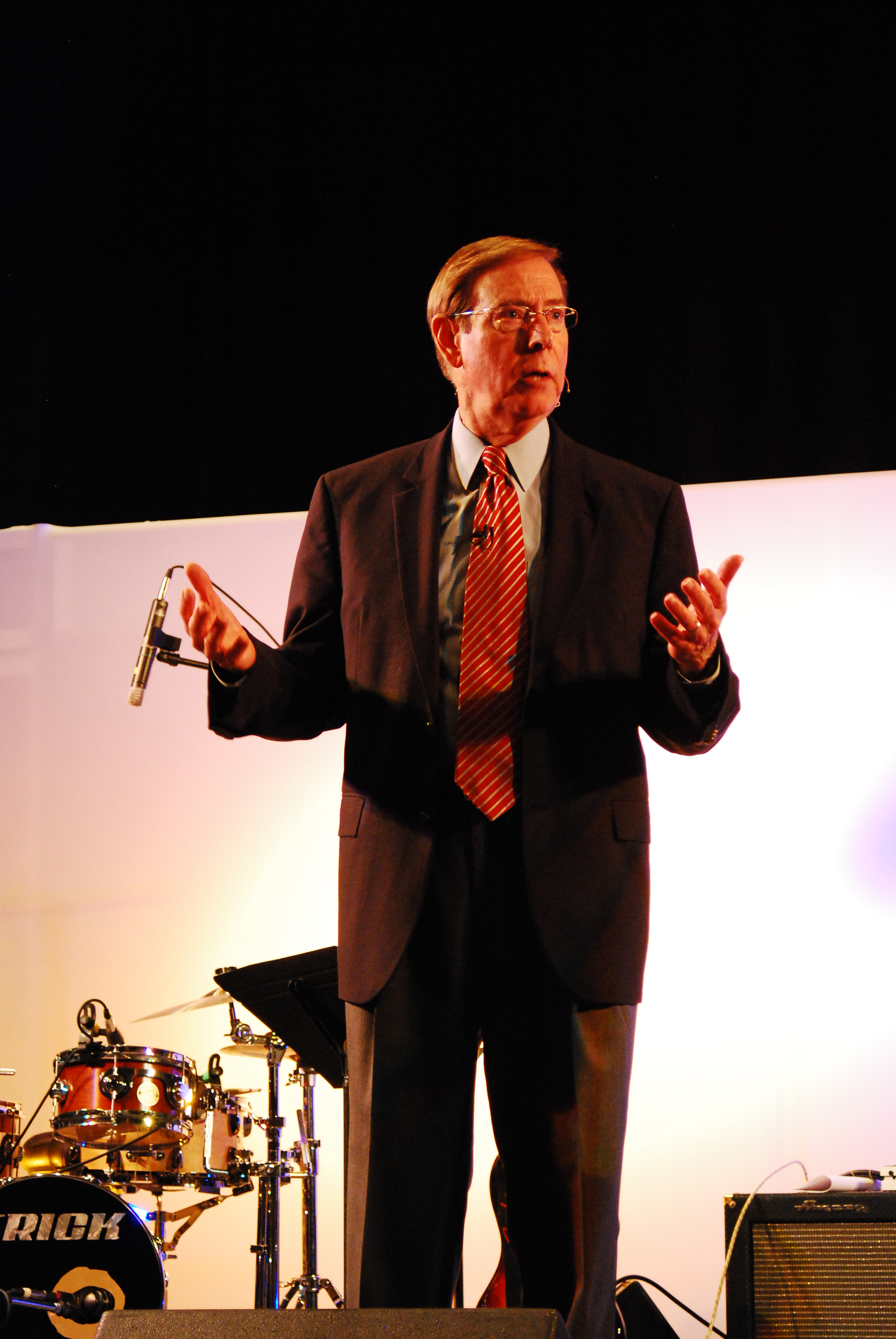
Gary Chapman
John Chilembwe (Geldnote)
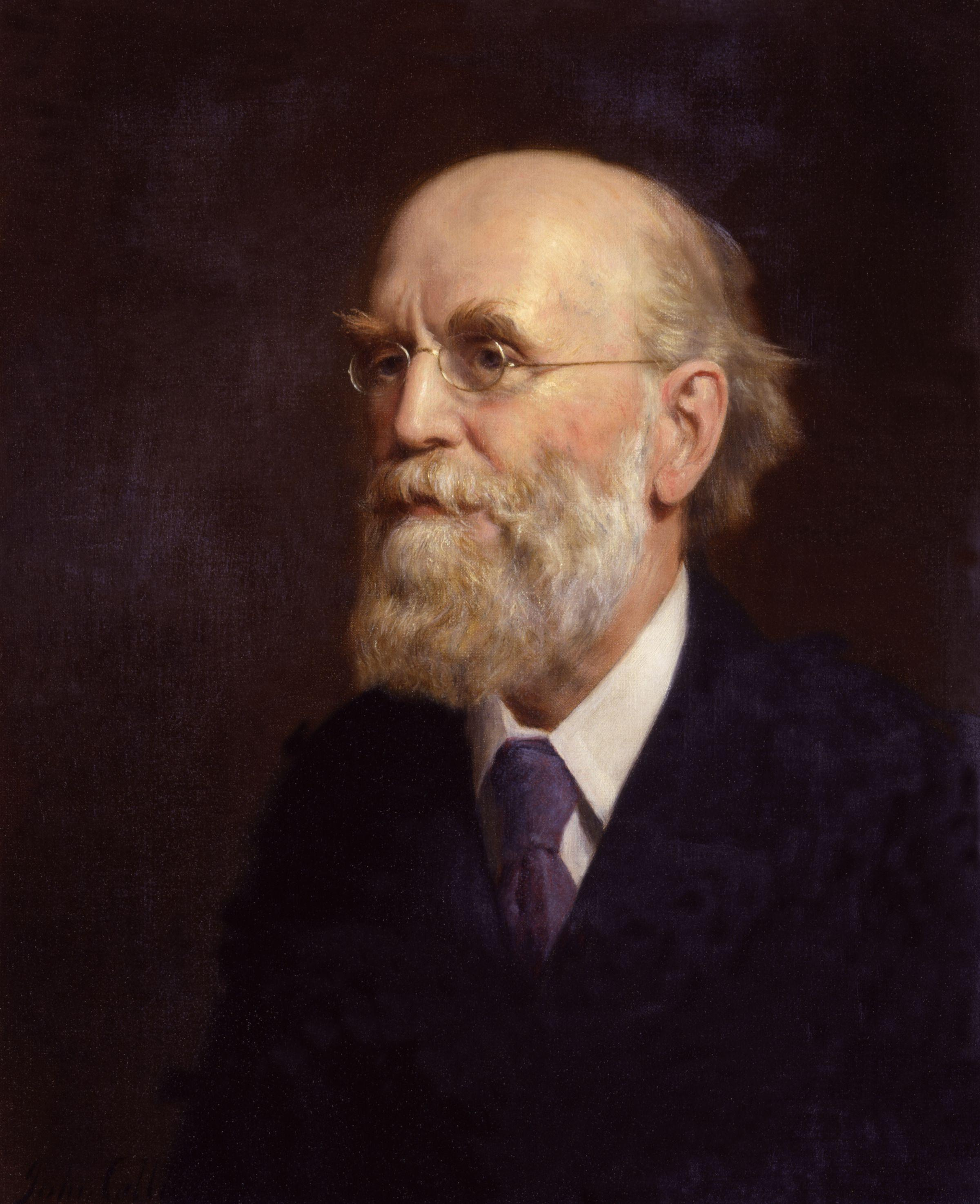
John Clifford
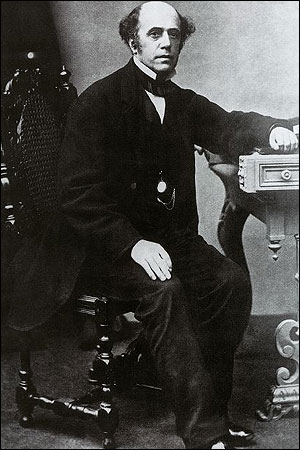
Thomas Cook
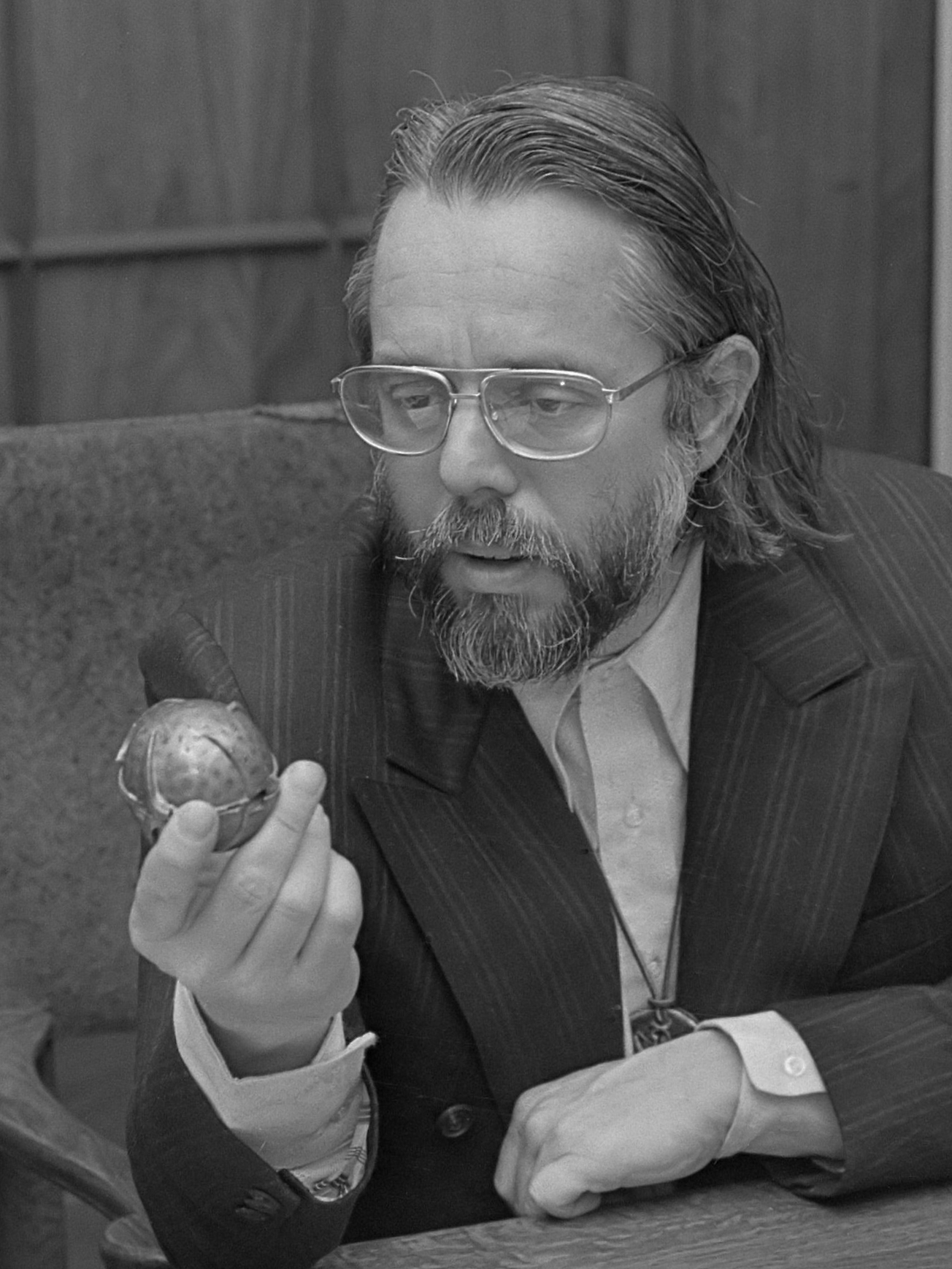
Harvey Cox

### D
- Rolf Dammann (1924–2014), Pastor, ehemaliger Generalsekretär des Bundes Evangelisch-Freikirchlicher Gemeinden in der DDR
- Peter C. Dienel (1923–2006), Theologe und Soziologe, Erfinder des Bürgerbeteiligungsverfahrens Planungszelle

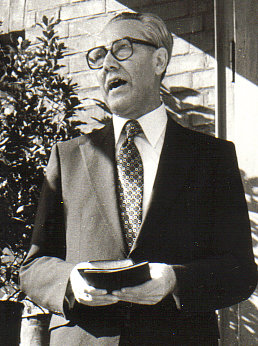
Rolf Dammann
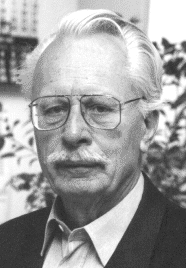
Peter Dienel

### E
- Winfried Eisenblätter (* 1934), Theologe, Dozent für Altes Testament am Theologischen Seminars der deutschen Baptisten
- Otto Ekelmann (1890–1973), Pastor, Verleger und Autor

### F
- Jerry Lamon Falwell (1933–2007), US-amerikanischer Pastor
- Nilson Fanini (1932–2009), brasilianischer Pastor, Präsident des Baptistischen Weltbundes
- Elias Feisser (1805–1865), niederländischer Theologe, Mitbegründer der niederländischen Baptisten
- Johann Georg Fetzer (1845–1909), Pastor, Pastoraltheologe, Lehrer am Predigerseminar der deutschen Baptisten, Autor
- Paul Stewart Fiddes (* 1947), britischer Theologe und Autor
- Klaus Fiedler (* 1942), Missionswissenschaftler
- Heinrich Fiehler (1858–1945), Pastor, Pionier der baptistischen Bewegung in Bayern
- Carl August Flügge (1876–1948), sozialdiakonisch engagierter Pastor, Evangelist, Herausgeber zahlreicher missionarischer Schriften
- Andrew Fuller (1754–1815), britischer Theologe

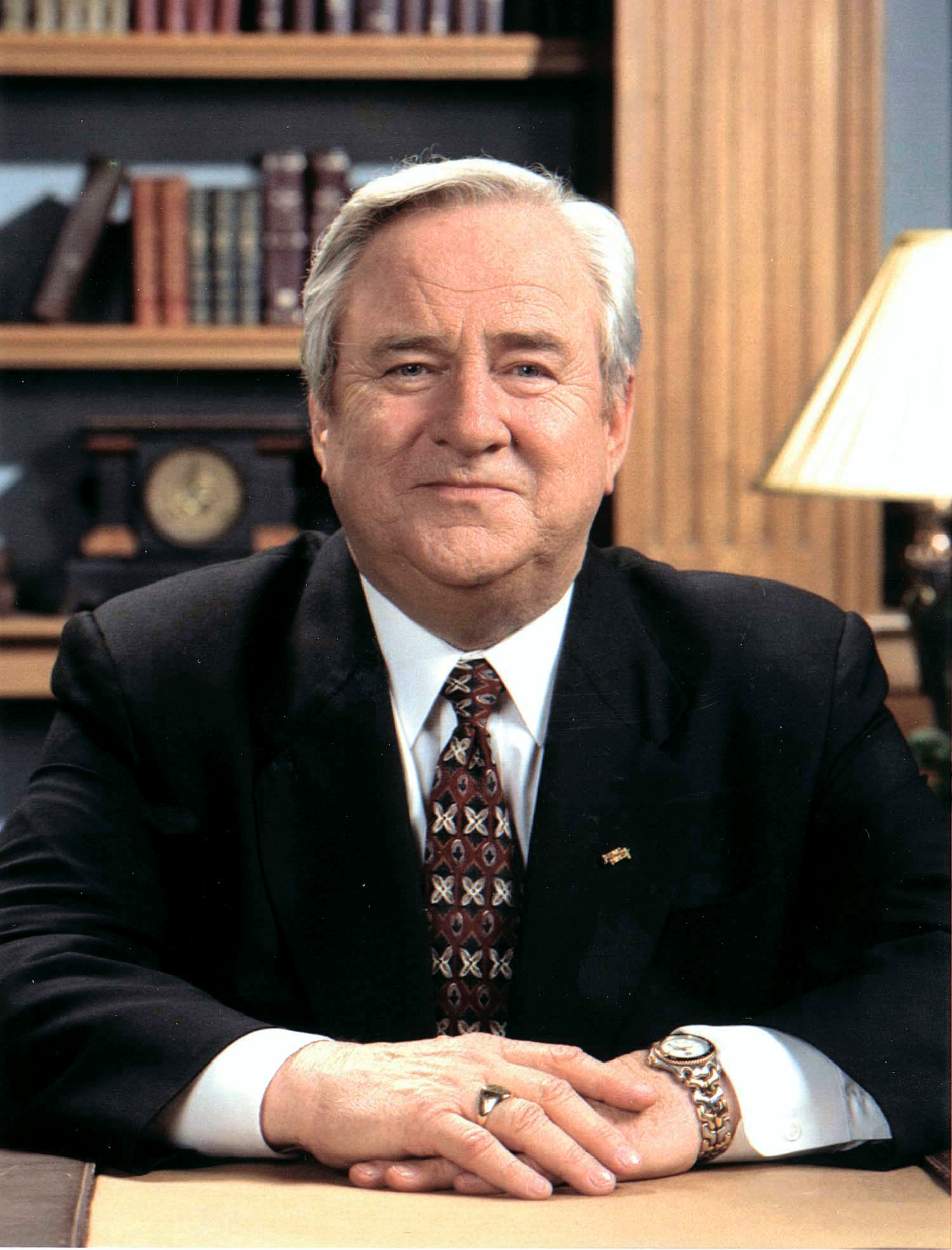
Jerry Falwell
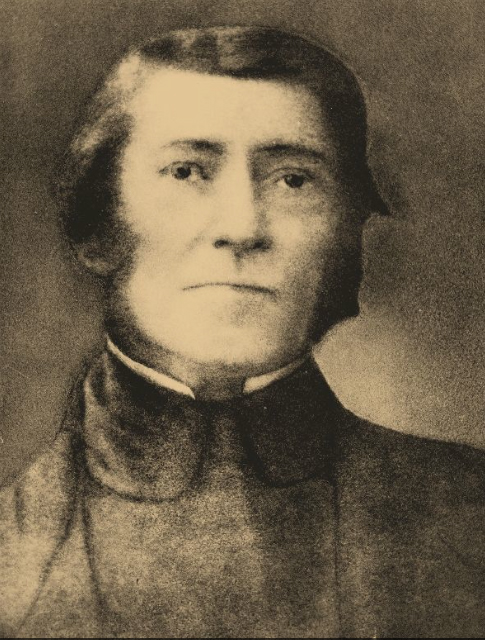
Elias Feisser
Johann Georg Fetzer
Heinrich Fiehler
Carl August Flügge

### G
- Erich Geldbach (* 1939), emeritierter Professor für Kirchengeschichte
- Gustav Gieselbusch (1872–1922), Pastor, Direktor des Predigerseminars der deutschen Baptisten
- Rusudan Gotsiridze (* 1975), Bischöfin der evangelisch-baptistischen Kirche Georgiens
- Franz Graf-Stuhlhofer (* 1955), österreichischer Theologe, Naturwissenschaftshistoriker
- Billy Graham (1918–2018), US-amerikanischer Pastor und Erweckungsprediger
- Franklin Graham (* 1952), Sohn Billy Grahams, Evangelist, Autor
- Stanley Grenz (1950–2005), US-amerikanischer evangelikaler Theologe und Ethiker
- L. Francis Griffin († 1980), US-amerikanischer Theologe und Bürgerrechtler
- Siegfried Großmann (1938–2022), deutscher Theologe, ehemaliger Präsident des Bundes Evangelisch-Freikirchlicher Gemeinden, Autor
- Vernon Grounds (1914–2010), US-amerikanischer Theologe
- Willi Grün (1910–2005), Theologe, Lehrer für Neues Testament am Theologischen Seminar der deutschen Baptisten, Schriftleiter der Zeitschrift Die Gemeinde
- Helmut Grundmann (1920–2009), Pastor, Generalsekretär der Europäisch-Baptistischen Mission
- Johann Andreas Gülzau (1817–1891), Pastor, Pionier der baptistischen Bewegung in zahlreichen Orten und Regionen
- Donald Guthrie (1916–1992), britischer Neutestamentler

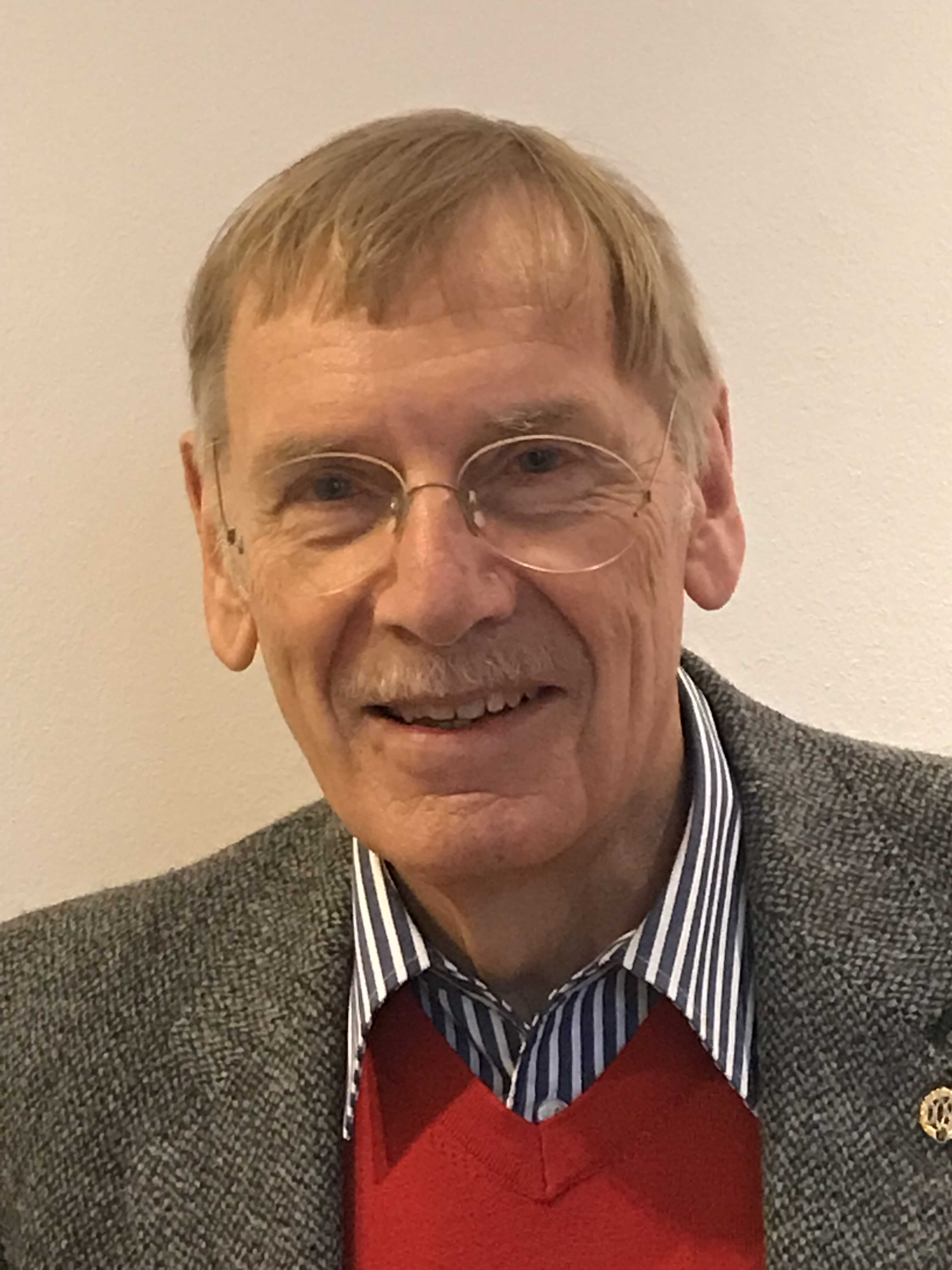
Erich Geldbach
Gustav Gieselbusch
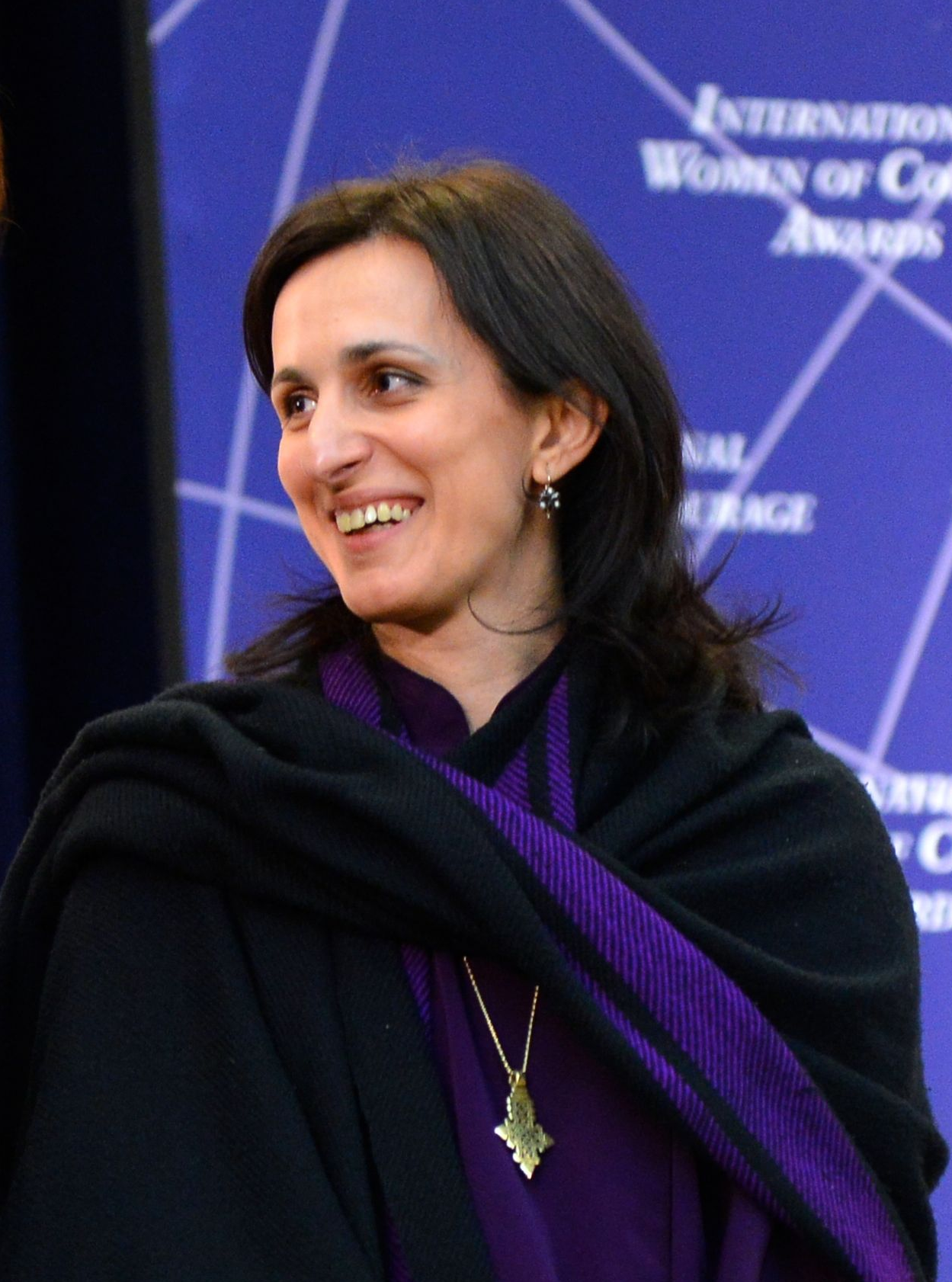
Rusudan Gotsiridze
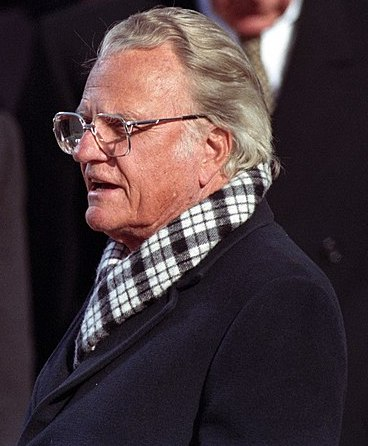
Billy Graham
Johann Andreas Gülzau (rechts)

### H
- August Friedrich Wilhelm Haese (1824–1912), Pastor, Pionier der baptistischen Bewegung im Großherzogtum Oldenburg, Bräutigam bei der ersten zivilrechtlichen Trauung im Großherzogtum Oldenburg
- Karl August Hahne (1906–1982), Pastor, evangelisch-lutherischer Pfarrer, Gründer und Bischof des Hochkirchlichen Apostolats St. Ansgar
- Wilhelm Haupt (1831–1913), Pastor, Evangelist
- André Heinze (1961–2013), Pastor, Professor für Neues Testament an der Theologischen Hochschule Elstal
- Thomas Helwys (1550–1616), Mitbegründer der Baptisten in England
- Johann Ludwig Hinrichs (1818–1901), ursprünglich Hilfslehrer, Pastor, Pionier der baptistischen Bewegung im Jeverland, Ostfriesland und Österreich
- Günter Hitzemann (1929–2015), Pastor, Präsident des Bundes Evangelisch-Freikirchlicher Gemeinden
- Stephan Holthaus (* 1962), Theologe

August F. W. Haese
Wilhelm Haupt
Johann Ludwig Hinrichs

### J
- Jesse Jackson (* 1941), US-amerikanischer Bürgerrechtler, Politiker und Gründer der Rainbow Coalition
- Joseph H. Jackson (1900–1990), US-amerikanischer Pastor, Vorsitzender der National Baptist Convention
- T. J. Jemison (1918–2013), US-amerikanischer Pastor, Bürgerrechtler, Vorsitzender der National Baptist Convention
- Mordecai Johnson (1890–1976), US-amerikanischer Theologe, Bürgerrechtler und Präsident der Howard University
- Adoniram Judson (1788–1850), US-amerikanischer Missionar und Bibelübersetzer
- Ann Hasseltine Judson (1789–1826), eine der ersten US-amerikanischen weiblichen Missionarinnen im Ausland

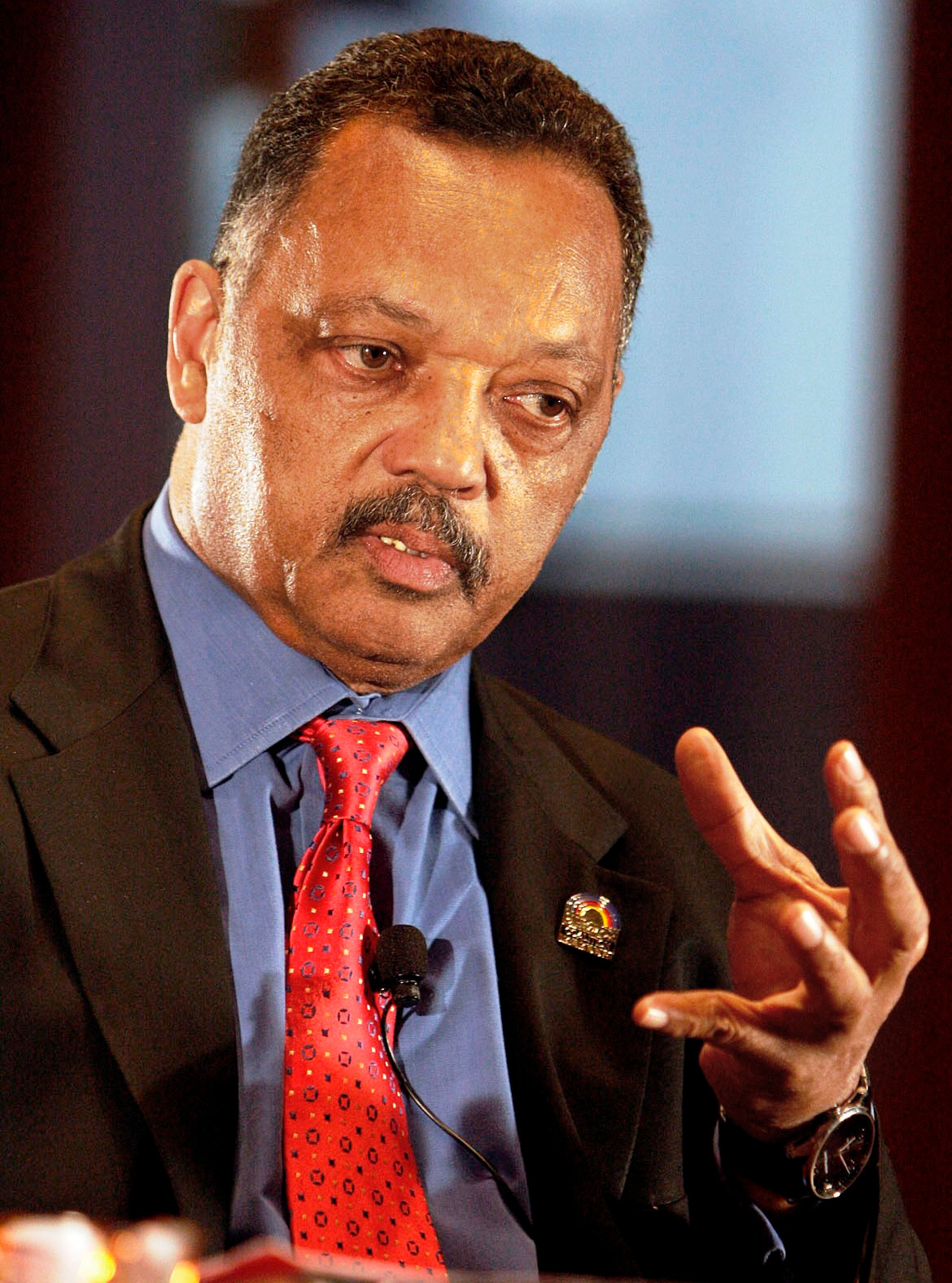
Jesse Jackson
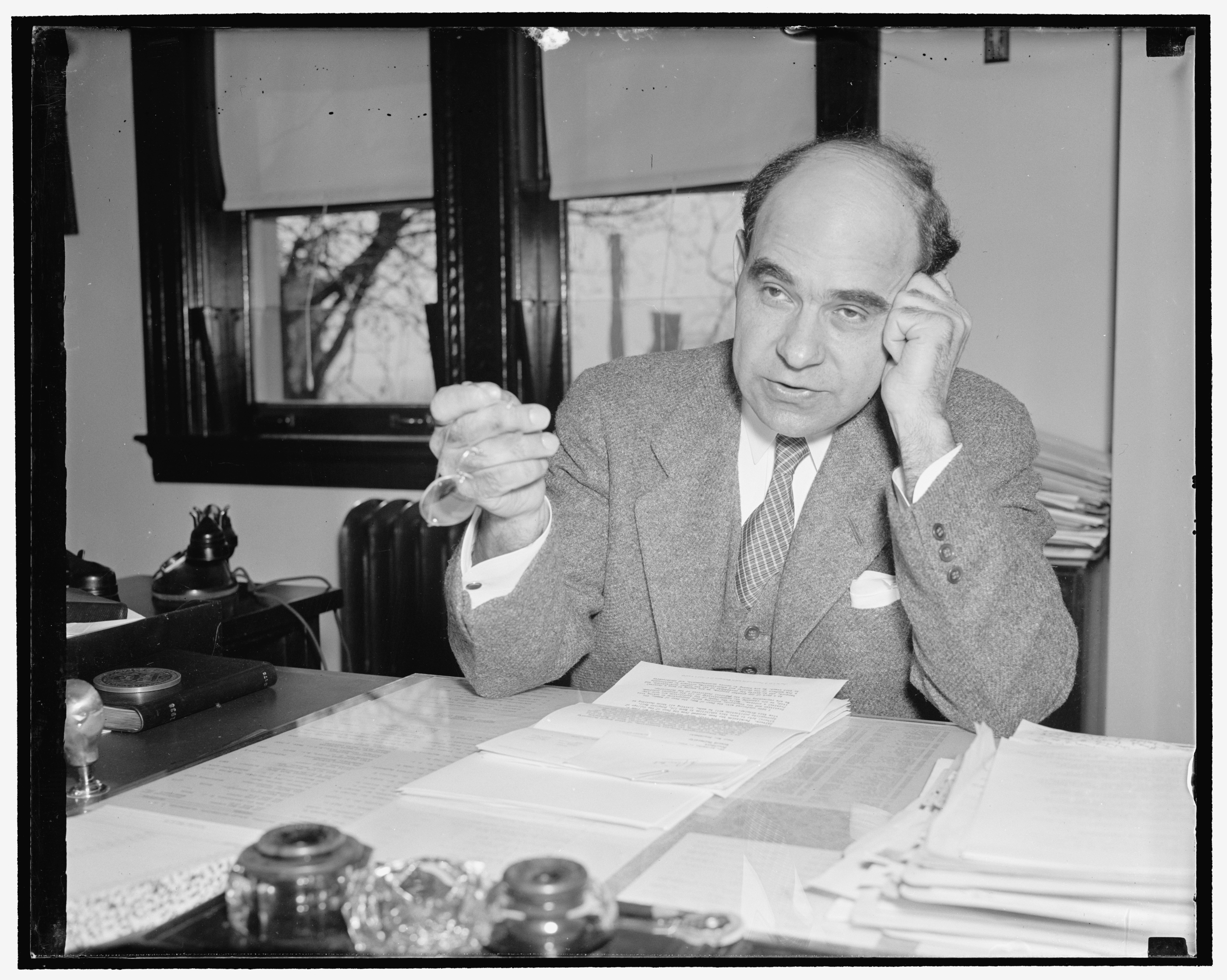
Mordecai Johnson
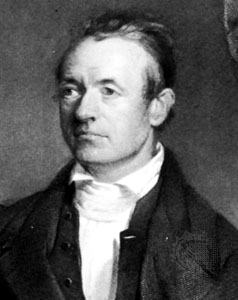
Adoniram Judson
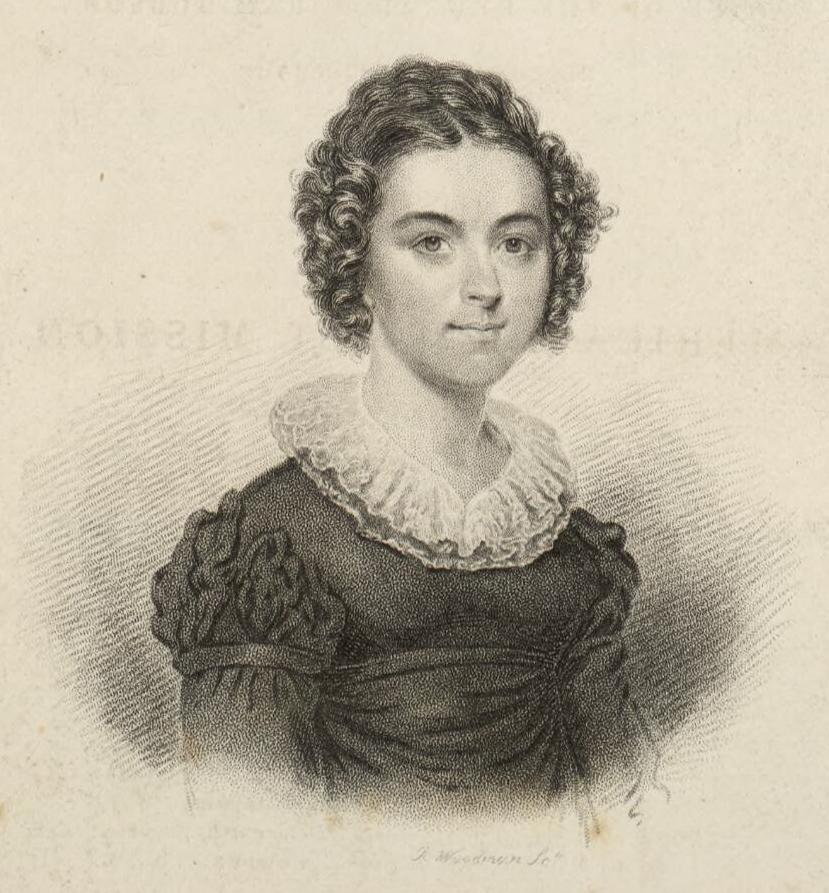
Ann Hasseltine Judson

### K
- Carl-Jürgen Kaltenborn (* 1936), Pastor, ehemaliger FDJ-Sekretär an der Humboldt-Universität, Theologe, Hochschullehrer, ehemaliger Sekretär der Christlichen Friedenskonferenz
- Rudolf Kassühlke (1930–2001), Pastor, Bibelübersetzer, Kirchenlieddichter
- Siegfried Kerstan (1928–2017), Pastor, Generalsekretär des Bundes Evangelisch-Freikirchlicher Gemeinden
- Bernice King (* 1963), US-amerikanische Pastorin, Leiterin des Martin-Luther-King-Centers in Atlanta / Georgia
- Martin Luther King (1929–1968), US-amerikanischer Pastor und Bürgerrechtler
- Martin Luther King III (* 1957), amerikanischer Menschenrechtler. Er ist der älteste Sohn des Bürgerrechtsaktivisten Martin Luther King, Jr. und dessen Ehefrau Coretta Scott King.
- Michael Kißkalt (* 1964), Theologe, Professor für Missionswissenschaft und Interkulturelle Theologie, Rektor der Theologischen Hochschule Elstal
- Andrea Klimt (* 1962), Pastorin, Professorin und Rektorin der Theologischen Hochschule Elstal
- Walter Klimt (* 1960), Pastor, Generalsekretär des österreichischen Baptistenbundes
- Julius Köbner (1806–1884), Mitbegründer des deutschen und dänischen Baptismus, Liederdichter, Verfasser des Manifests des freien Urchristenthums
- Arnold Köster (1896–1960), NS-kritischer Pastor in Wien
- Richard Kriese (1925–2019), Pastor, Evangelist des Bundes Evangelisch-Freikirchlicher Gemeinden, Radioseelsorger des Evangeliumsrundfunks, Autor

Carl-Jürgen Kaltenborn
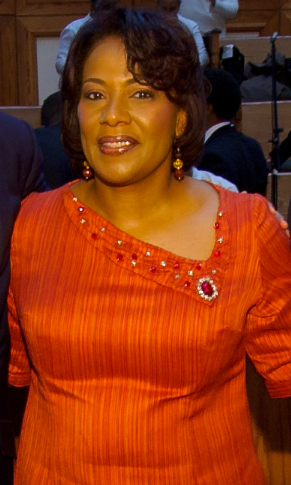
Bernice King
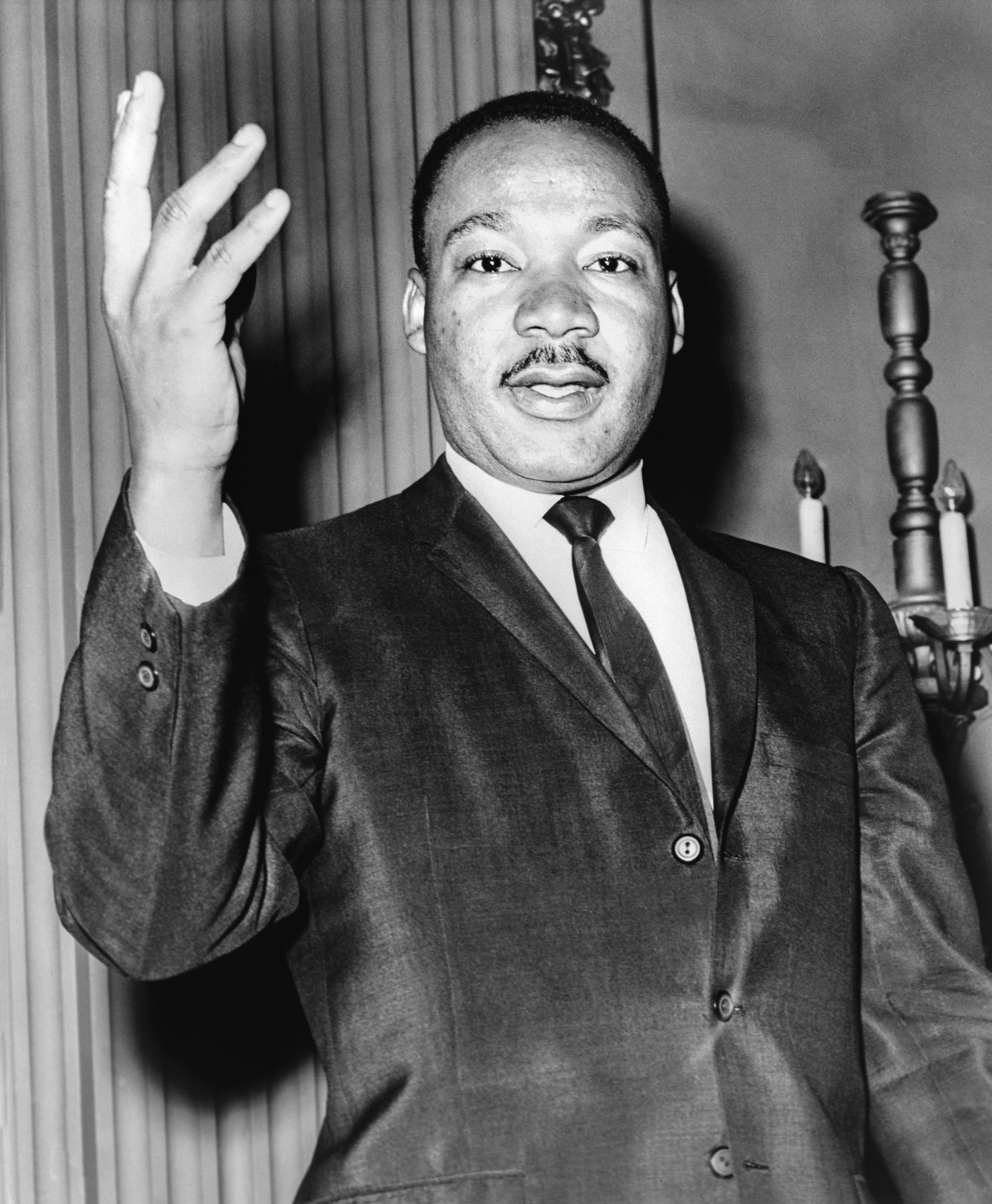
Martin Luther King
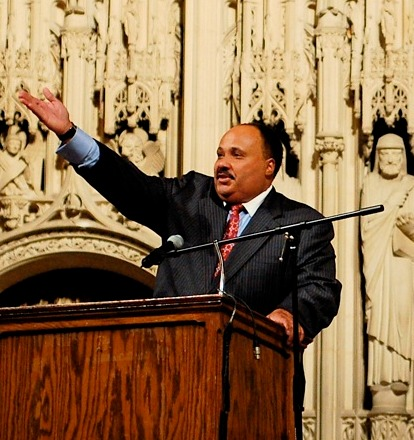
Martin Luther King III
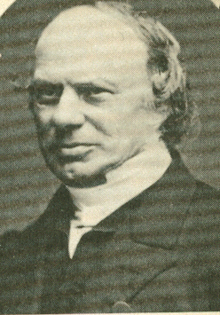
Julius Köbner
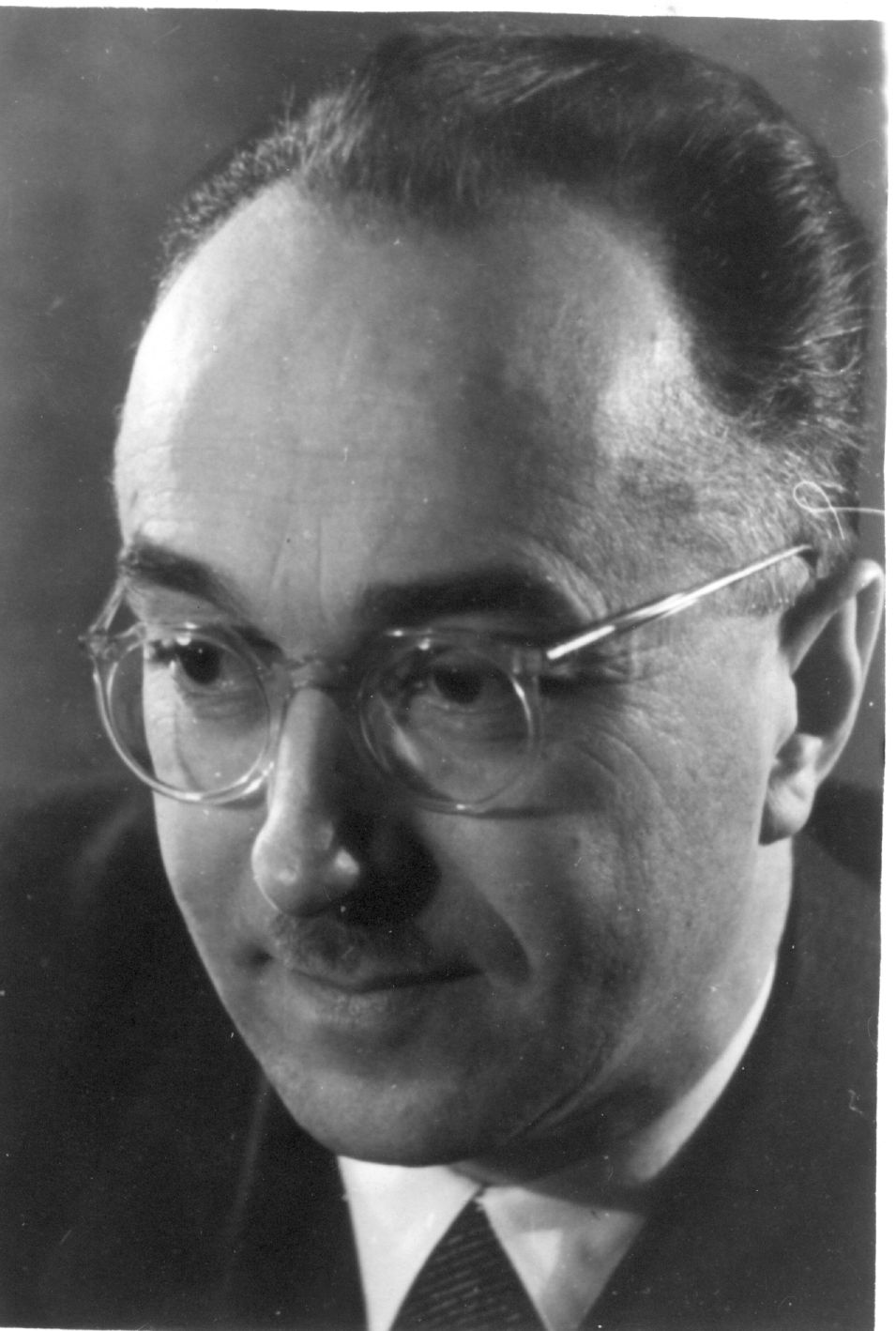
Arnold Köster

### L
- Kenneth Scott Latourette (1884–1968), US-amerikanischer Missionswissenschaftler, Historiker, Sinologe
- Gottfried Wilhelm Lehmann (1799–1882), Pastor, Mitbegründer des deutschen Baptismus
- Joseph Lehmann (1832–1907), Theologe, Schriftsteller, Lehrer am Predigerseminar der deutschen Baptisten
- John Leland (1754–1841), Pastor; bekannt ist sein Einsatz für Religionsfreiheit
- August Liebig (1836–1914), gelernter Schlosser, Handwerkermissionar und Pastor
- Hermann Liebig (1839–1914), Pastor, Schriftsteller, Leiter des Predigerseminars der deutschen Baptisten
- Siegfried Liebschner (1935–2006), Dozent am Theologischen Seminars der deutschen Baptisten
- Denton Lotz (1939–2019), US-amerikanischer Theologe, Generalsekretär des Baptistischen Weltbundes
- Hans Luckey (1900–1976), ehemaliger Direktor des Theologischen Seminars der deutschen Baptisten

Gottfried Wilhelm Lehmann
Joseph Lehmann
August Liebig
Hermann Liebig
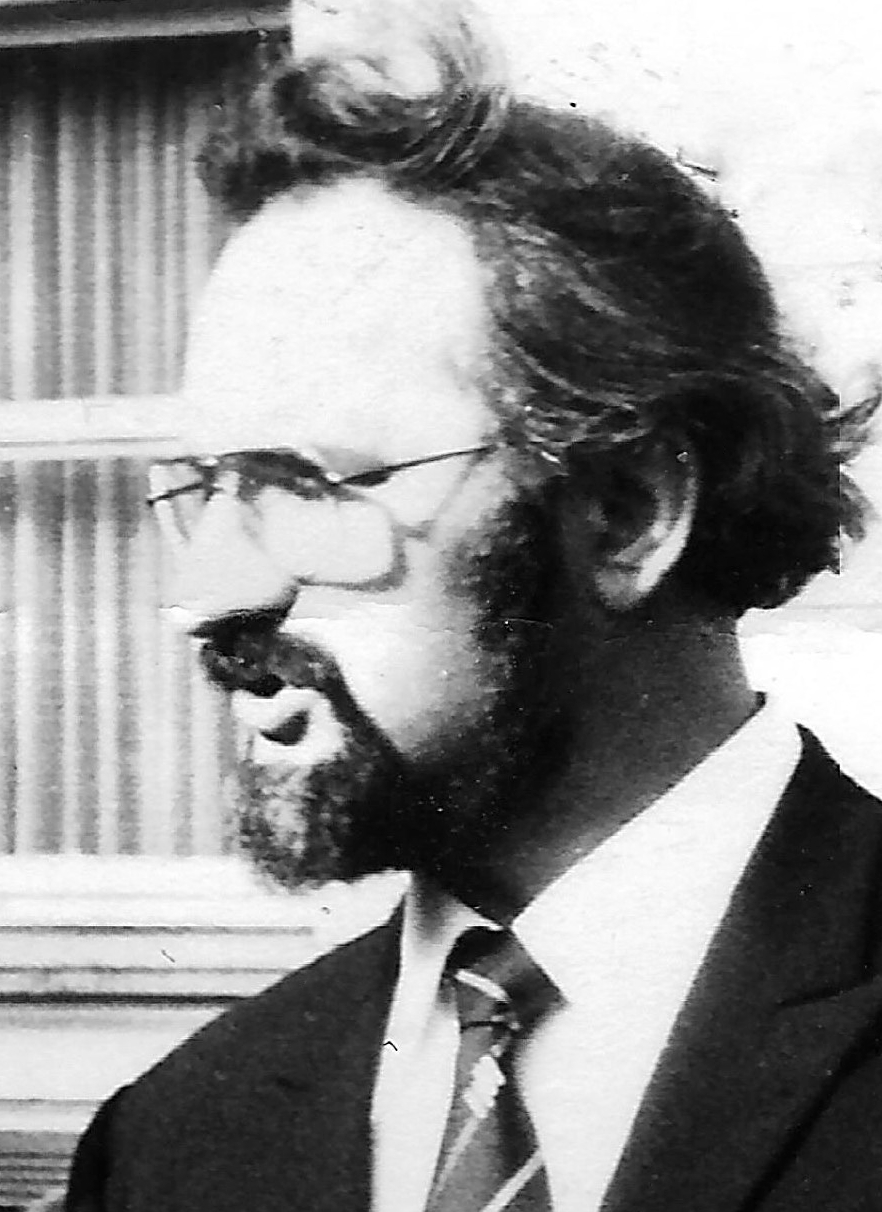
Siegfried Liebschner
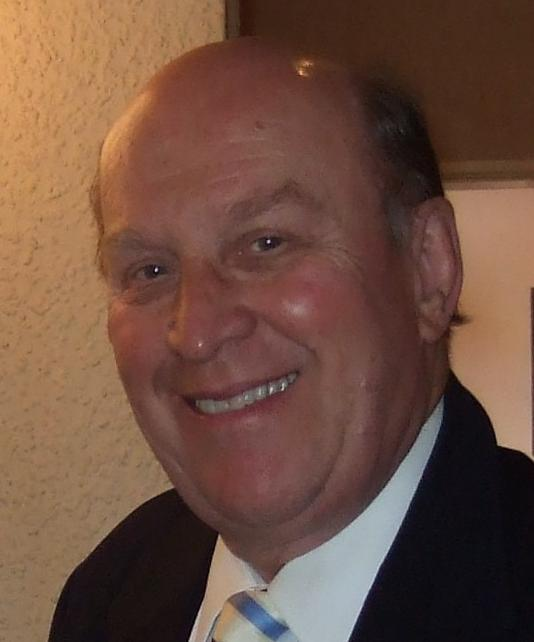
Denton Lotz

### M
- Tomás Mackey (* 1953), argentinischer Pastor, Theologieprofessor und seit Juli 2020 der 22. Präsident des Baptistischen Weltbundes
- Hans-Harald Mallau (1930–2006), Theologe, Professor für Altes Testament
- Shailer Mathews (1863–1941), bedeutender Vertreter der US-amerikanischen liberalen Theologie und der Social Gospel-Bewegung
- Benjamin Mays (1894–1984)US-amerikanischer Pastor, Lehrer, Präsident des Morehouse College in Atlanta
- Martin Metzger (1928–2018), Pastor, Professor für Altes Testament und Biblische Archäologie
- Frederick Brotherton Meyer, auch F. B. Meyer genannt (1847–1929), britischer Pastor, Evangelist, Missionar und Autor
- Edward Millard (1822–1906), britischer Pastor, Direktor von Zweigbüros der Britischen und Ausländischen Bibelgesellschaft und Pionier der österreichischen baptistischen Bewegung
- Herbert Morét (1920–2009), Pastor, Präsident des Bund Evangelisch-Freikirchlicher Gemeinde in der DDR

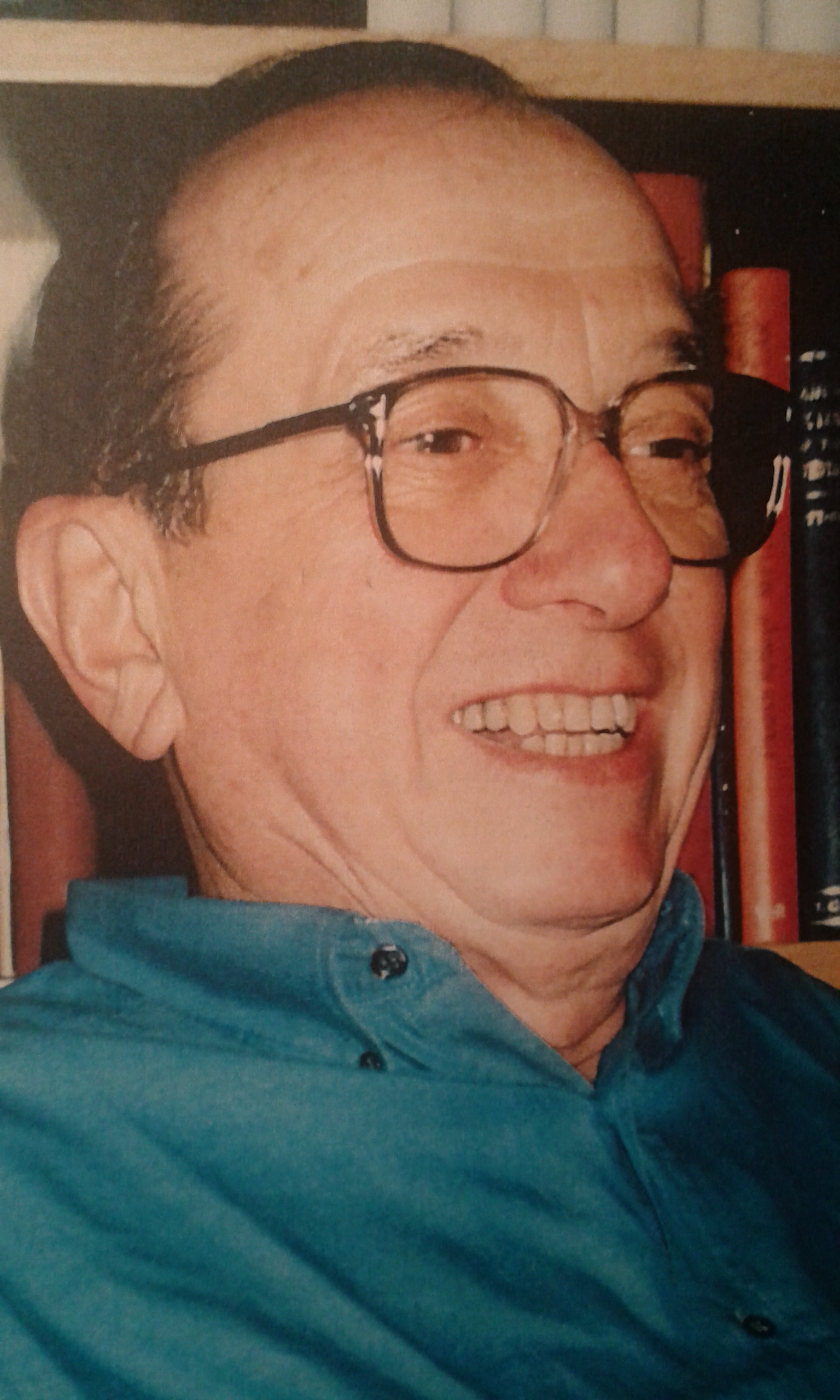
Hans-Harald Mallau
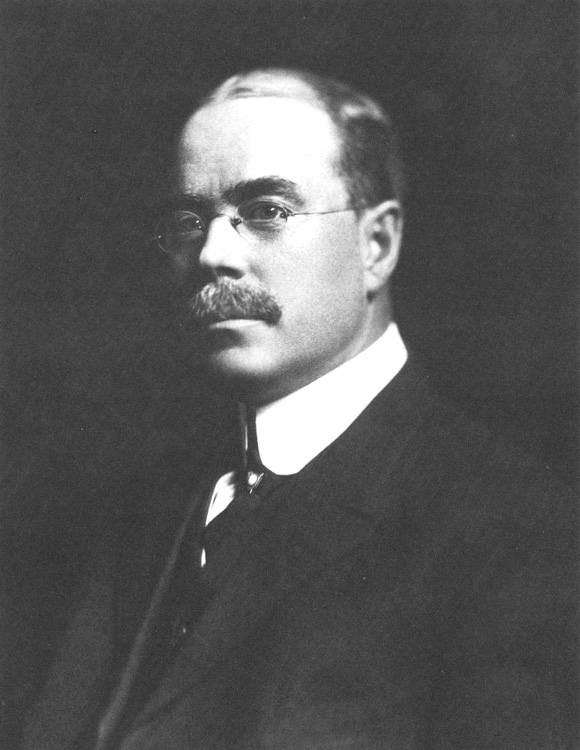
Shailer Mathews
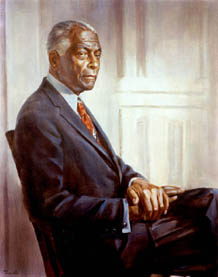
Benjamin Mays
Edward Millard

### N
- Andrew David Naselli (* 1980), US-amerikanischer Pastor, Theologe und Professor für Systematische Theologie und Neues Testament am Bethlehem College and Seminary
- Johann Pieter de Neui (1828–1907), Schmiedegeselle, Pionier der baptistischen Bewegung in Nordwestdeutschland und in den Niederlanden, zuletzt Baptistenpastor in Illinois und Iowa
- Carl Neuschäfer (1879–1946), Pastor, Dozent für Neues Testament, Studiendirektor am Predigerseminar der deutschen Baptisten
- Eugene Nida (1914–2011), US-amerikanischer Pastor, Linguist und Bibelübersetzungstheoretiker
- Michael Noss (* 1955), Pastor, Unternehmensberater, Autor, Musiker, ehemaliger Präsident des Bundes Evangelisch-Freikirchlicher Gemeinden in Deutschland (2015–2025)
- Dorothea Nowak (1926–2011), Dozentin für Praktische Theologie am Theologischen Seminar der deutschen Baptisten

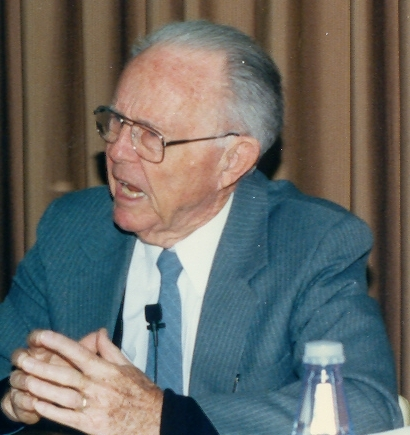
Eugene Nida

### O
- Johann Gerhard Oncken (1800–1884), Begründer der deutschen und kontinentaleuropäischen baptistischen Bewegung
- Gavin Ortlund (* 1983), US-amerikanischer Autor und Pastor
- Manfred Otto (1927–2013), Pastor, Direktor des Bundes Evangelisch-Freikirchlicher Gemeinden

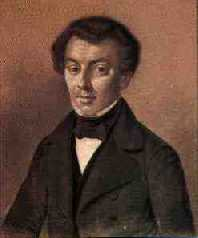
Johann Gerhard Oncken

### P
- Charles H. Parrish Sr. (1841–1931), US-amerikanischer Pastor, Theologe, Präsident der Simmons-Universität, Avantgardist der amerikanischen Bürgerrechtsbewegung
- Ernest A. Payne (1902–1980), Generalsekretär, dann Präsident der British Baptist Union, Buchautor
- Johann Heinrich Ludwig Pielstick (1832–1898), Kaufmann, Gemeindeältester, Mitglied der Ordnenden Büder, dem leitenden Gremium des damaligen deutschen Baptistenbundes
- John Piper (* 1946), US-amerikanischer Praktischer Theologe, Pastor und Autor
- Adolf Pohl (1927–2018), deutscher Theologe, Dozent am Theologischen Seminar Buckow, Mitverfasser der Wuppertaler Studienbibel
- Wiard Popkes (1936–2007), Dozent für Neues Testament am Theologischen Seminar der deutschen Baptisten

Johann Heinrich Ludwig Pielstick
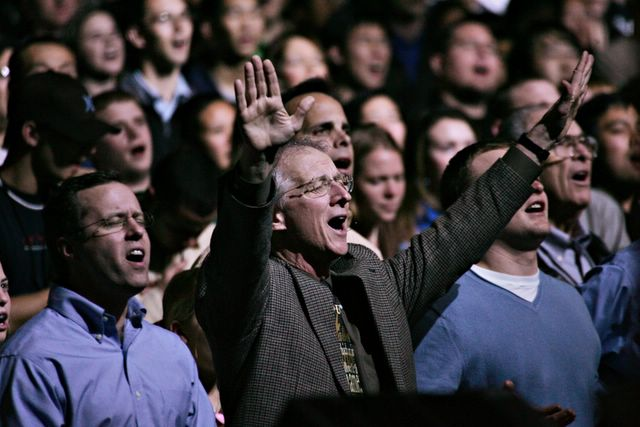
John Piper

### R
- August Rauschenbusch (1816–1899), deutsch-amerikanischer Theologe
- Walter Rauschenbusch (1861–1918), Theologieprofessor, Begründer der Theologie des Sozialen Evangeliums
- Anton Friedrich Remmers (1816–1881), Buchbinder, Gemeindeältester, Pionier der baptistischen Bewegung im Jeverland und in Ostfriesland
- Timothy Richard (1845–1919), walisischer Chinamissionar, maßgeblich an der Entstehung der Republik China beteiligt
- Hartmut Riemenschneider (* 1958), Pastor, ehemaliger Präsident des Bundes Evangelisch-Freikirchlicher Gemeinden in Deutschland
- Pat Robertson (1930–2023), US-amerikanischer Pastor, Politiker und Gründer der Regent University
- Henry Wheeler Robinson (1872–1945), bedeutender britischer Alttestamentler
- Theodore H. Robinson (1881–1964), britischer Theologe, Semitist
- Adrian Rogers (1931–2005), ehemaliger Präsident der Southern Baptist Convention
- Michael Rohde (* 1973), Pastor, ehemaliger Professor für Altes Testament an der Theologischen Hochschule Elstal, Lehrbeauftragter an der Leibniz Universität Hannover
- Martin Rothkegel (* 1969), Professor für Kirchengeschichte an der Theologischen Hochschule Elstal, Täuferforscher
- Harold Henry Rowley (1890–1969), britischer Theologe und Chinamissionar
- Heinrich Christian Rust (1953–2024), deutscher Pastor, Referent und Autor
- Charles C. Ryrie (1925–2016), US-amerikanischer Theologieprofessor

August Rauschenbusch
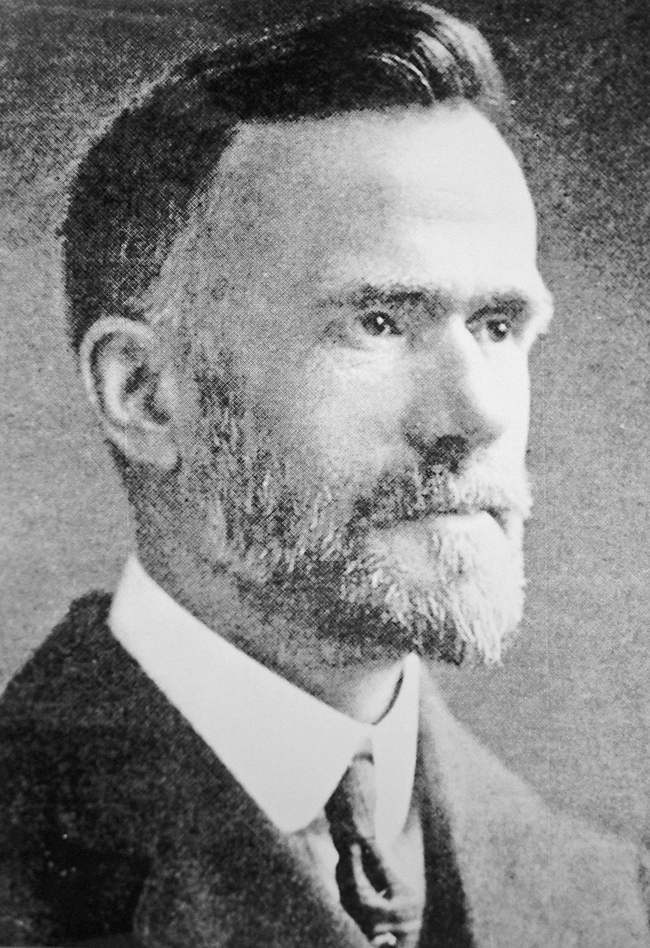
Walter Rauschenbusch
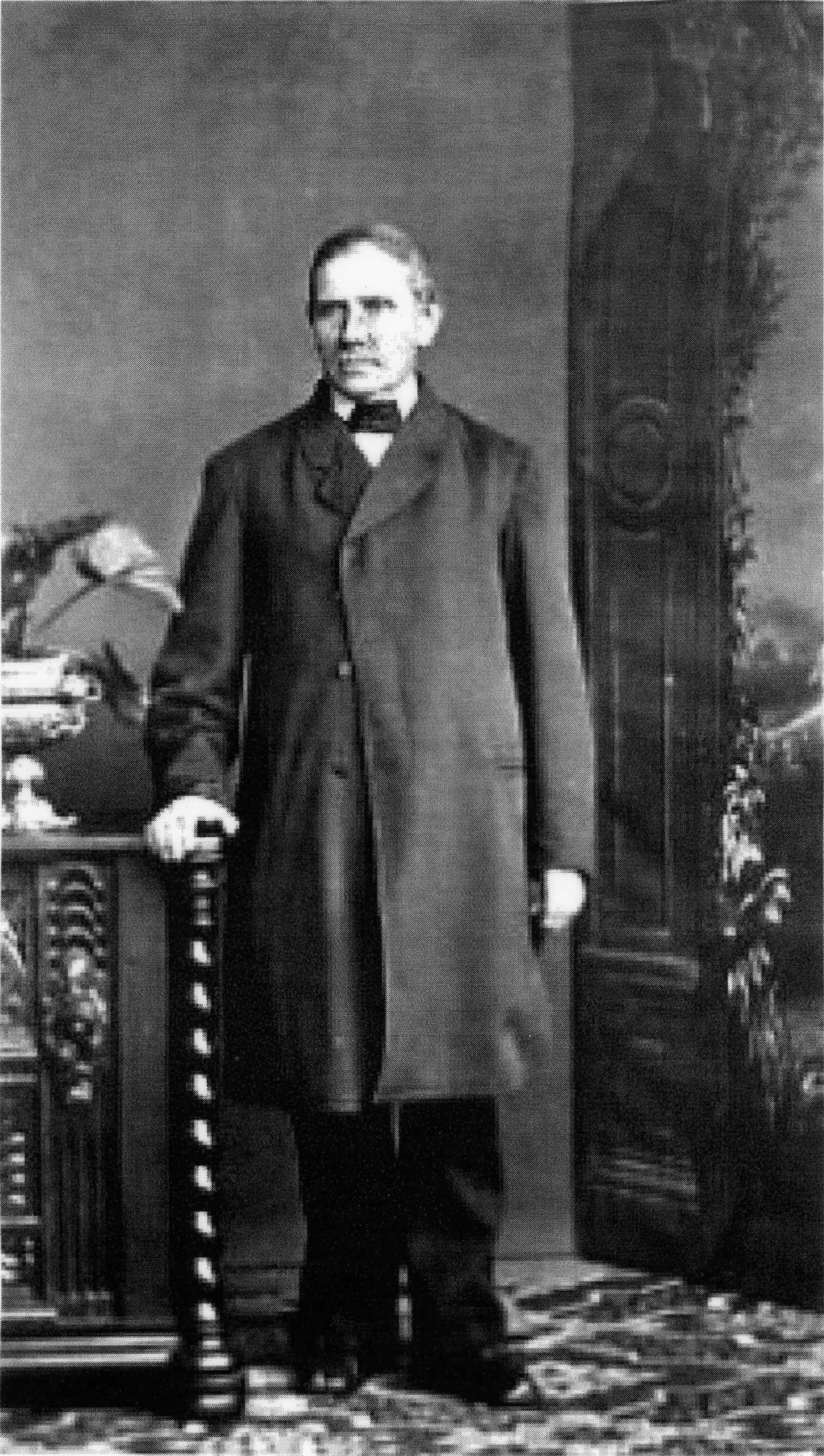
Anton Friedrich Remmers
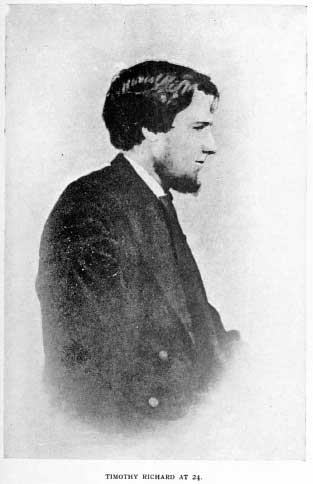
Timothy Richard
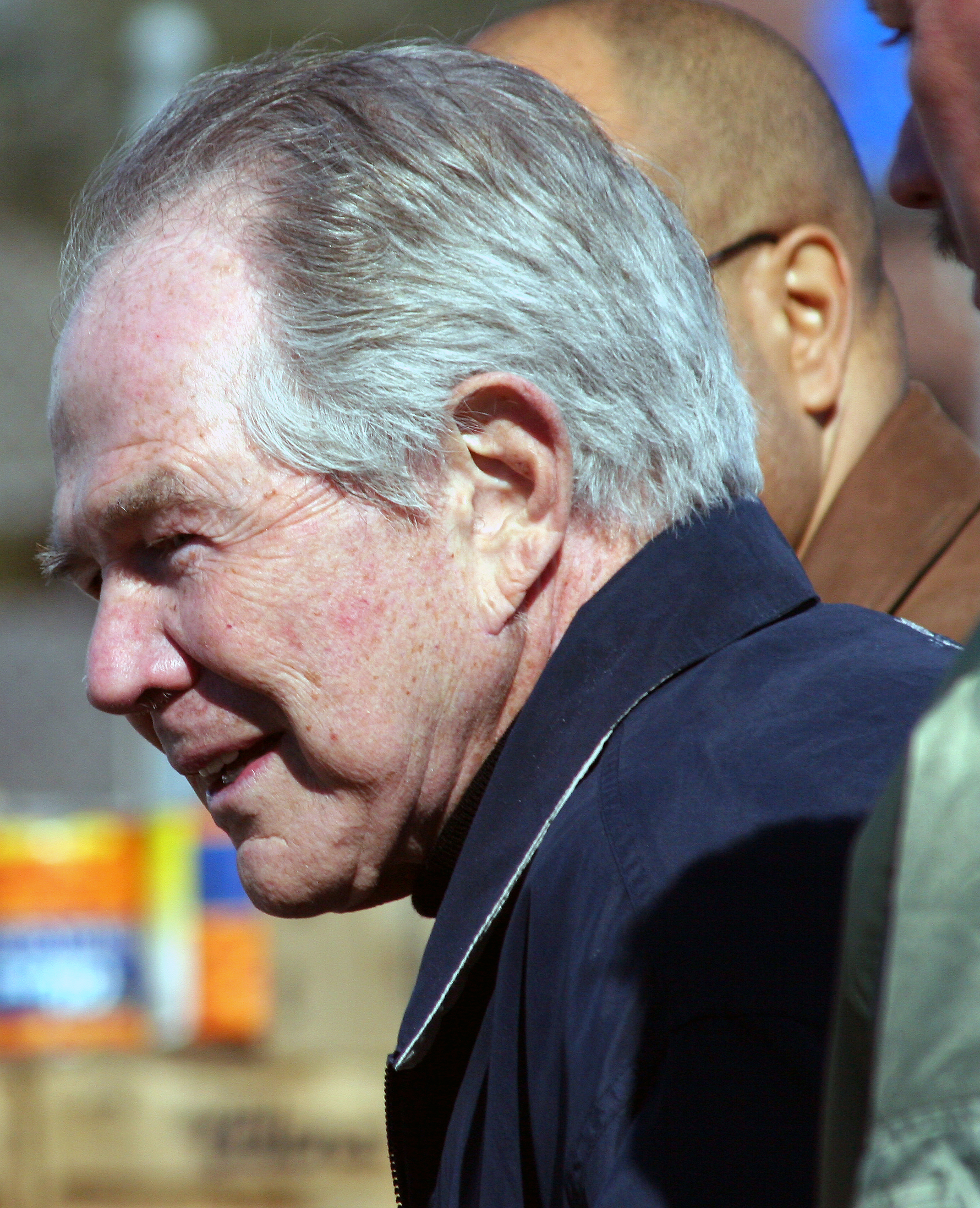
Pat Robertson
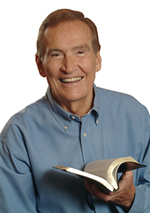
Adrian Rogers
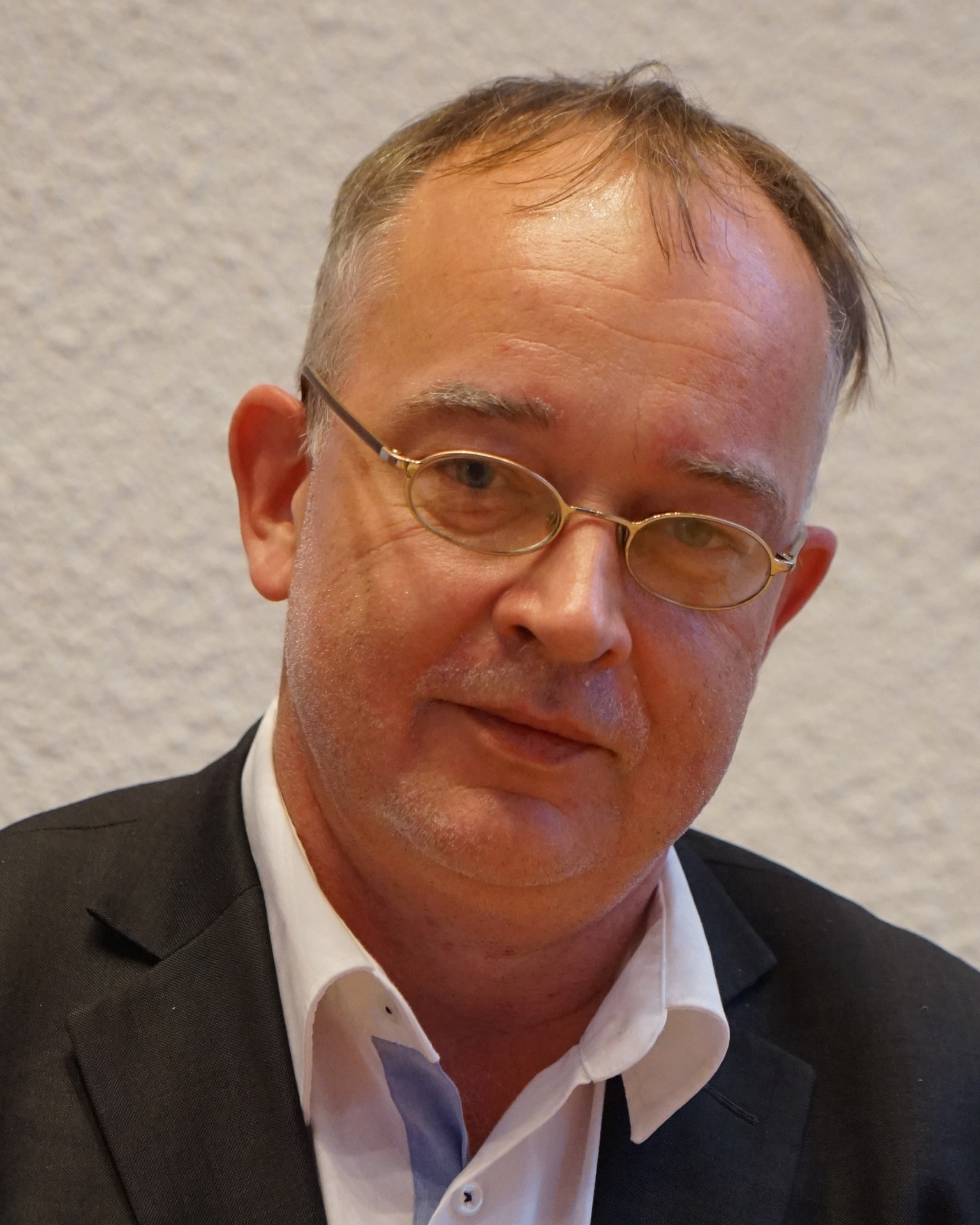
Martin Rothkegel

### S
- Alfred Saker (1814–1880), britischer Kamerunmissionar, gründete für befreite Sklaven das Dorf Victoria, übersetzte die Bibel in die Sprache der Duala
- Robert Saucy (1930–2015), US-amerikanischer Pastor und Professor für Systematische Theologie
- Eckhard Schaefer (1936–2023), Pastor, ehemaliger Bundesdirektor des Bundes Evangelisch-Freikirchlicher Gemeinden
- Carl Schneider (1870–1943), Pastor, Lehrer für Praktische Theologie am Predigerseminar der deutschen Baptisten
- Johannes Schneider (1895–1970), erster Baptist, der an einer deutschen Universität Theologie lehrte; Professor für Neues Testament, Dekan der Theologischen Fakultät der Humboldt-Universität
- Mechtild Schröder (1932–2010), Oberin der Berliner Bethel-Diakonissen, Mitglied der Leitung des Bundes Evangelisch-Freikirchlicher Gemeinden
- Eduard Schütz (1928–2001), ehemaliger Direktor des Theologischen Seminars der deutschen Baptisten
- Herbert Sczepan (1927–2004), Pastor, Evangelist, Leiter der Heimatmission des Bundes Evangelisch-Freikirchlicher Gemeinden
- Barnas Sears (1802–1880), Pastor, Theologieprofessor, Mitbegründer der ersten deutschen Baptistengemeinde
- John Smyth (1566–1612), Mitbegründer der Baptisten in England
- Joshua Heath Sobey (1843–1910), Pastor, Pionier in Mittelamerika
- Otto Soltau (1880–1966), Pastor, Vorsitzender Leitung (Ost) des Bundes Evangelisch-Freikirchlicher Gemeinden
- Charles Haddon Spurgeon (1834–1892), englischer Baptistenprediger und Schriftsteller
- Helge Stadelmann (* 1952), Theologe und Rektor der Freien Theologischen Hochschule Gießen (FTH)
- Herbert Stahl (1908–1984), Pastor, Dozent für Kirchengeschichte am Theologischen Seminars der deutschen Baptisten
- Andy Stanley (* 1958), US-amerikanischer Pastor, Theologe, Gemeindegründer
- Charles Stanley (eigentlich Charles Frazier Stanley; 1932–2023), US-amerikanischer Theologe, emeritierter Pastor der First Baptist Church of Atlanta, Autor, Gründer der In Touch Ministries
- Christoph Stiba (* 1967), Pastor, Generalsekretär des Bundes Evangelisch-Freikirchlicher Gemeinden
- Stefan Stiegler (* 1954), Theologe, Professor für Altes Testament, Rektor der Theologischen Hochschule Elstal,
- Andrea Strübind (* 1963), Pastorin, Professorin für Kirchengeschichte, Baptismus- und Täuferforscherin
- Kim Strübind (* 1957), ehemaliger Baptistenpastor, jetzt evangelisch-lutherischer Geistlicher, Theologe und Publizist
- Leon Sullivan (1922–2001), US-amerikanischer Pastor, Bürgerrechtler
- Manfred Sult (1934–2016), Pastor, Präsident des Bundes Evangelisch-Freikirchlicher Gemeinden in der DDR, nach der Wiedervereinigung der beiden deutschen Bünde Bundesdirektor des Bundes Evangelisch-Freikirchlicher Gemeinden
- Uwe Swarat (* 1955), Theologe, Professor an der Theologischen Hochschule Elstal, Autor
- Jörg Swoboda (* 1947), deutscher Theologe, Evangelist und Liedermacher
- Mekke Willms Swyter (1838–1900), Volksschullehrer, Pionier der baptistischen Bewegung in Ostfriesland, Helmstedt, Auswanderermissionar in Bremen, zuletzt Baptistenpastor in Iowa

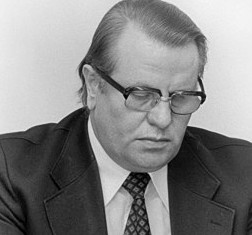
Eduard Schütz
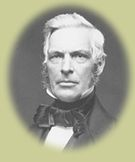
Barnas Sears
Joshua Heath Sobey
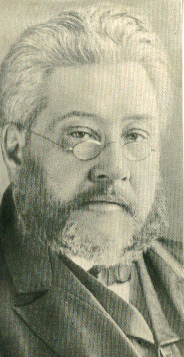
Charles Haddon Spurgeon
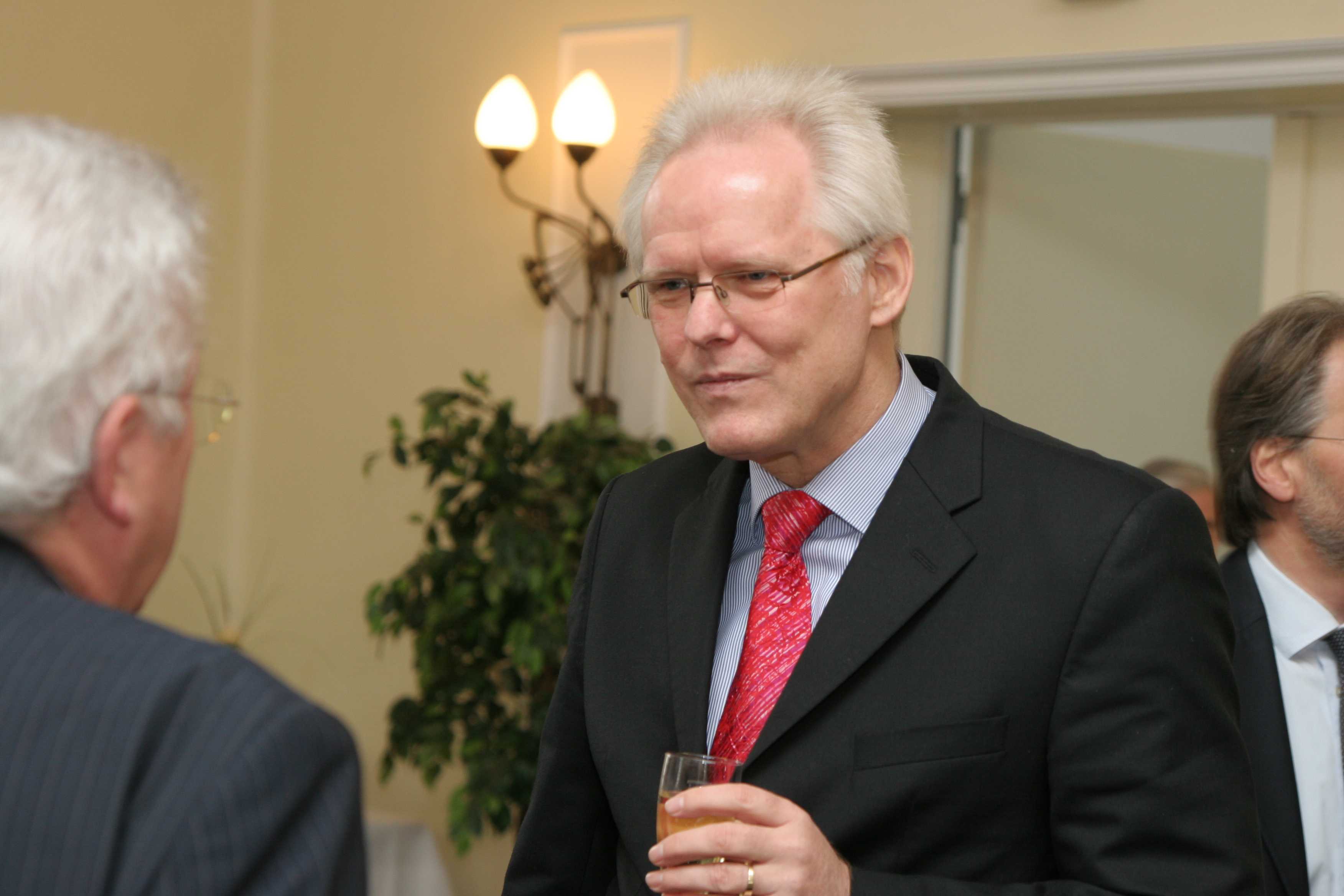
Helge Stadelmann
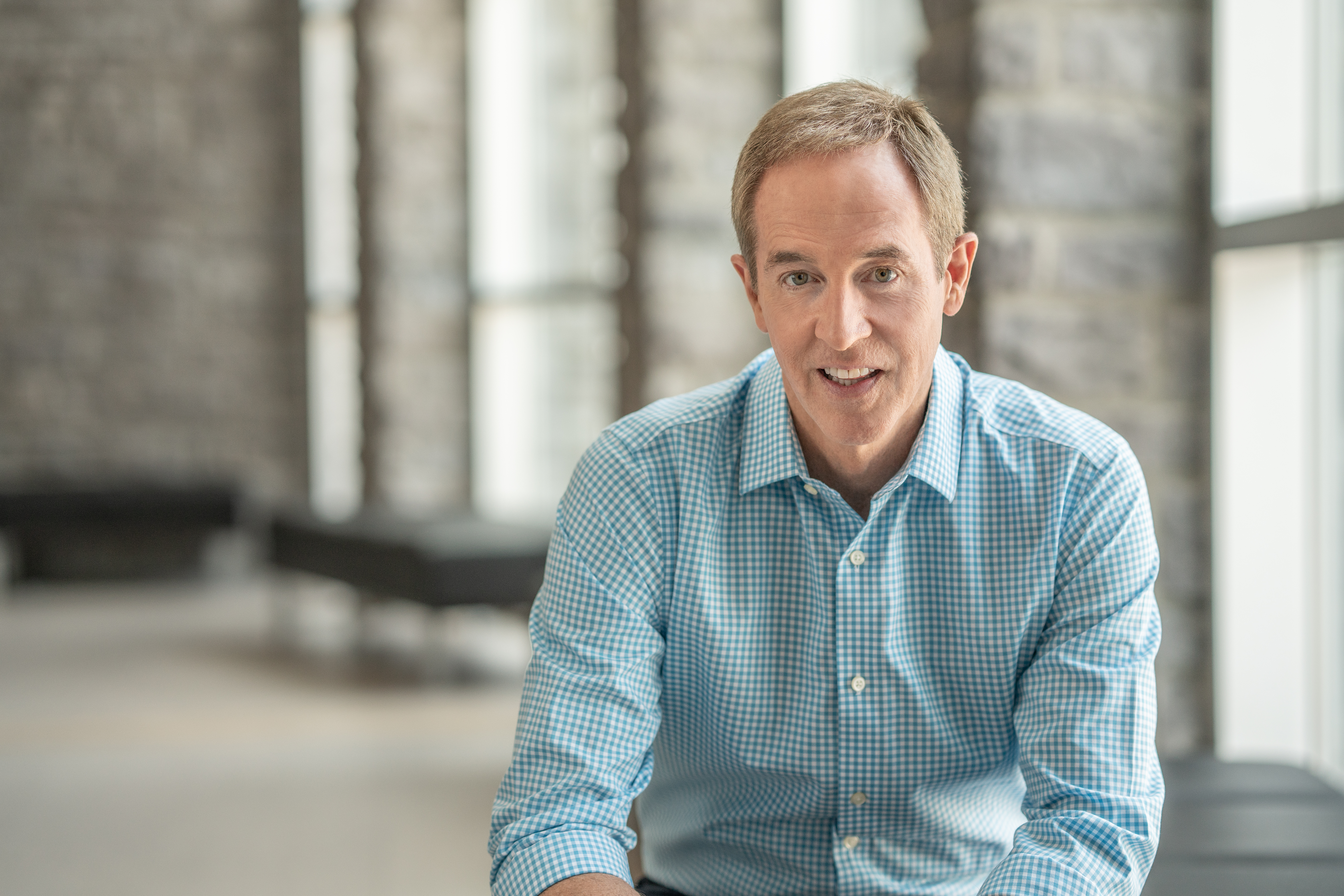
Andy Stanley
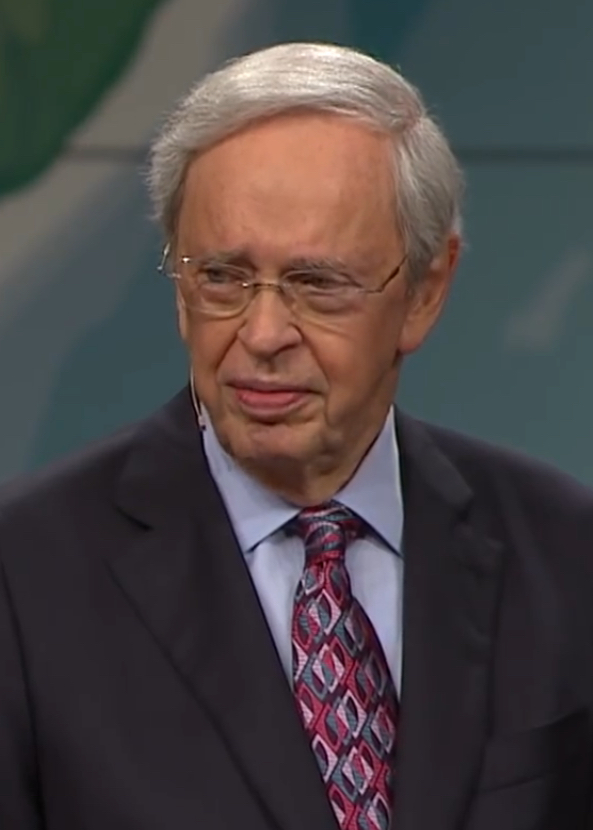
Charles Stanley
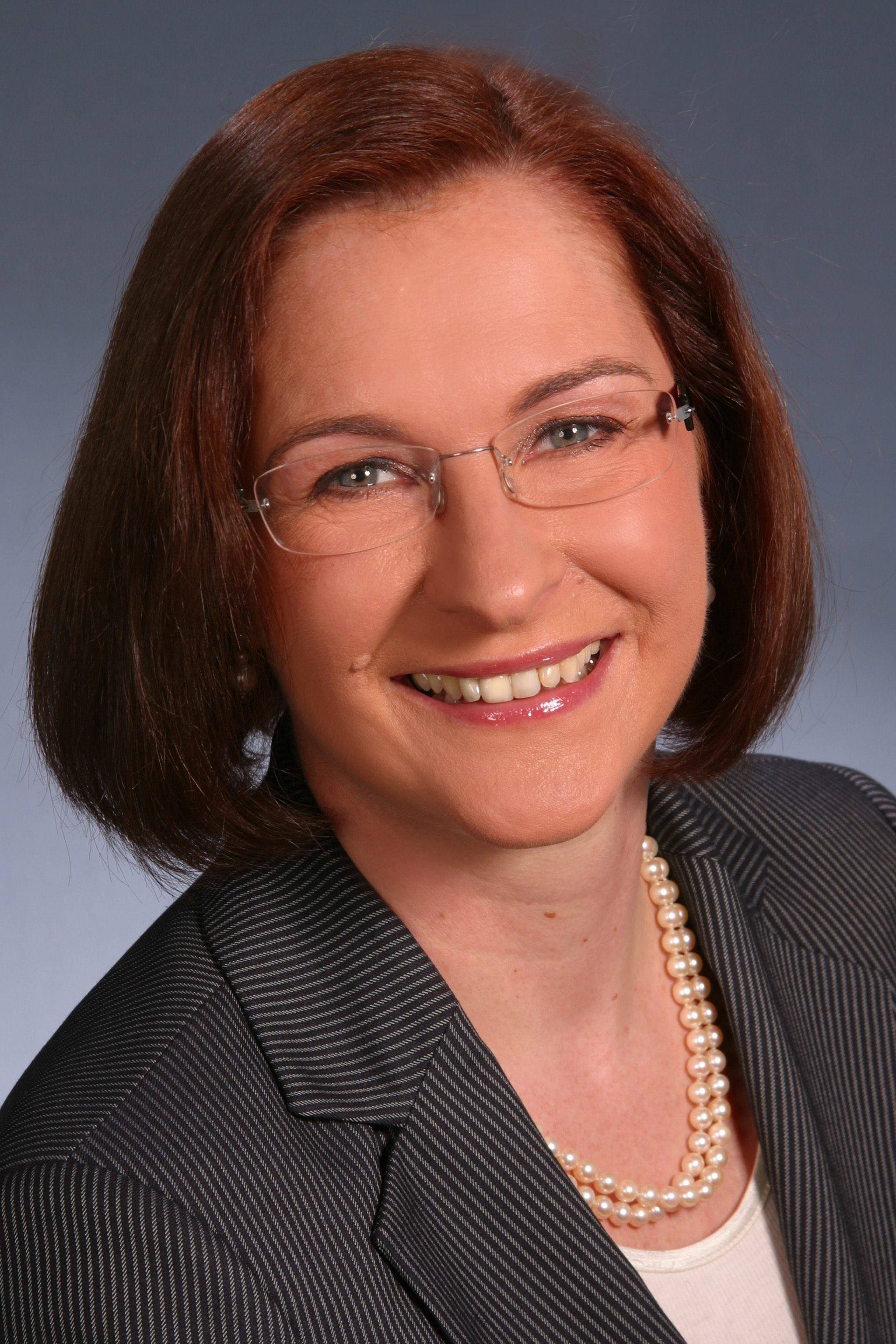
Andrea Strübind
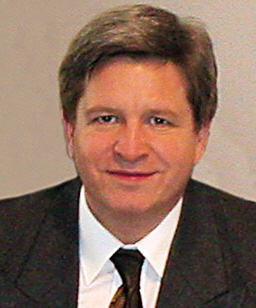
Kim Strübind
Mekke Willms Swyter

### T
- Gardner C. Taylor (1918–2015), Pastor und Bürgerrechtler
- Rudolf Thaut (1915–1982), Pastor, Direktor des Theologischen Seminars der deutschen Baptisten, verschiedene kirchliche Leitungsämter auf nationaler und internationaler Ebene, darunter Vizepräsident des Baptistischen Weltbundes
- Howard Thurman (1899/1900–1981), Theologe und Bürgerrechtler
- Max Turner (* 1947), britischer Neutestamentler, emeritierter Professor der London School of Theology und Geistlicher

Rudolf Thaut

### W
- Wyatt Tee Walker (1929–2018), US-amerikanischer Pastor und Bürgerrechtler
- Rick Warren (* 1954), US-amerikanischer Pastor der Saddlebackchurch und Autor von Leben mit Vision
- Bernhard Weerts (1858–1929), Pastor, als Vorsitzender der Schulkommission Leiter des Predigerseminars der deutschen Baptisten
- Carl Weichardt (1804–1866), Kunstglasermeister, Gemeindeältester, Pionier der baptistischen Bewegung im Großherzogtum Oldenburg
- Stephen J. Wellum (* 1964), kanadischer Theologe und Professor für Christliche Theologie am Southern Baptist Theological Seminary
- Günter Wieske (1925–2020), Pastor, Theologe und Autor
- Glen Garfield Williams (1923–1994), britischer Theologe, Ökumeniker
- Roger Williams (1603–1683), Gründer der Baptisten in Nordamerika
- Harm Will(e)ms (1822–1893), Landwirt, Pastor, Pionier der baptistischen Bewegung in Ostfriesland, „Theologe im Bauernrock“
- Grady Wilson (1919–1987), Pastor, Evangelist, Vorstandsmitglied der Billy Graham Evangelistic Association
- David Wong (1911–2008), Architekt, 13. Präsident des Baptistischer Weltbund
- Knud Wümpelmann (1922–2020), dänischer Pastor, verschiedene kirchliche Leitungsämter auf nationaler und internationaler Ebene, darunter 16. Präsident des Baptistischen Weltbundes

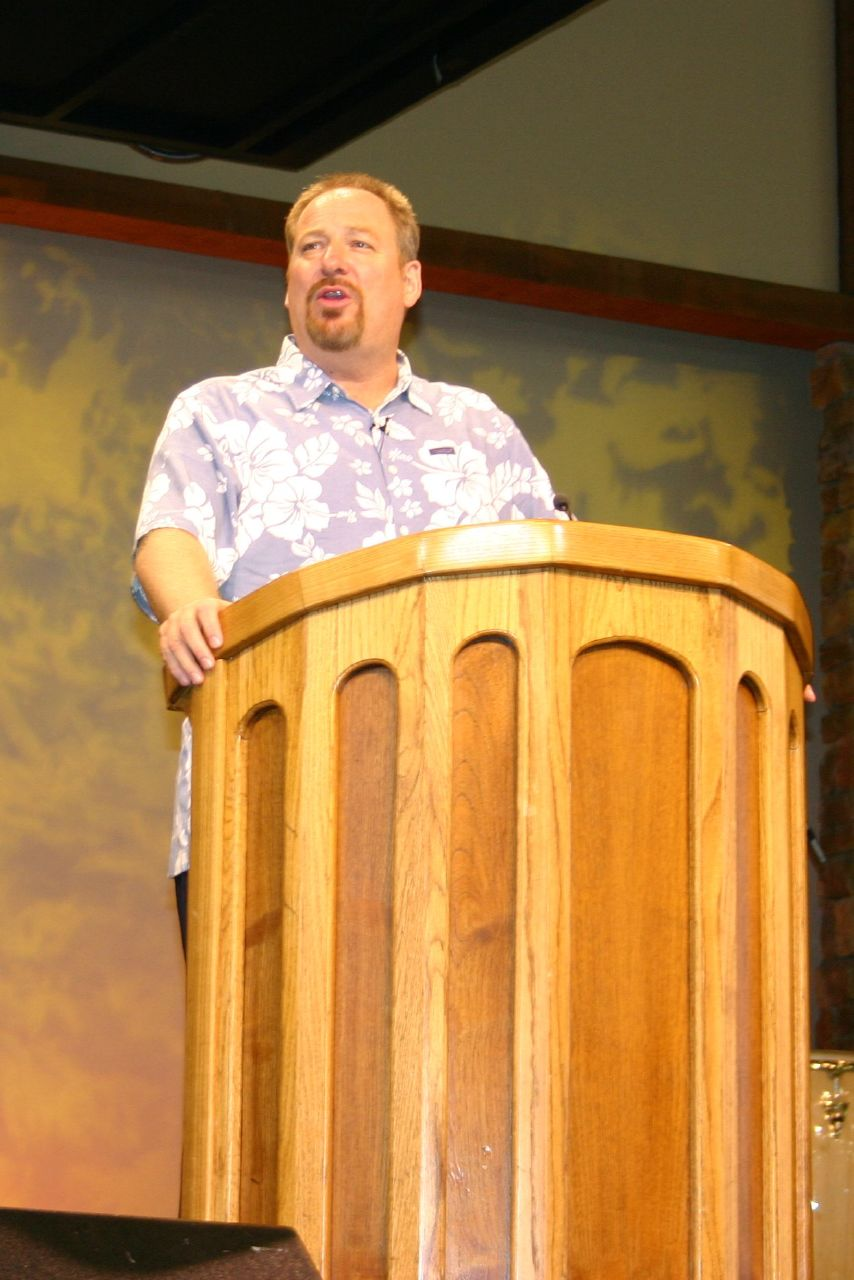
Rick Warren
Bernhard Weerts und Ehefrau
Carl Weichardt
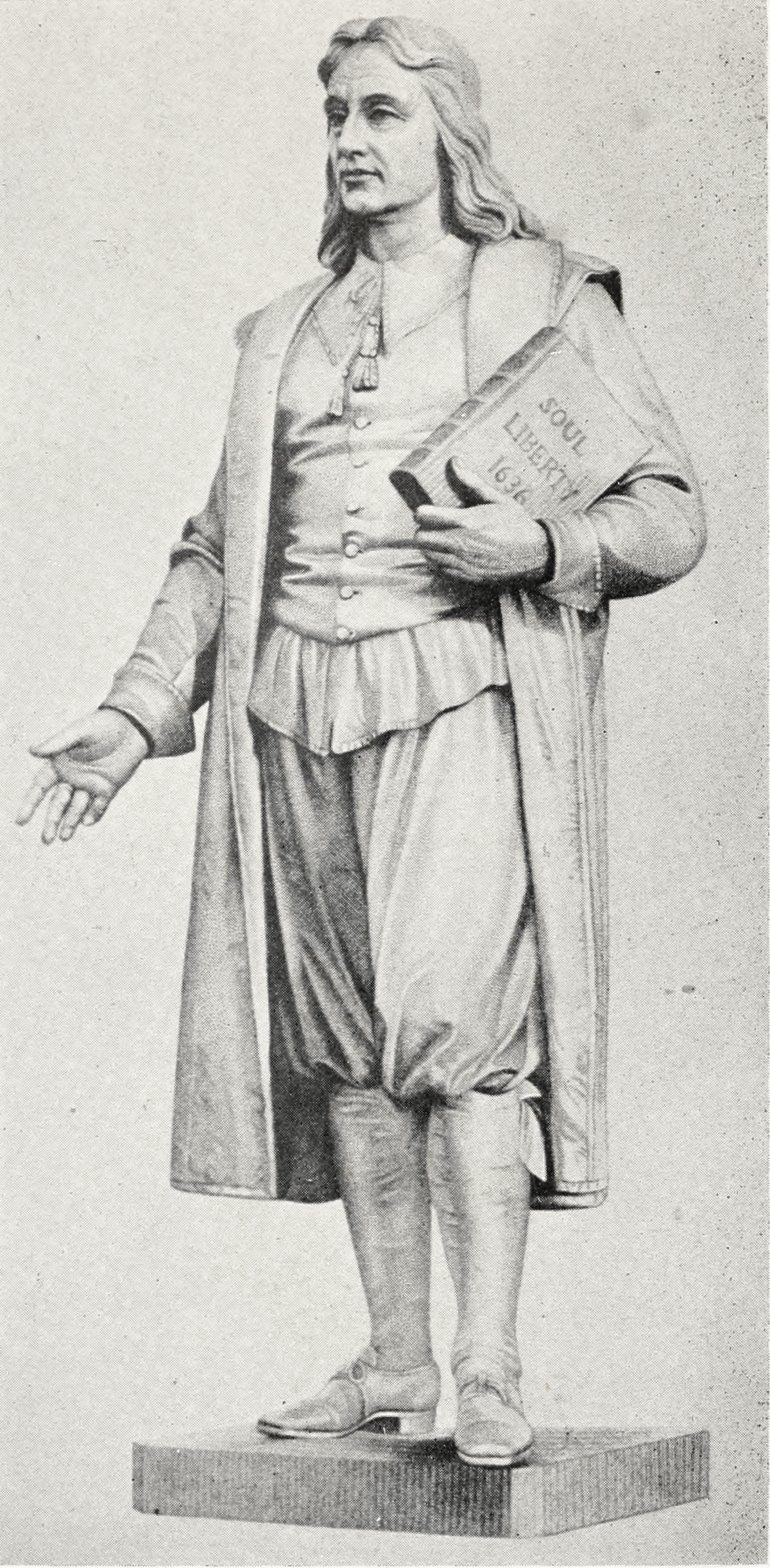
Roger Williams (Statue)
Harm Will(e)ms

## Politiker

### A
- William Aberhart (1878–1943), kanadischer Pastor, Premierminister der Provinz Alberta

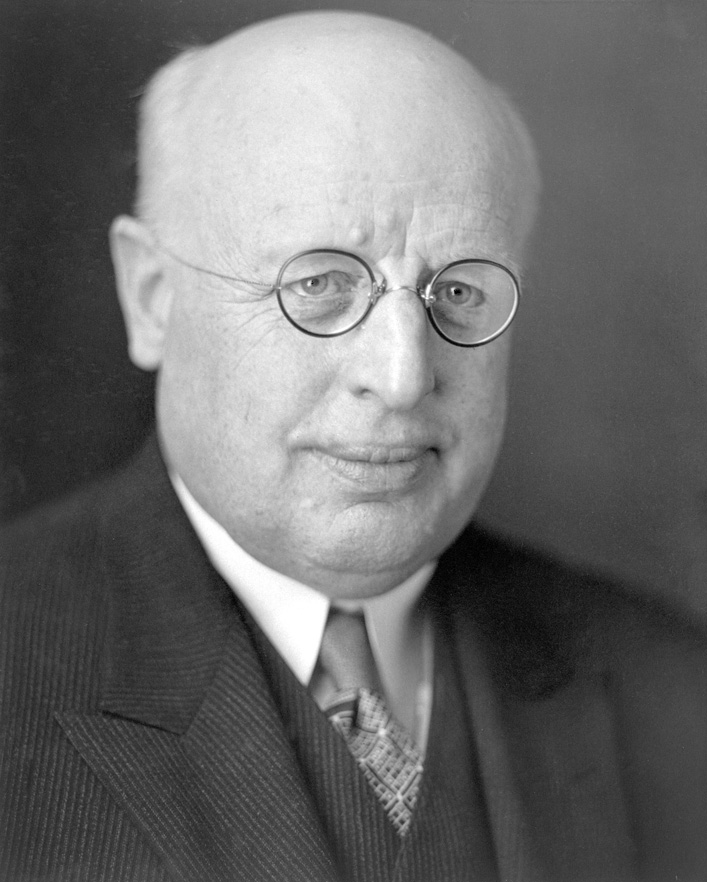
William Aberhart

### B
- Franz Bartschat (1872–1952), Politiker im Kaiserreich und in der Weimarer Republik (Fortschrittliche Volkspartei, Deutsche Demokratische Partei, Deutsche Staatspartei)
- Robert Emmett Bledsoe Baylor (1793–1874), US-amerikanischer Jurist, Politiker und Universitätsgründer

Franz Bartschat
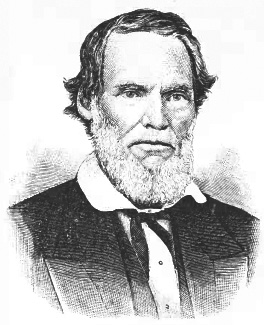
Robert Emmett Bledsoe Baylor

### C
- Jimmy Carter (1924–2024), demokratischer Politiker und 39. Präsident der USA 1977–1981
- Rosalynn Carter (1927–2023), First Lady und die Diakonin der Baptistengemeinde Plains / Georgia
- Sharlene Cartwright-Robinson (* 1971), Mitglied der Partei People’s Democratic Movement (PDM) der Turks- und Caicosinseln, seit 2016 Premierministerin des Karibischen Inselstaates, Mitglied im Leitungsgremium der Caribbean Baptist Fellowship, Vizepräsidentin des Jugendausschusses des Baptistischen Weltbundes
- Bill Clinton (* 1946), demokratischer Politiker und 42. Präsident der USA 1993–2001
- Chuck Colson (1931–2012), Berater von US-Präsident Nixon
- Ted Cruz (* 1970), US-amerikanischer Rechtsanwalt und republikanischer Senator von Texas

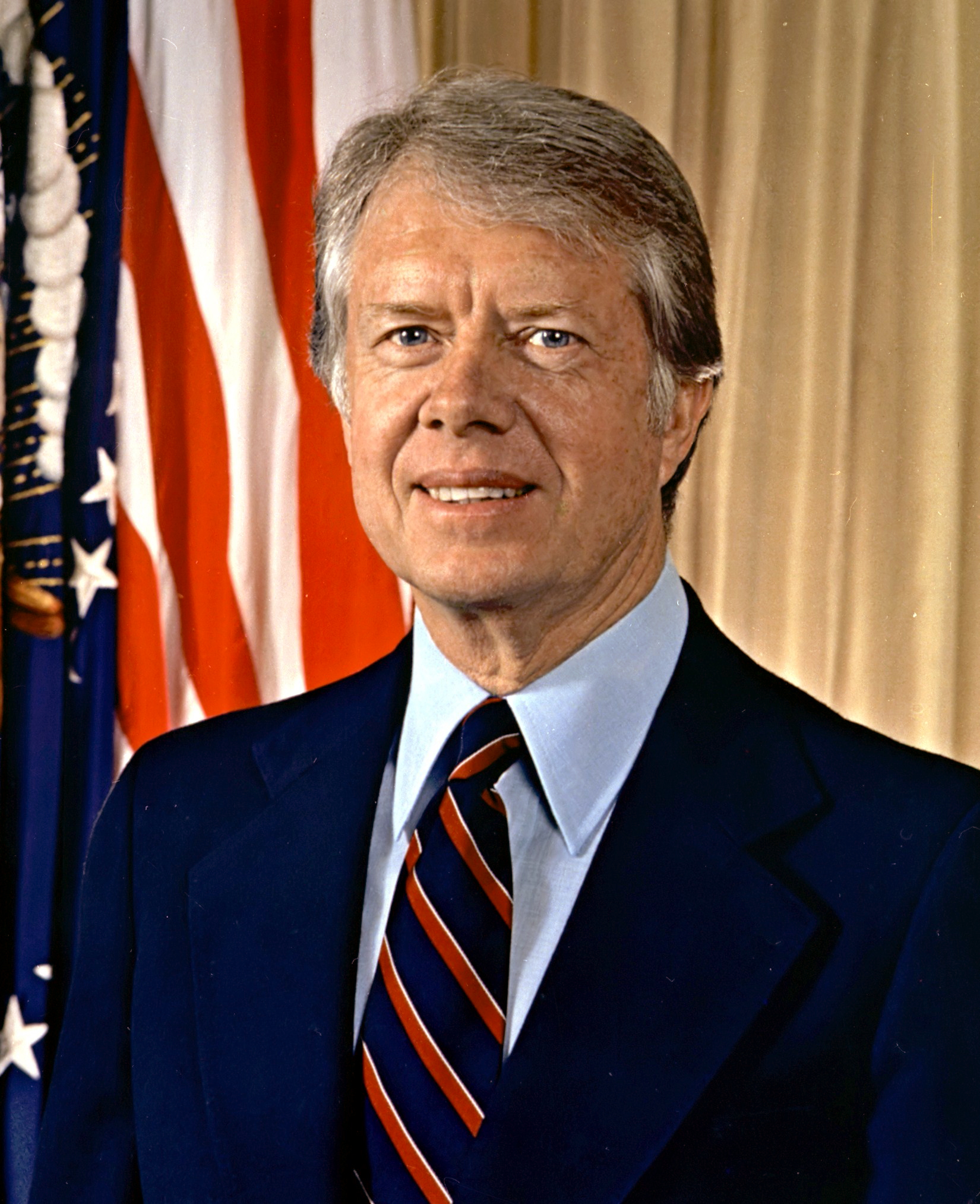
Jimmy Carter
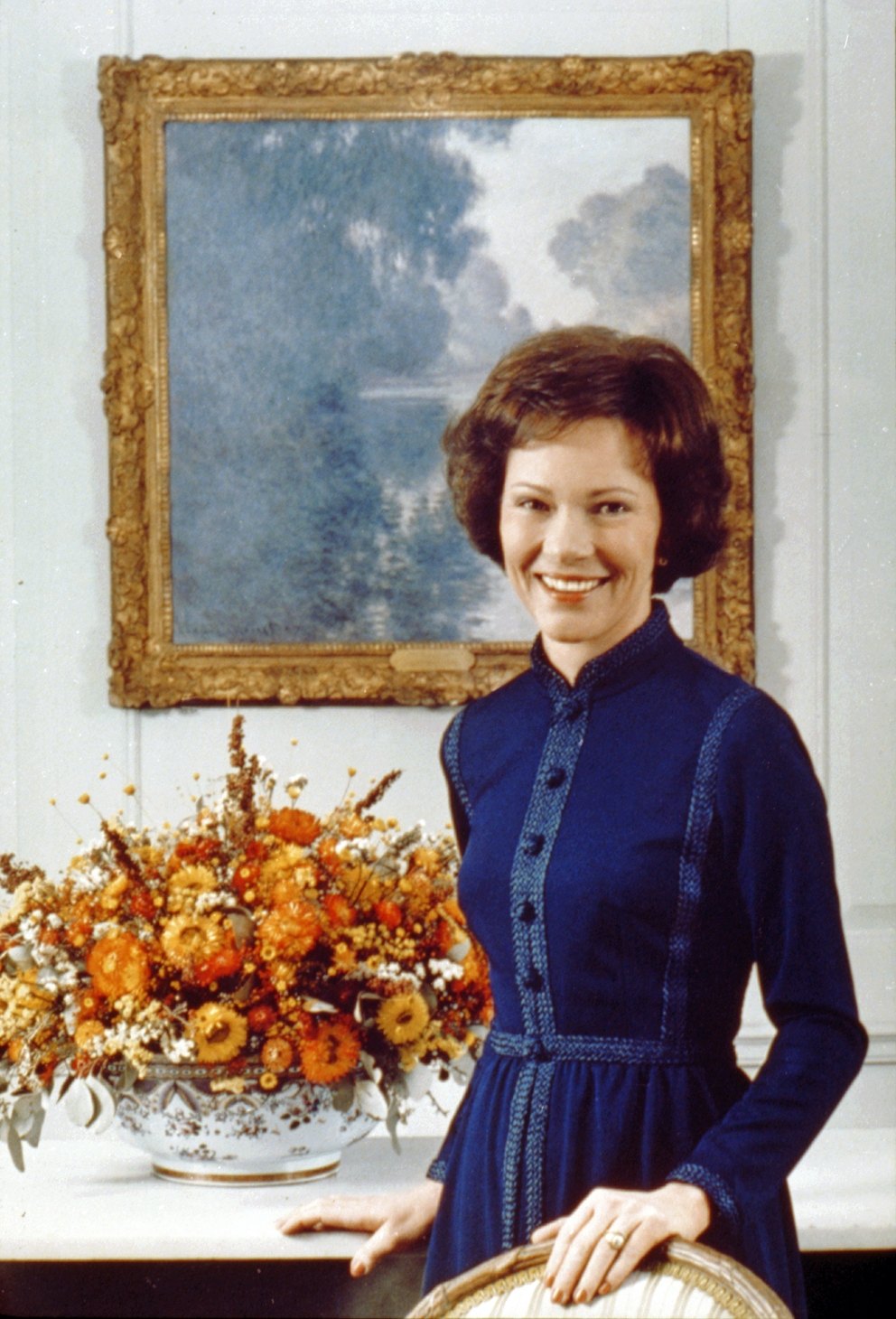
Rosalynn Carter (1977)
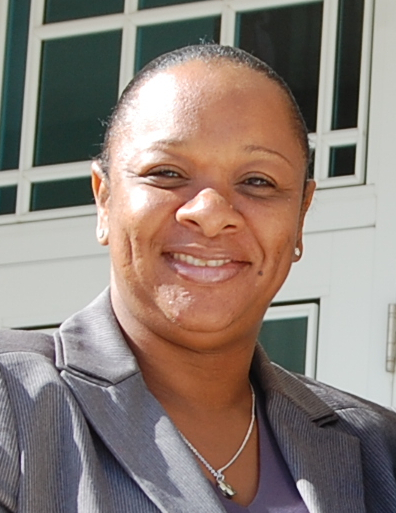
Sharlene Cartwright-Robinson
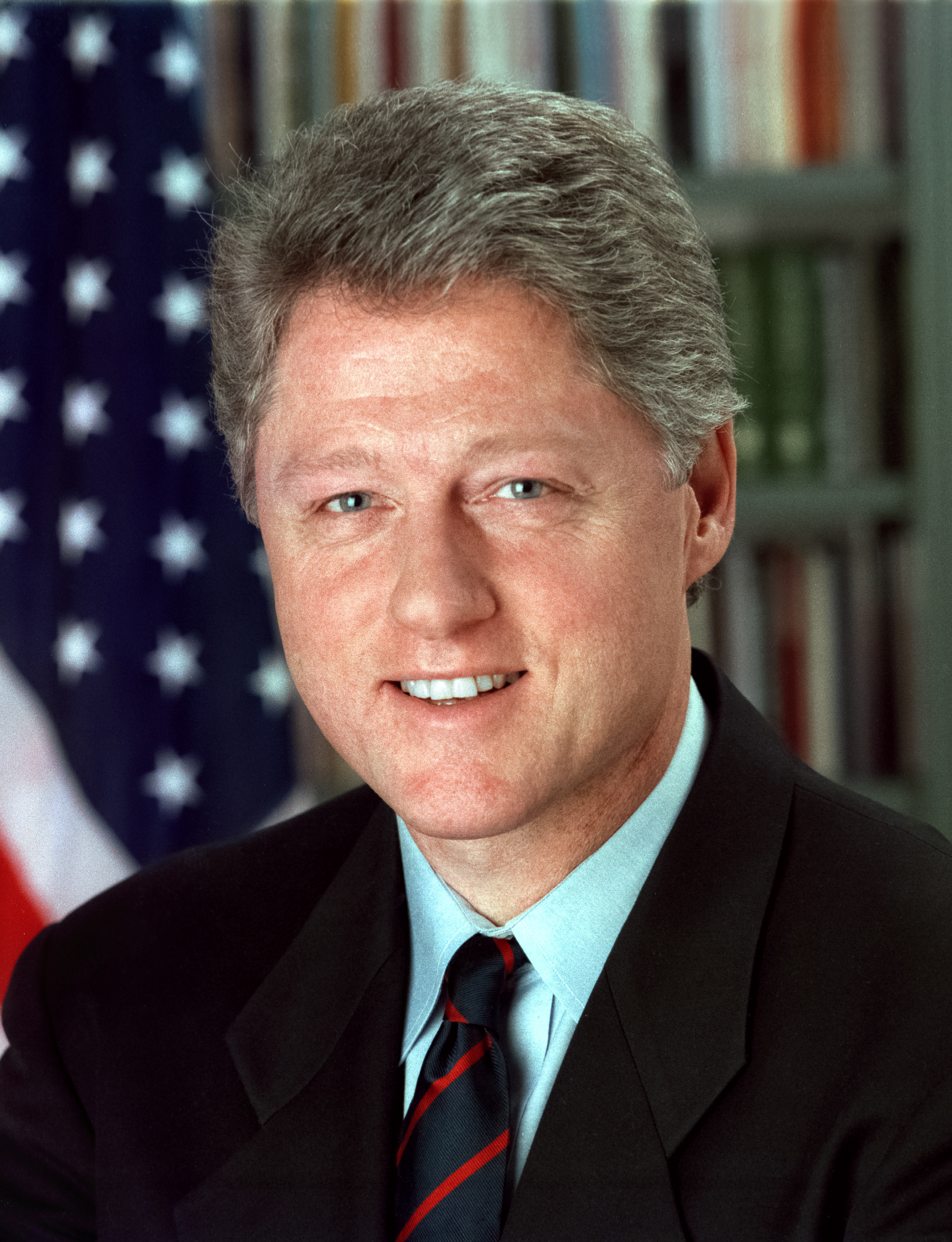
Bill Clinton
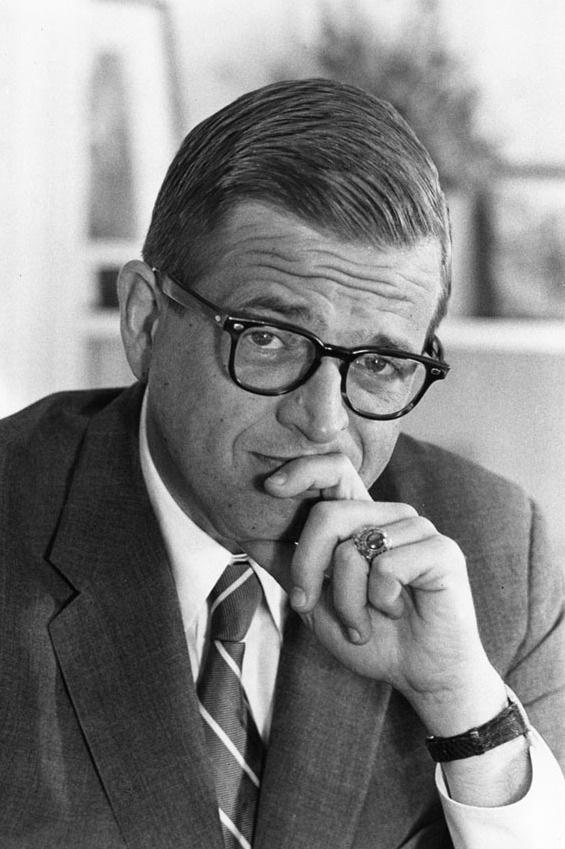
Chuck Colson
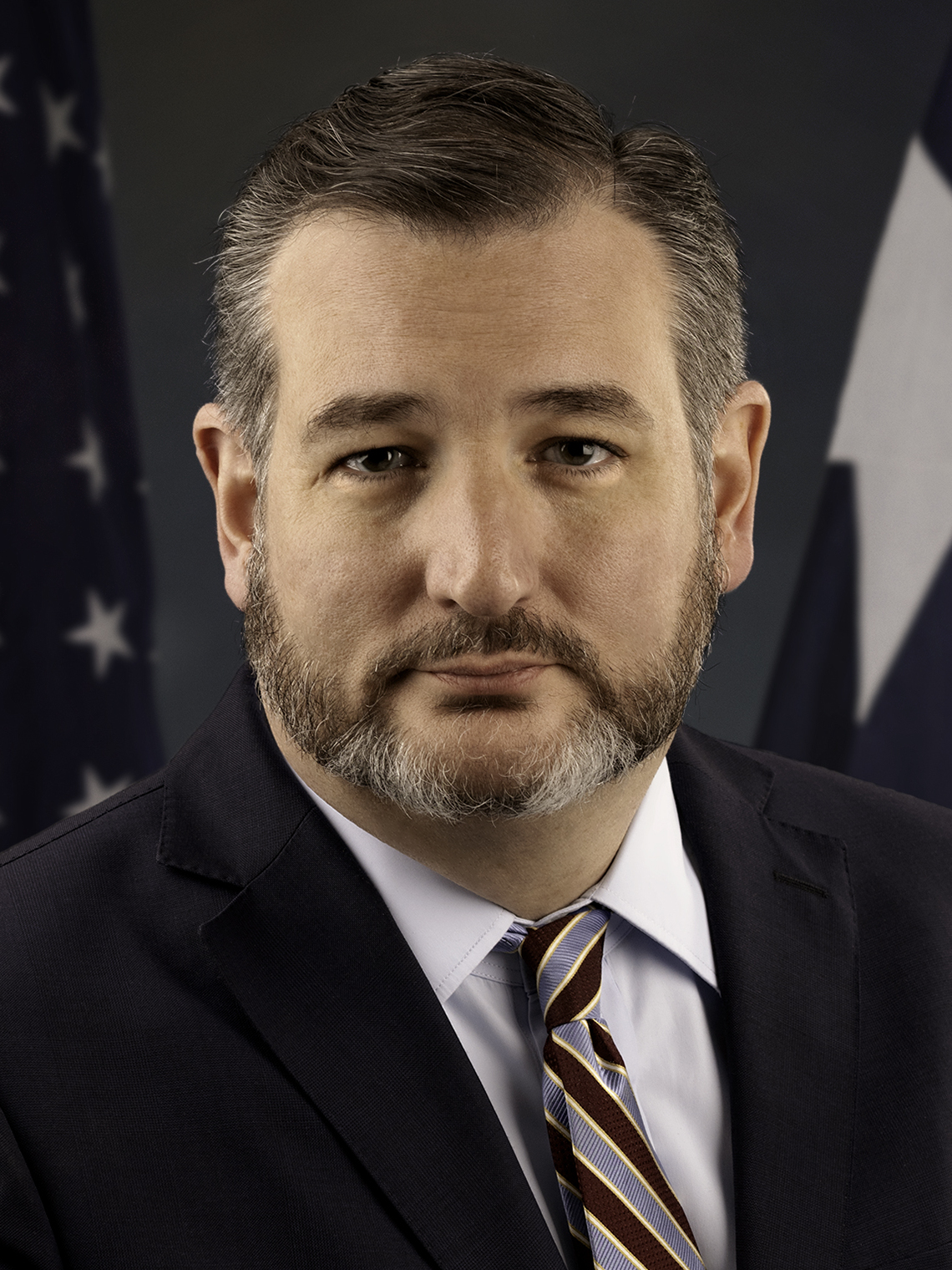
Ted Cruz

### D
- Christiane Dienel (* 1965), Sozialwissenschaftlerin, ehemalige Staatssekretärin im sachsen-anhaltischen Ministerium für Gesundheit und Soziales
- Tommy Douglas (1904–1986), kanadischer Pastor, sozialdemokratischer Politiker und Premierminister von Saskatchewan (1944–1966)

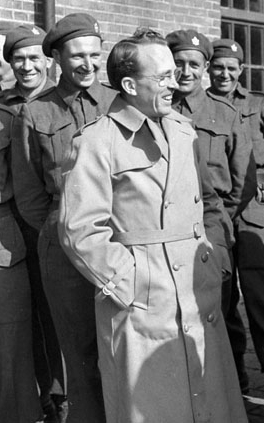
Tommy Douglas

### G
- Al Gore (* 1948), demokratischer Politiker, US-Vizepräsident 1993–2001 und Friedensnobelpreisträger

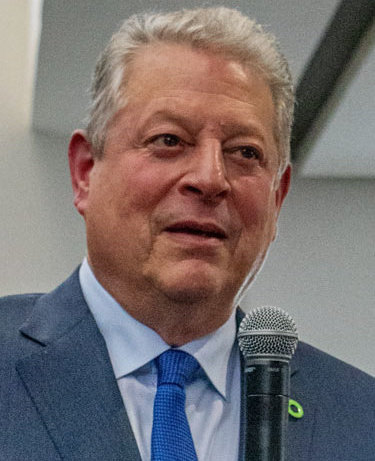
Al Gore

### H
- Warren G. Harding (1865–1923), 29. US-Präsident 1921–1923
- Kamala Harris (* 1964), US-amerikanische Vizepräsidentin
- Mark Harris (* 1966), US-amerikanischer Politiker und Pastor
- Mike Huckabee (* 1955), US-amerikanischer Pastor und republikanischer Gouverneur von Arkansas
- Yukio Hatoyama (* 1947), japanischer Politiker und Premierminister 2009–2010
- Cindy Hyde-Smith, US-amerikanische Senatorin von Mississippi

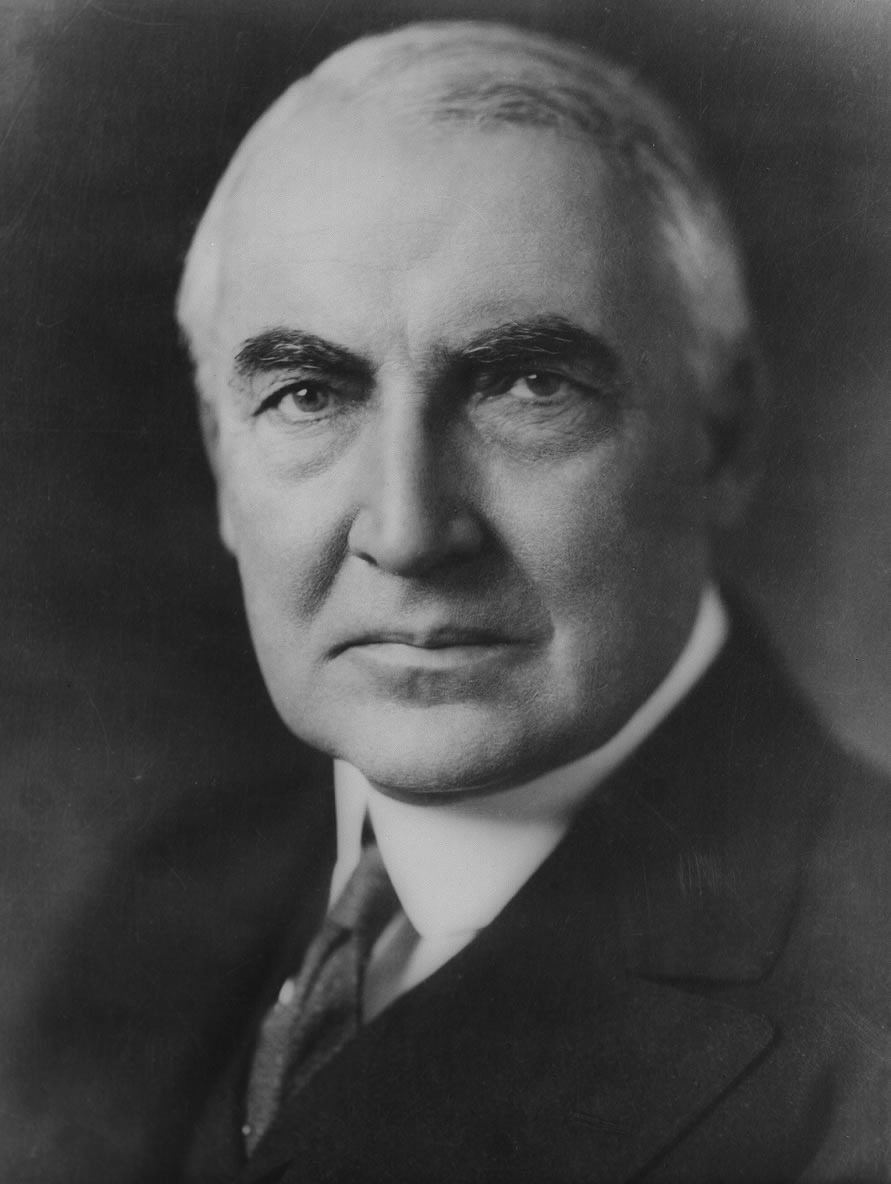
Warren G. Harding
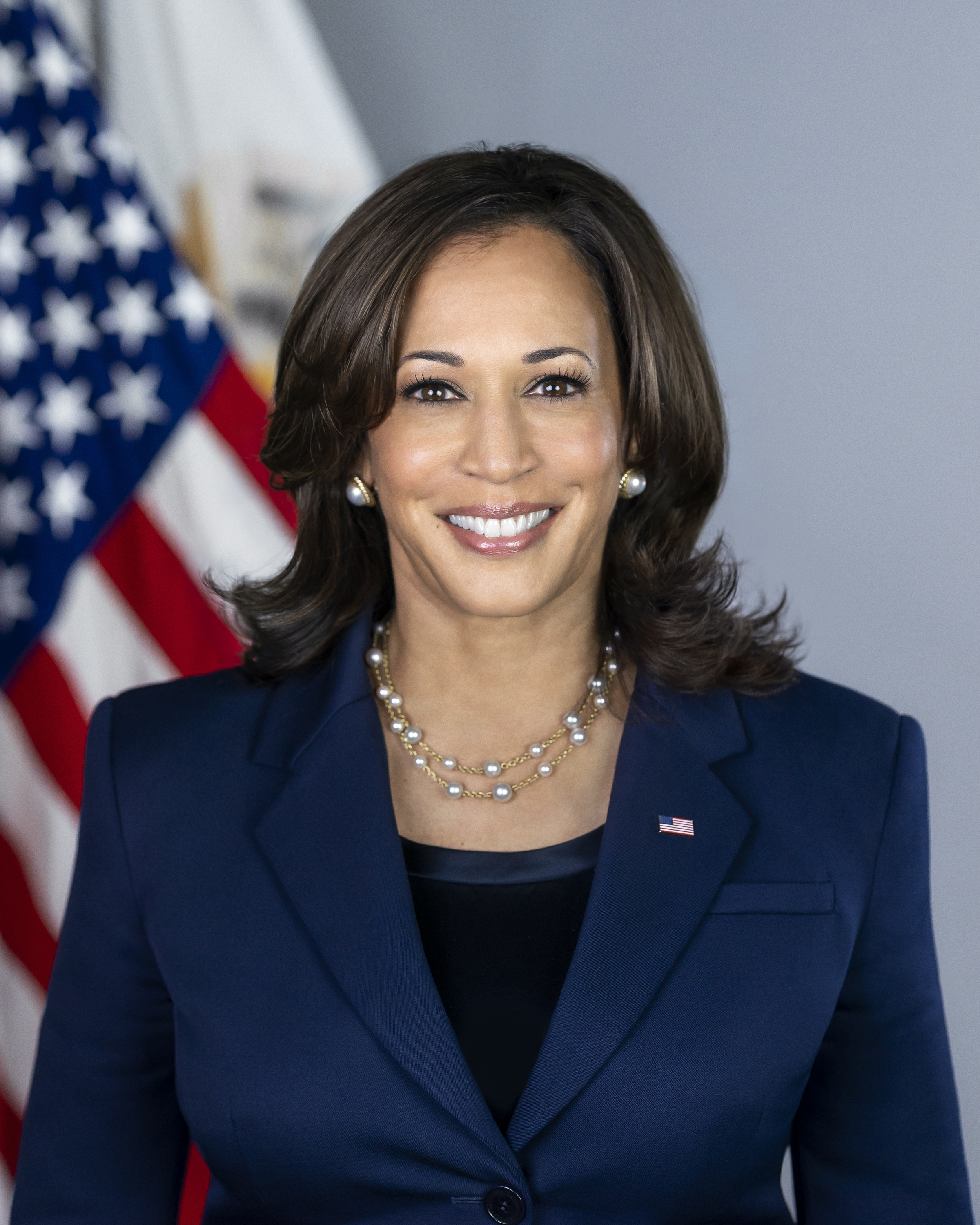
Kamala Harris
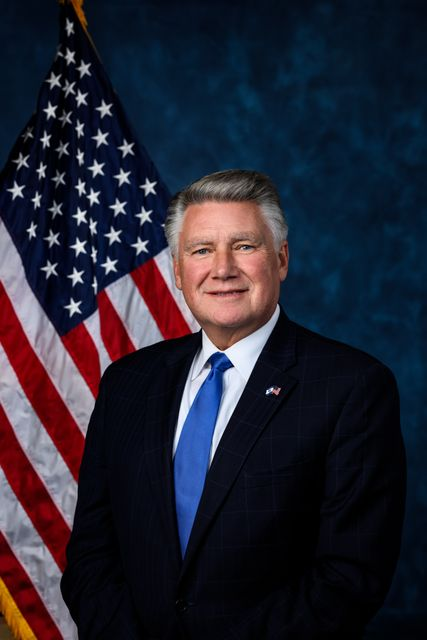
Mark Harris
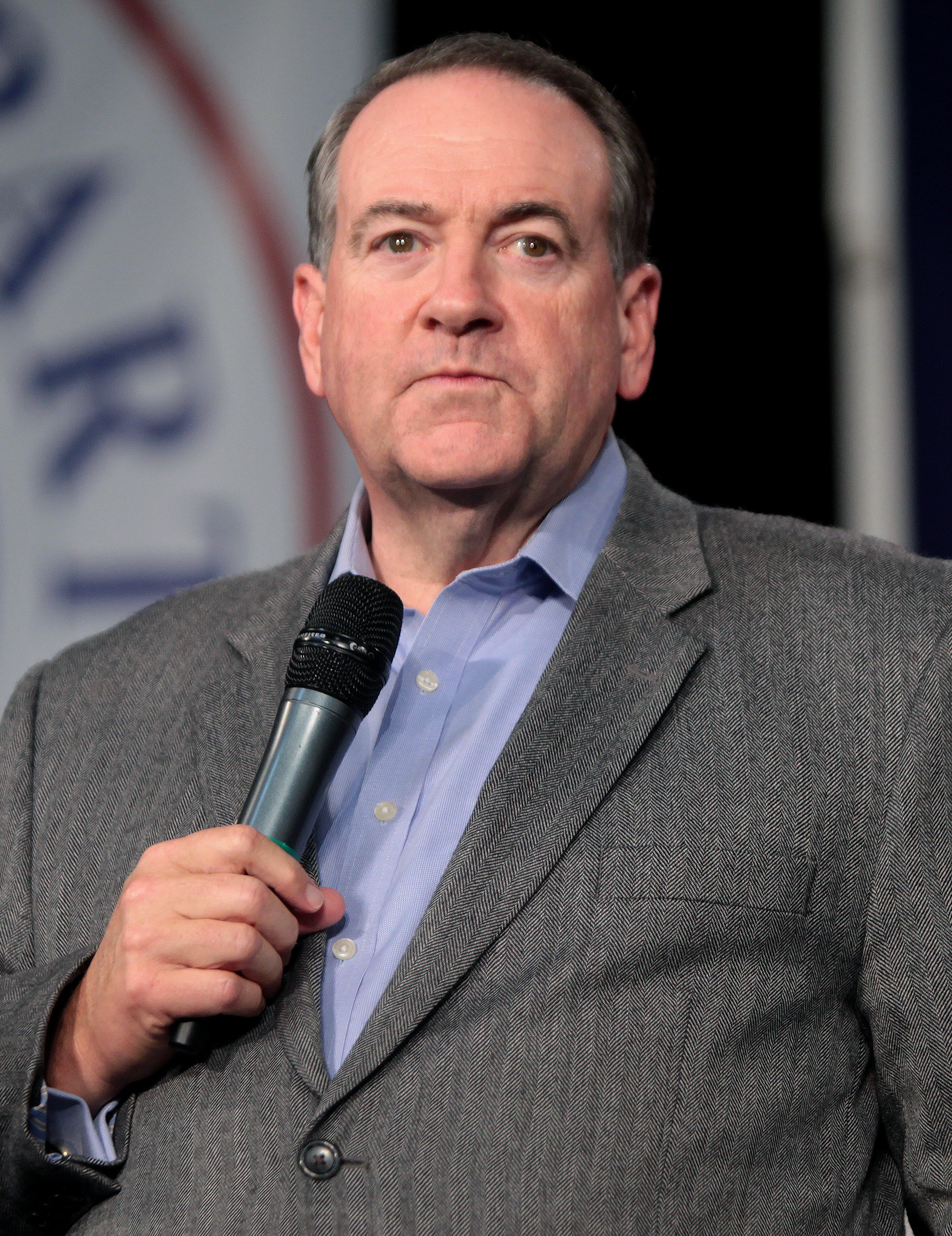
Mike Huckabee
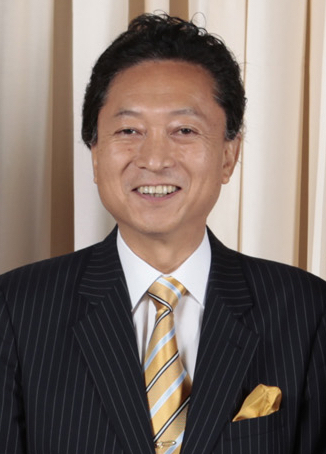
Yukio Hatoyama
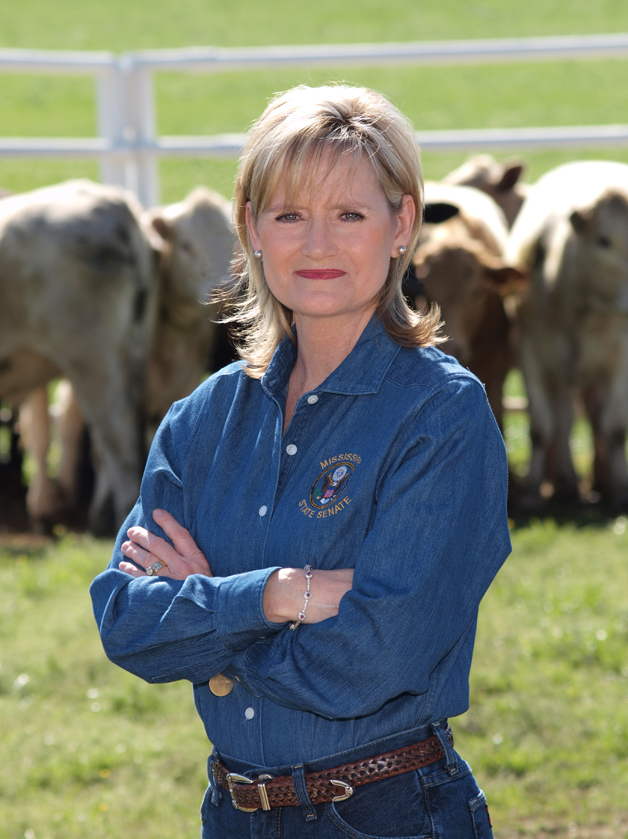
Cindy Hyde-Smith

### I
- Hubert Ingraham (* 1947), Politiker auf den Bahamas, war bis 2012 Premierminister

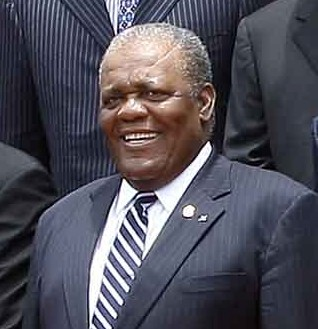
Hubert Ingraham

### K
- Coretta Scott King (1927–2006), US-amerikanische Bürgerrechtlerin, Ehefrau von Martin Luther King
- Dexter Scott King (1961–2024), Sohn Martin Luthers und Corettas King, Bürgerrechtler, Dokumentarfilmer, Schauspieler
- Yolanda Denise King (1955–2007), Bürgerrechtlerin, Tochter Martin Luthers und Corettas King

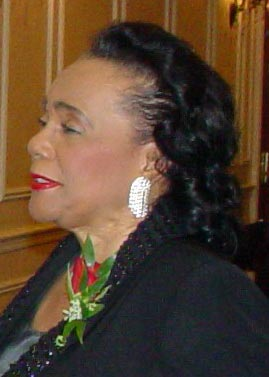
Coretta Scott King
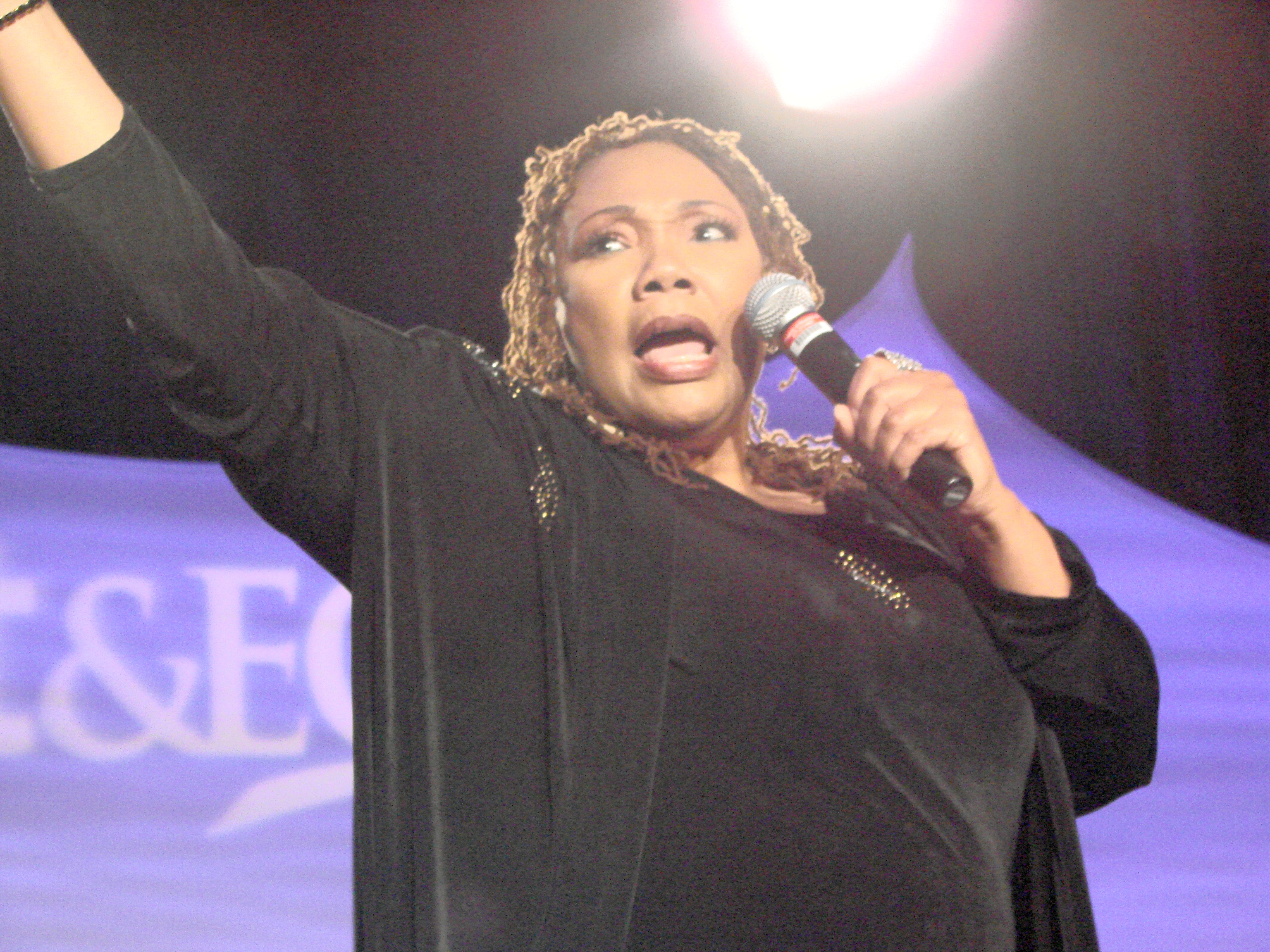
Yolanda Denise King

### L
- Mabel Ping-Hua Lee (1896–1966), chinesisch-amerikanische Frauenrechtlerin und Gemeindeleiterin
- Muriel Lester (1883–1968), britische Sozialreformerin und Pazifistin
- Abraham Lincoln (1809–1865), 16. Präsident der USA
- Loretta Lynch (* 1959), US-amerikanische Anwältin und Justizministerin

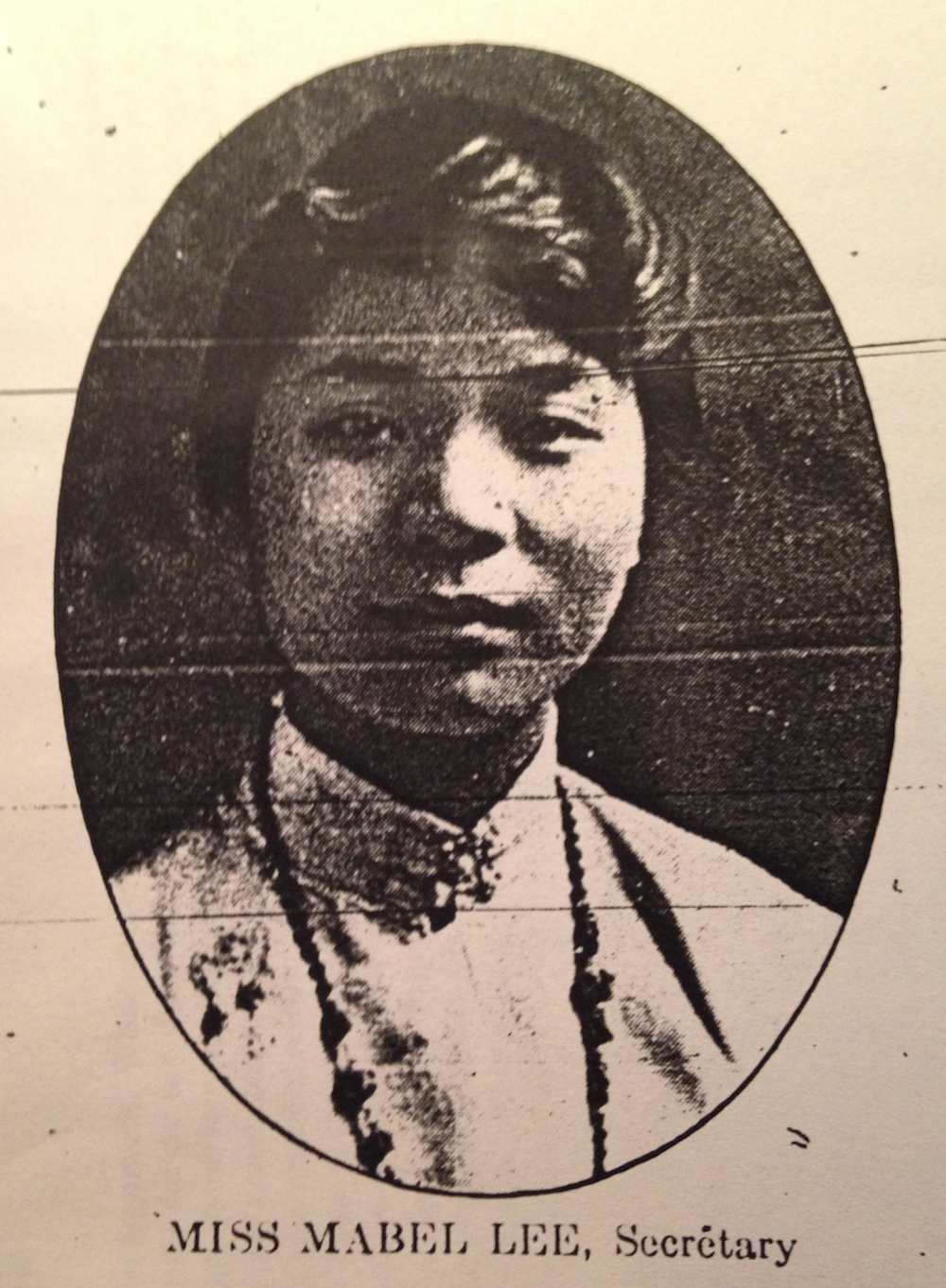
Mabel Ping-Hua Lee
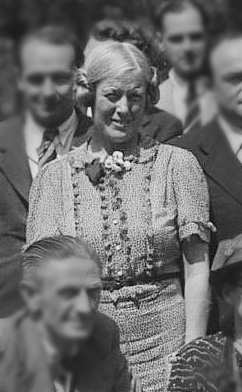
Muriel Lester
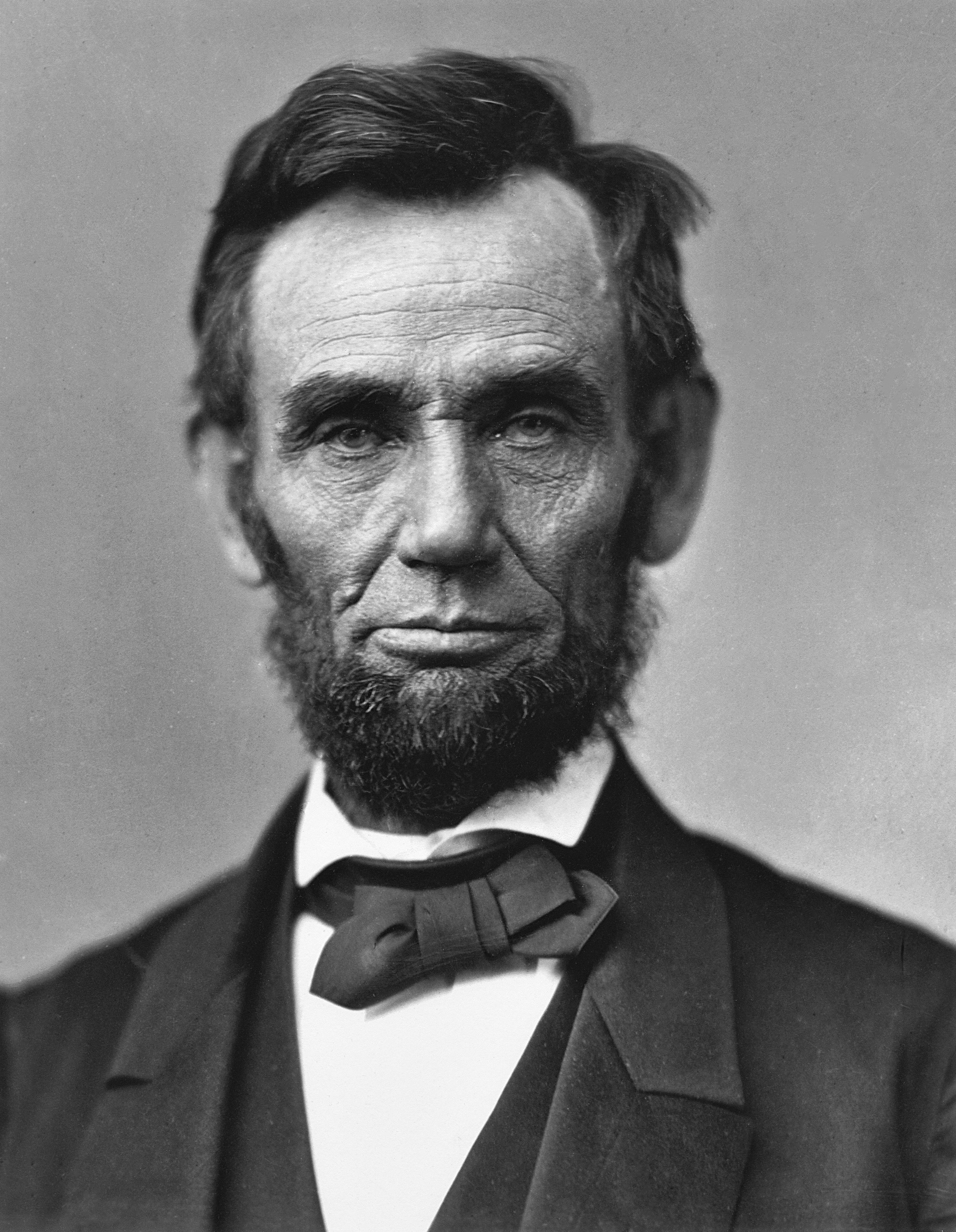
Abraham Lincoln
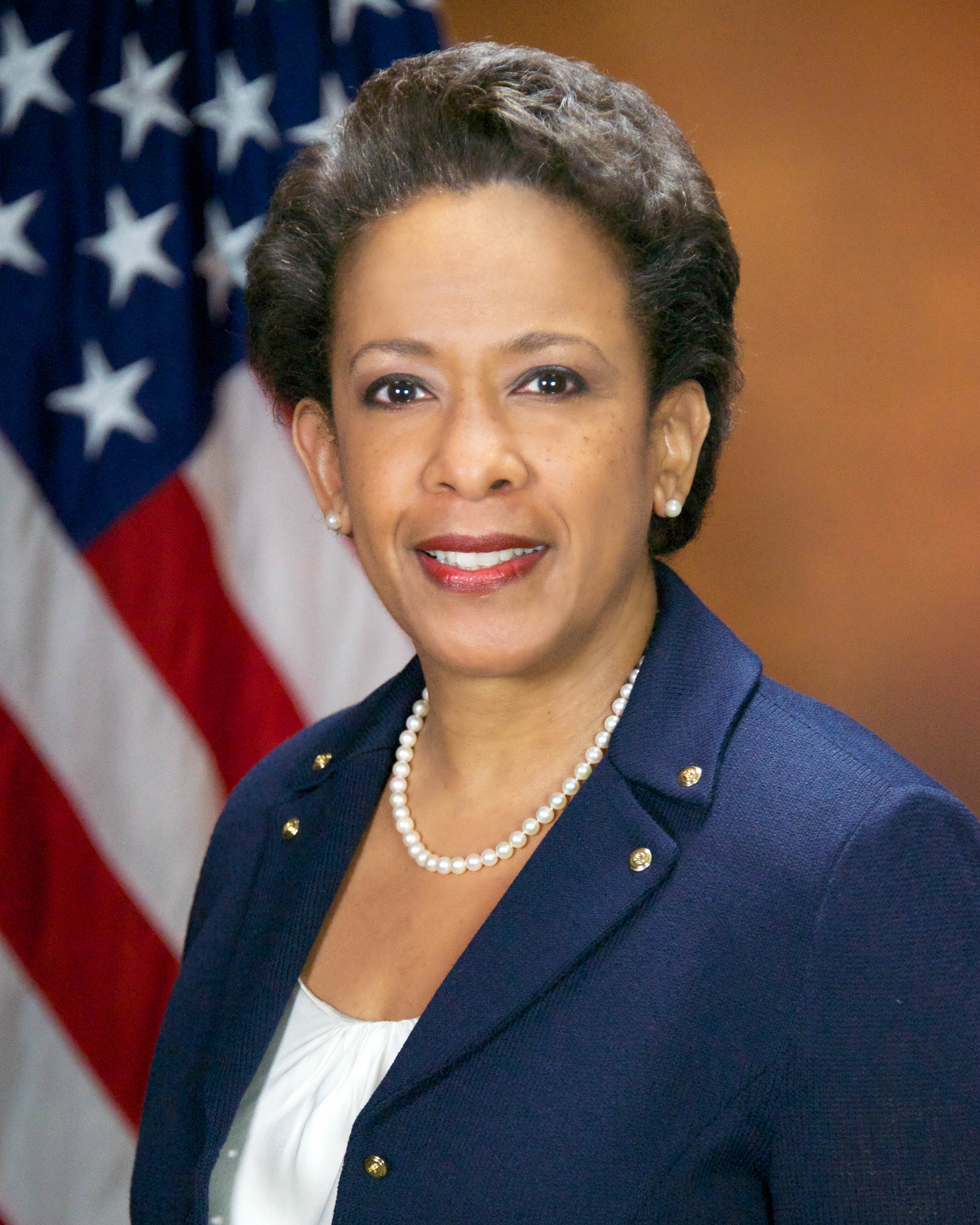
Loretta Lynch

### M
- John McCain (1936–2018), Jagdbomberpilot im Vietnamkrieg und republikanischer Senator von Arizona
- Levy Mwanawasa (1948–2008), Rechtsanwalt und Staatspräsident von Sambia 2002–2008

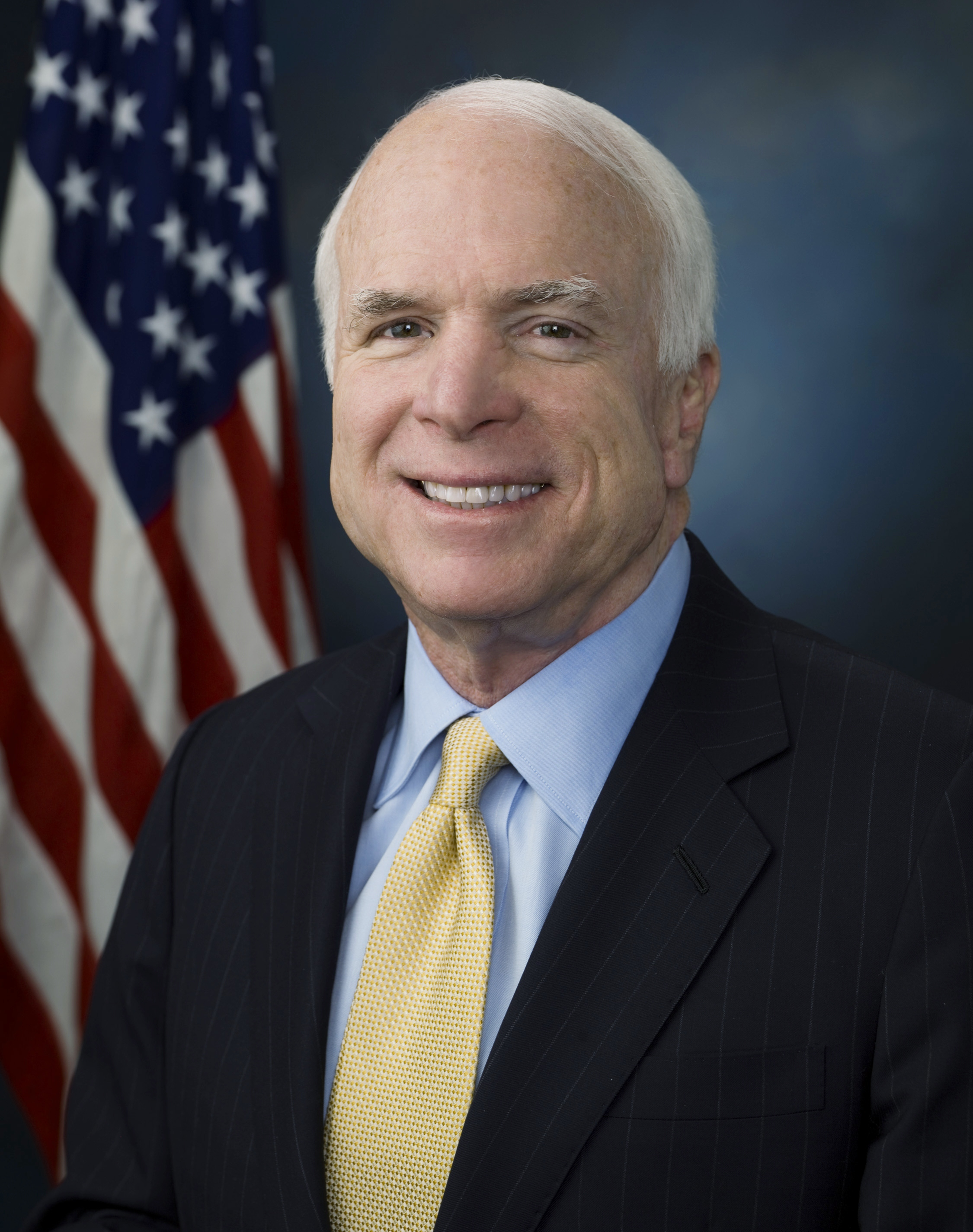
John McCain
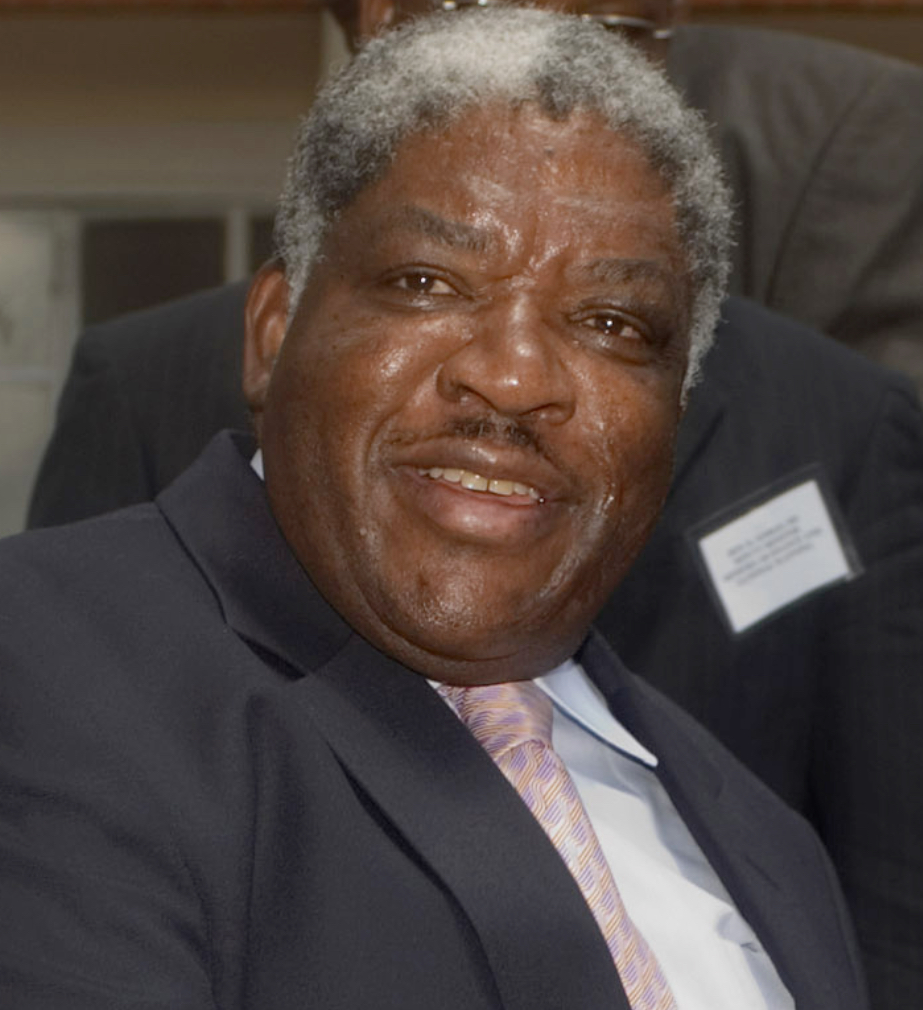
Levy Mwanawasa

### O
- Olusegun Obasanjo (* 1937), Offizier und Staatspräsident von Nigeria 1976–1979 und 1999–2007

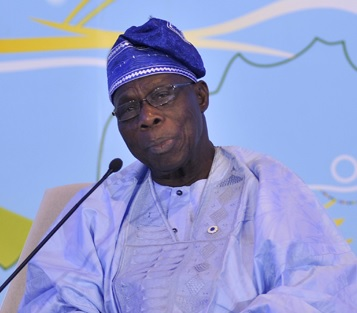
Olusegun Obasanjo

### S
Wilhelm Schritt (1892–1975), Politiker (DDP) in der Weimarer Republik und in der Sowjetischen Besatzungszone (KPD, SED, Ost-CDU)

### T
- William R. Tolbert junior (1913–1980), 20. Staatspräsident Liberias, Präsident des Baptistischen Weltbundes
- Harry S. Truman (1884–1972), demokratischer Politiker und 33. Präsident der USA
- Oleksandr Turtschynow (* 1964), Pastor, Politiker, ehemaliger Präsident des ukrainischen Parlaments, Schriftsteller

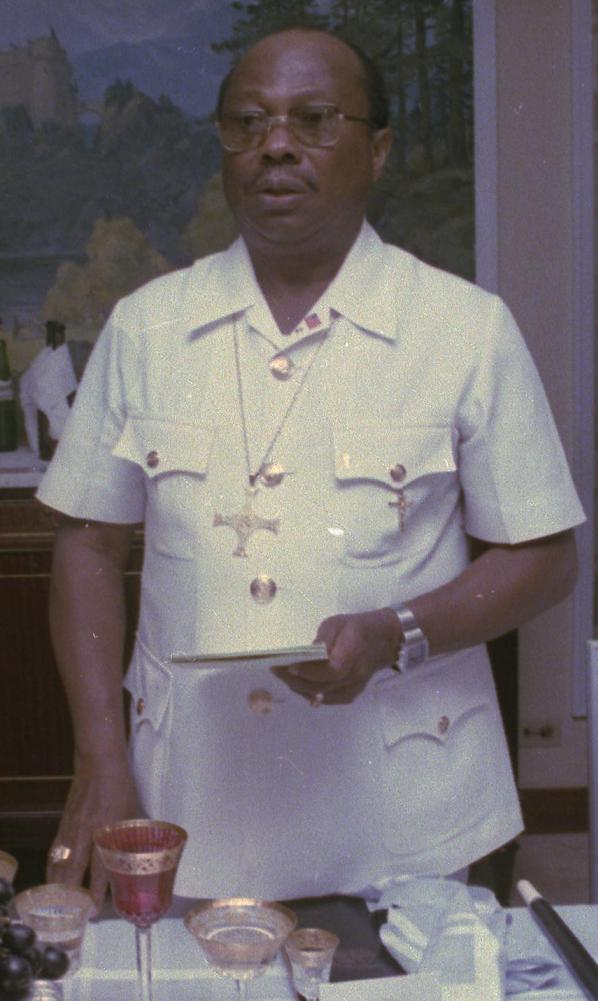
William R. Tolbert, Jr.
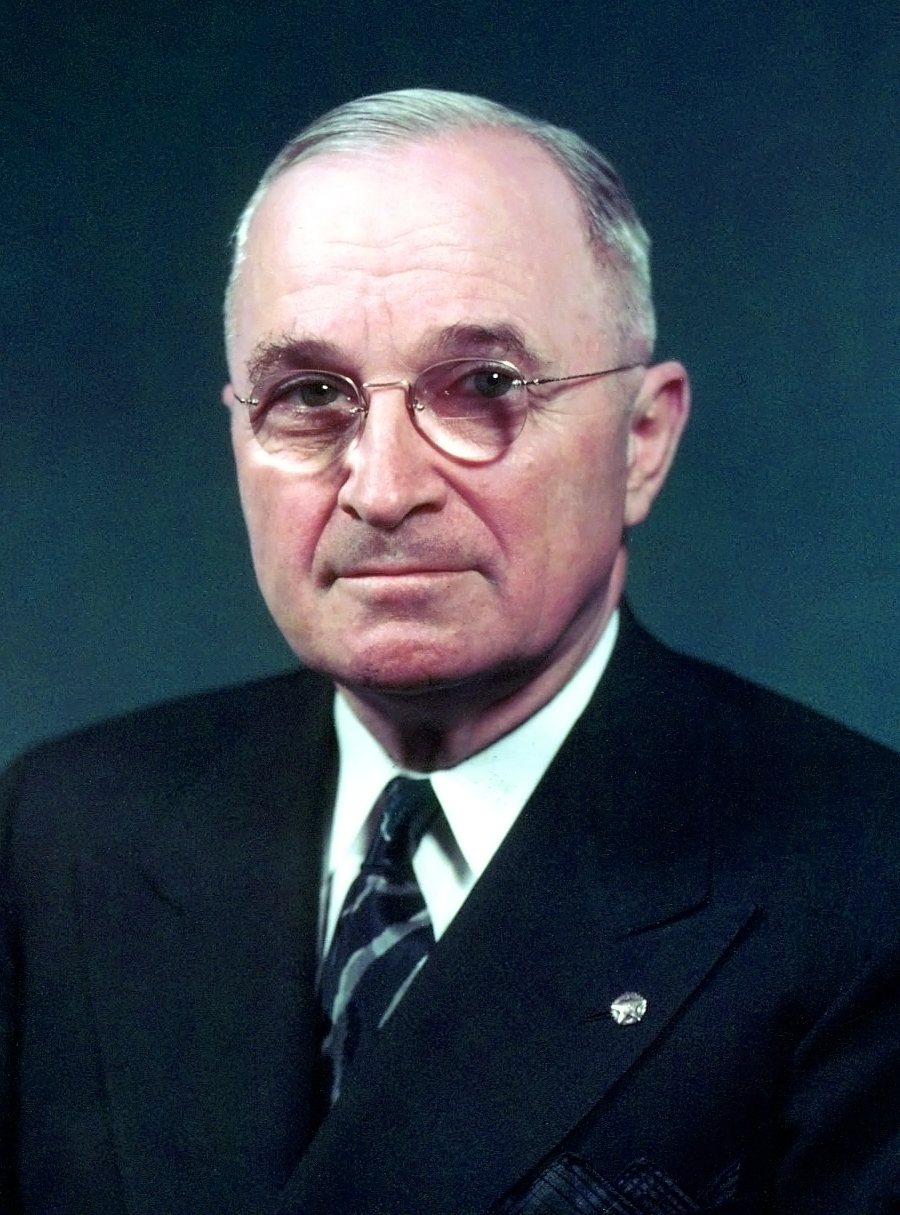
Harry S. Truman
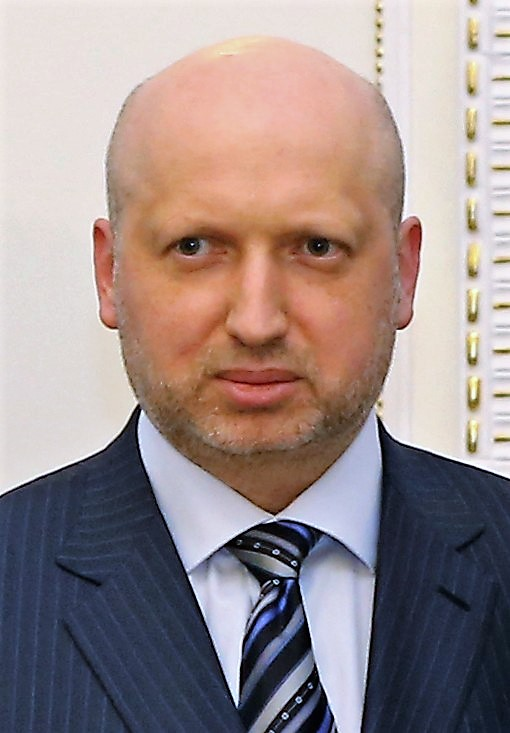
Oleksandr Turtschynow

### W
- Raphael Warnock (* 1969), Pastor, Politiker der Demokratischen Partei, Mitglied des Senats der Vereinigten Staaten

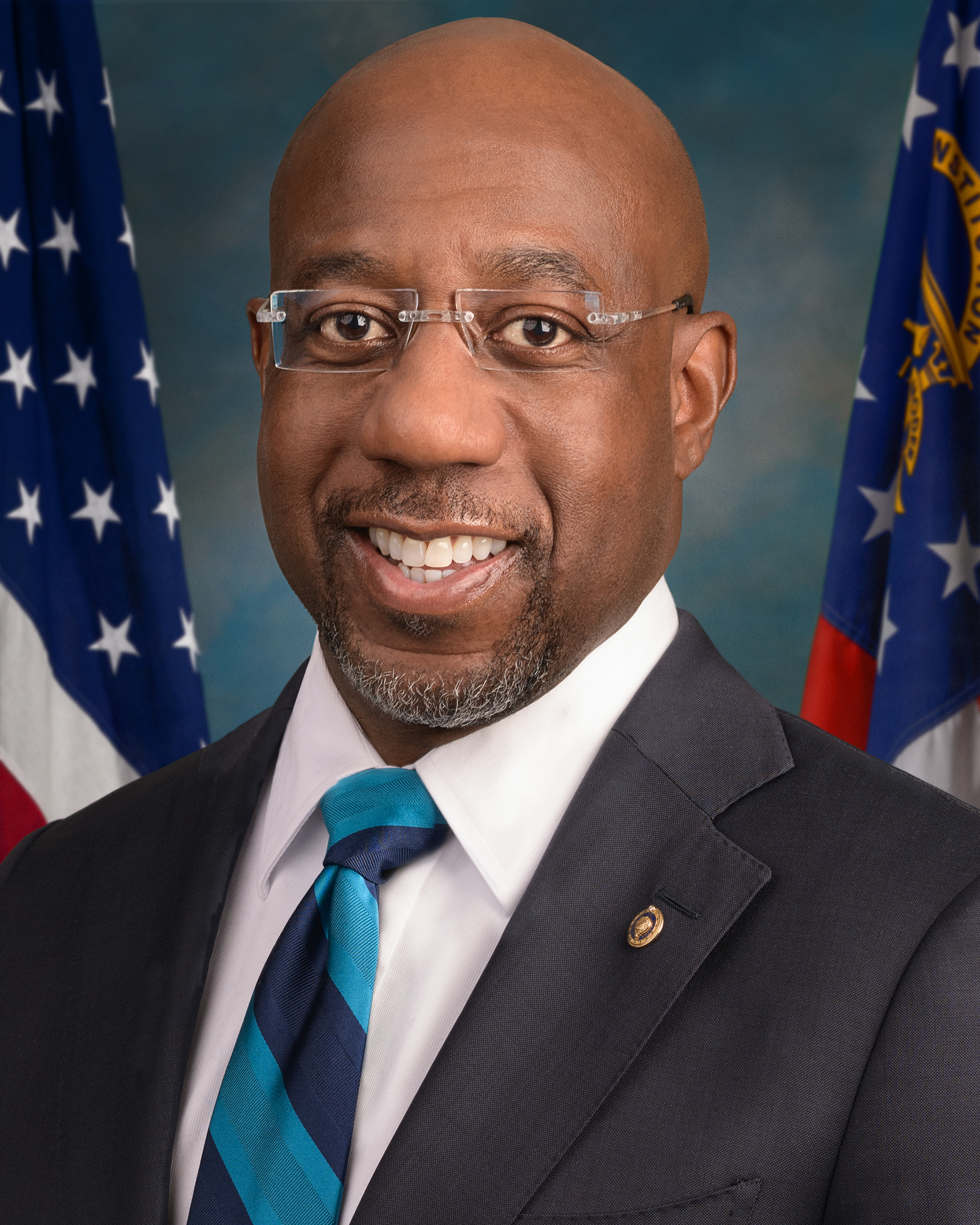
Raphael Warnock

## Künstler, Musiker, Sänger und Schauspieler

### A
- Roy Acuff, Countrysänger (1903–1992)
- Gerhard Altenbourg (geboren als Gerhard Ströch; 1926–1989), Maler, Grafiker, Lyriker

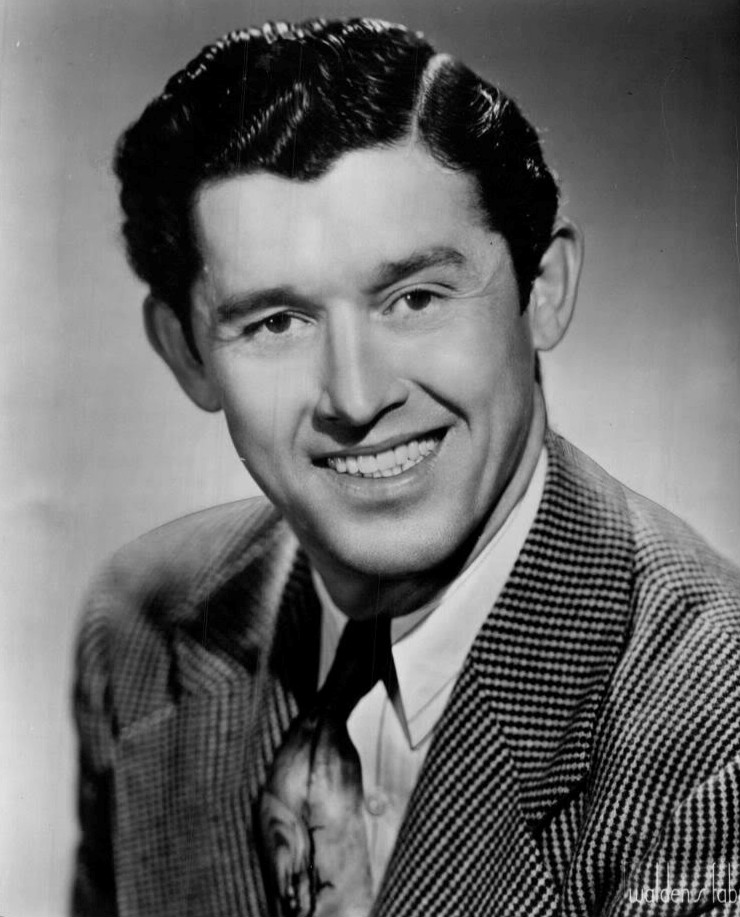
Roy Acuff
Gerhard Altenbourg

### C
- Johnny Cash (1932–2003), Countrysänger und Songschreiber
- Kelly Clarkson (* 1982), Popsängerin
- Clarence Clemons (1942–2011), Saxophonist
- Kevin Costner (* 1955), Filmschauspieler

### D
- Thomas A. Dorsey (1899–1993), Gospel-, Soul- und Bluessänger, Pianist

### F
- Dakota Fanning (* 1994), Sängerin und Schauspielerin
- Aretha Franklin (1942–2018), Gospel-, Soul, und Bluessängerin

### H
- Michael Hirte (* 1964), Mundharmonikaspieler
- Whitney Houston (1963–2012), Sängerin, Schauspielerin und Filmproduzentin

### J
- Mahalia Jackson (1911–1972), Gospelsängerin
- Eduard Magnus Jakobson (1847–1903), estnisch-lettischer Xylograph und Prediger

### K
- Helmut Kissel (* 1929), Pastor und Maler

### L
- Brian Littrell (* 1975), Sänger

### N
- Chuck Norris (* 1940), Kampfkünstler und Schauspieler

### P
- Enno Popkes (1904–1959), Orgelbau- und Glockensachverständiger, Kirchenmusiker

### R
- Kaljo Raid (1921–2005), estnisch-kanadischer Komponist, Pastor
- Otis Redding (1941–1967), Soulsänger
- Paul Ernst Ruppel (1913–2006), Komponist, Kantor, Chorleiter, Singwart des Christlichen Sängerbundes, Organist der Evangelischen Kirchengemeinde Neukirchen-Vluyn

### S
- Edward Benjamin Scheve (1865–1924), deutsch-amerikanischer Komponist und Musikpädagoge
- Ashlee Simpson (* 1984), Sängerin und Schauspielerin
- Jessica Simpson (* 1980), Popsängerin und Schauspielerin
- Percy Sledge (1940–2015), Blues- und Soul-Sänger
- Britney Spears (* 1981), Popsängerin

Edward Benjamin Scheve
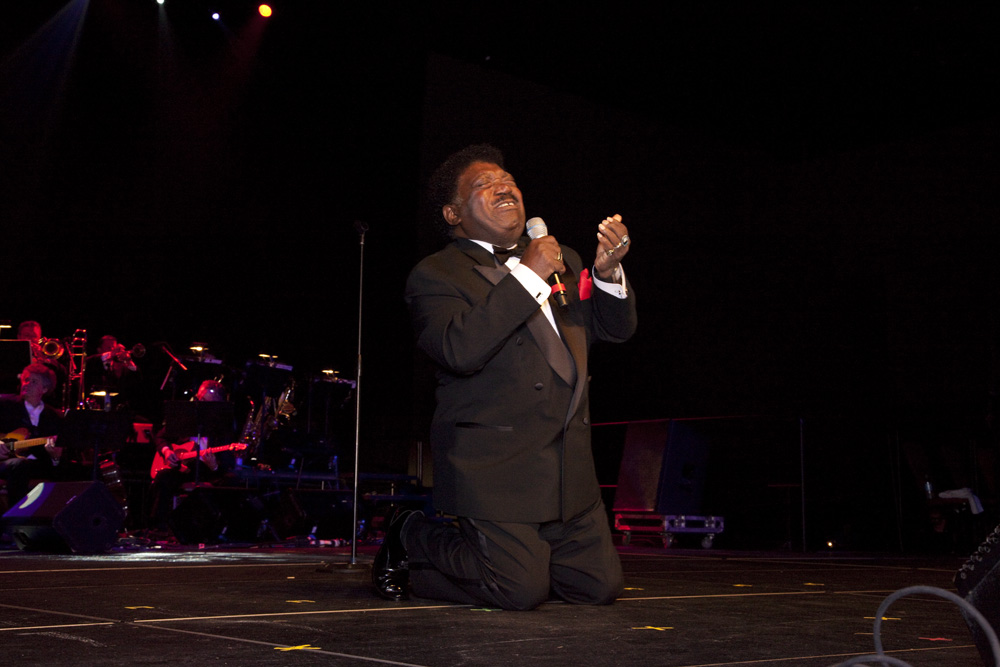
Percy Sledge

### W
- Henning Worreschk (* 1962), Kirchenmusiker, Komponist, Gemeindediakon

### Y
- Yazz (* 1960), Sängerin und Keyboarderin

## Schriftsteller

### B
- James Baldwin (1924–1987), US-amerikanischer Autor
- Johannes Bobrowski (1917–1965), Ost-Berliner Lyriker und Erzähler

### G
- Werner Gitt (* 1937), Physiker und Buchautor
- Albrecht Gralle (* 1949), Pastor, Schriftsteller
- John Grisham (* 1955), Rechtsanwalt und Schriftsteller

### K
- Ain Kalmus (Pseudonym für Evald Mänd; 1906–2001), estnisch-amerikanischer Schriftsteller, Theologe und Pastor

### L
- Tim LaHaye (1926–2016), Pastor, Schriftsteller

### M
- Andreas Malessa (* 1955), Theologe, Hörfunkjournalist, Autor

### R
- Edwin H. Robertson (1912–2007), britischer Pastor, Übersetzer von Dietrich Bonhoeffer-Schriften, Autor

### S
- Ulrich Schaffer (* 1942), ehemaliger Baptist, Autor und Fotograf

## Sonstige

### B
- Chad Brown (ca. 1600–1650), Mitbegründer der Stadt Providence/Rhode Island

### C
- Thomas Cook (1808–1892), englischer Schreiner, Pastor, Drucker und Tourismuspionier

### D
- Hans-Liudger Dienel (* 1961), Technikhistoriker und Fachbuchautor

### F
- Frida Fetzer (1855–1934), Publizistin, Mitbegründerin des Albertinen-Diakoniewerks

### H
- Hans Hattenhauer (1931–2015), Professor für Deutsche und Europäische Rechtsgeschichte an der Christian-Albrechts-Universität zu Kiel

### J
- Louise Freeland Jenkins (1888–1970), US-amerikanische Astronomin

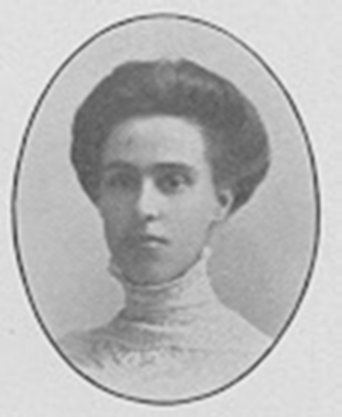
Louise Freeland Jenkins

### M
- Hans Medernach (1928–2007), Zeitungsverleger und Publizist
- Johannes Mundhenk (1909–1986), Pastor, Theologe, Philologe, einige Zeit Dozent am Theologischen Seminar des Bundes Evangelisch-Freikirchlicher Gemeinden; er erlangte besondere Bekanntheit durch seine Beiträge zur Erforschung der Externsteine

### P
- Frank País (1934–1957), kubanischer Revolutionär

### R
- Jack Robinson (1927–2022), Basketballspieler und -trainer, promovierter Theologe, Pastor
- John D. Rockefeller (1839–1937), US-amerikanischer Industrieller

### S
- Herb Shreve (1933–2011), US-amerikanischer Pastor, Gründer des christlichen Motorcycle Club Christian Motorcyclists Association (CMA)

### T
- Marion Tinsley (1927–1995), US-amerikanischer Pastor, gilt als der beste Dame-Spieler aller Zeiten

### W
- Ben Wallace (* 1974), afroamerikanischer NBA-Profi, der 2004 NBA-Champion wurde

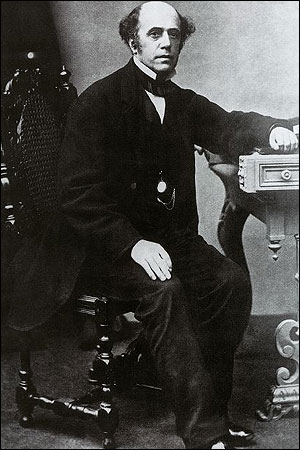
Thomas Cook
Frida Fetzer
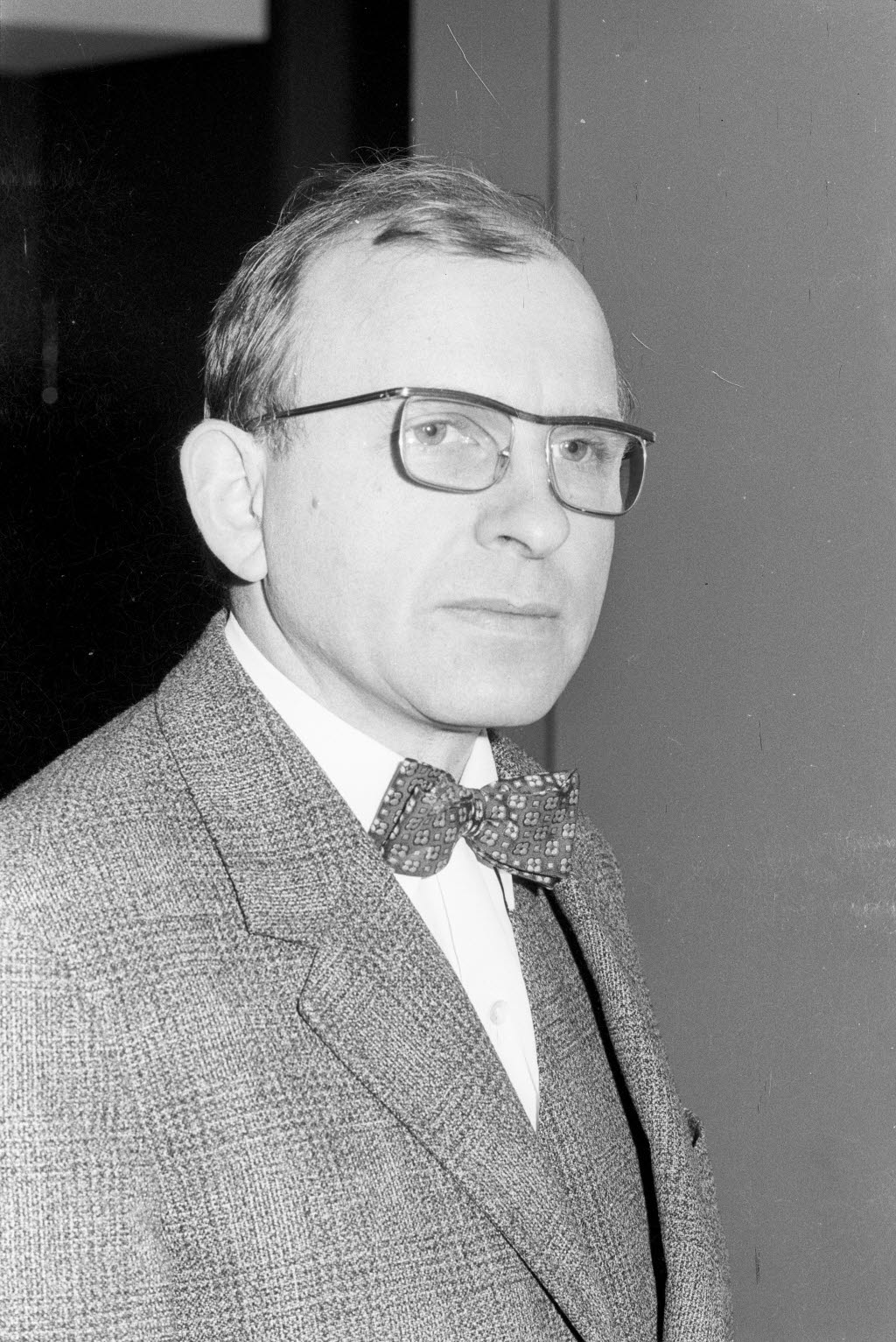
Hans Hattenhauer
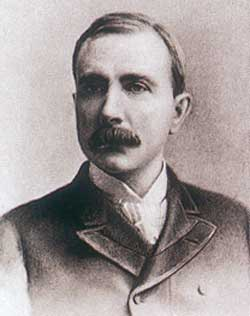
John Davison Rockefeller Sr.
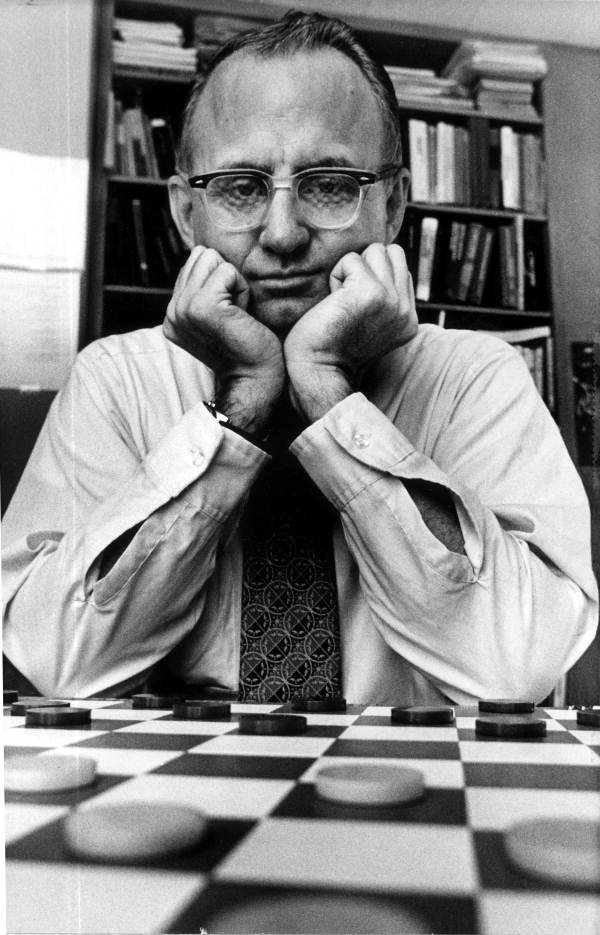
Marion Tinsley

## Fiktive Baptisten
- Prediger Henry Biggs und Ehefrau in der Komödie The Preacher's Wife (deutsch: Rendezvous mit einem Engel)
- Pete Hogwallop und Delmar 'Donnel in dem Film O Brother, Where Art Thou?
- Die Waltons
- Mary Cooper

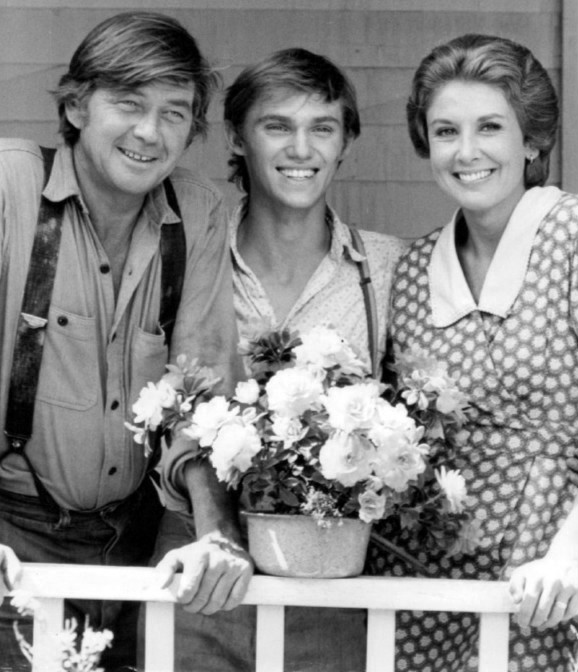
John, John-Boy und Olivia Walton

## Personen mit baptistischem Hintergrund
In diesem Abschnitt finden sich Personen, die aus baptistischen Familien stammen, sich aber vom Baptismus distanziert haben.

### A
- Georg Ahrens (1896–1974), nationalsozialistischer Senator und Staatssekretär in Hamburg, war ein Sohn des Delmenhorster Baptistenpredigers Hermann Hinrich Ahrens (1856–1915). Er war zuletzt Mitglied der Baptistengemeinde Hamburg-Altona, trat aber 1940 aus.[1]

### B
- Matthew Barrett (* 1982), US-amerikanischer anglikanischer Theologe
- Johannes Bobrowski (1917–1965), deutscher Dichter und Erzähler, entstammte einem baptistischen Elternhaus.

### C
- Ethel Cain (* 1998), US-amerikanische Singer-Songwriterin, kam aus einer baptistischen Familie, war Mitglied einer Baptistengemeinde, verließ diese aber wegen ihrer sexuellen Orientierung

### F
- Hans Fiehler (1890–1969), Kunstmaler, Liederdichter, Pazifist
- Karl Fiehler (1895–1969), Münchner Nazi-Oberbürgermeister
- Werner Fiehler (1889–1952), NSDAP-Mitglied, Mitglied des Stoßtrupps Hitler, Häftling im Konzentrationslager Dachau wegen Urkundenfälschung
- Rufus Flügge (1914–1995), evangelischer Theologe

Hans Fiehler
Karl Fiehler
Werner Fiehler
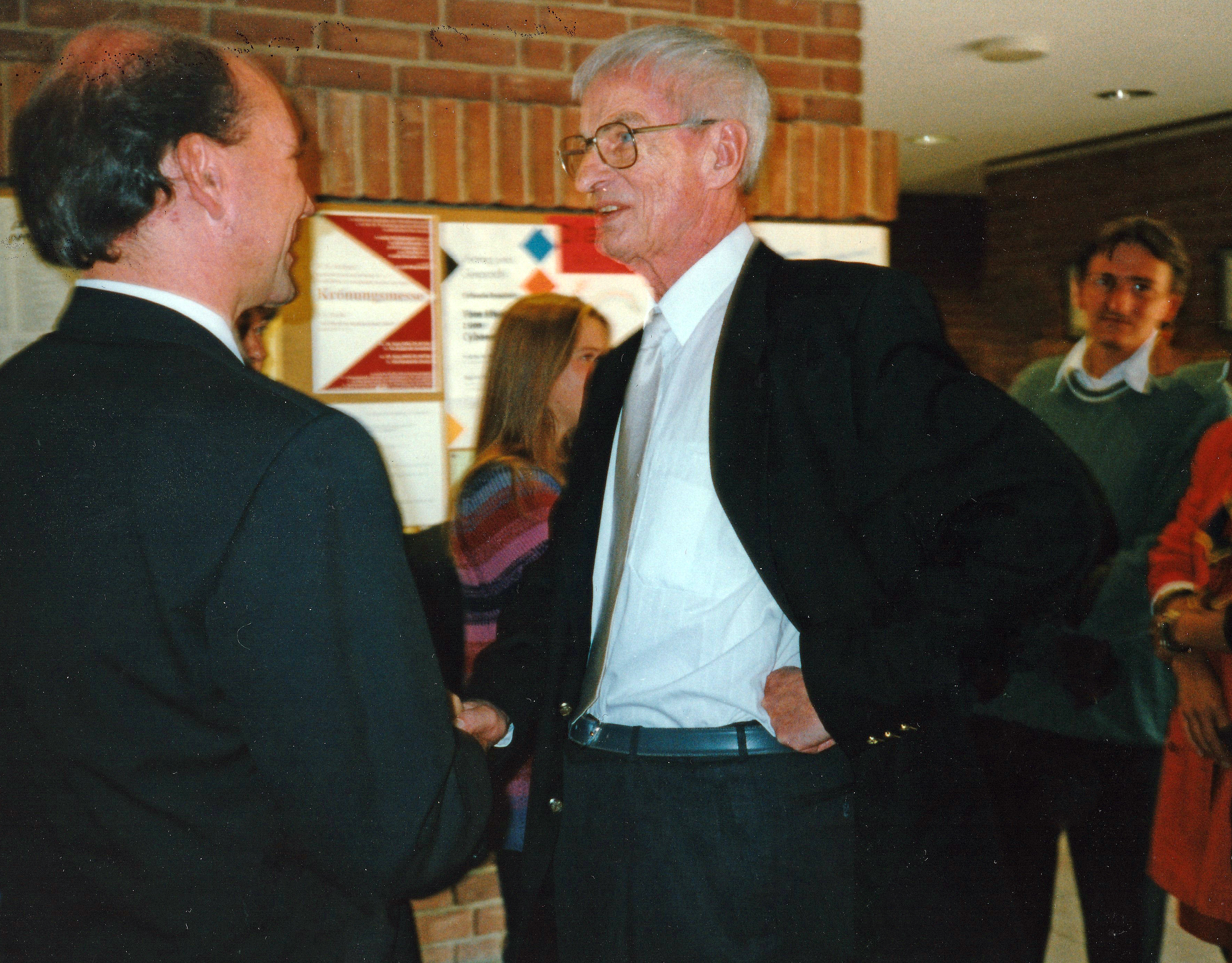
Rufus Flügge (Mitte)

### H
- Christian Hattenhauer (* 1966), Rechtswissenschaftler und Rechtshistoriker
- Edward Hopper (1882–1967), US-amerikanischer Maler des Amerikanischen Realismus

### J
- Jesse James (1847–1882), US-amerikanischer Gangster, Mitglied der James-Younger-Bande

### L
- Harry Alonzo Longabaugh (bekannt als Sundance Kid; 1867–1908?), US-amerikanischer Gangster
- Arthur Oncken Lovejoy (1873–1962), US-amerikanischer Literaturwissenschaftler und Historiker, Enkelsohn Johann Gerhard Onckens
- Klaus-Jürgen Luckey (1934–2001), Bildhauer und Medailleur

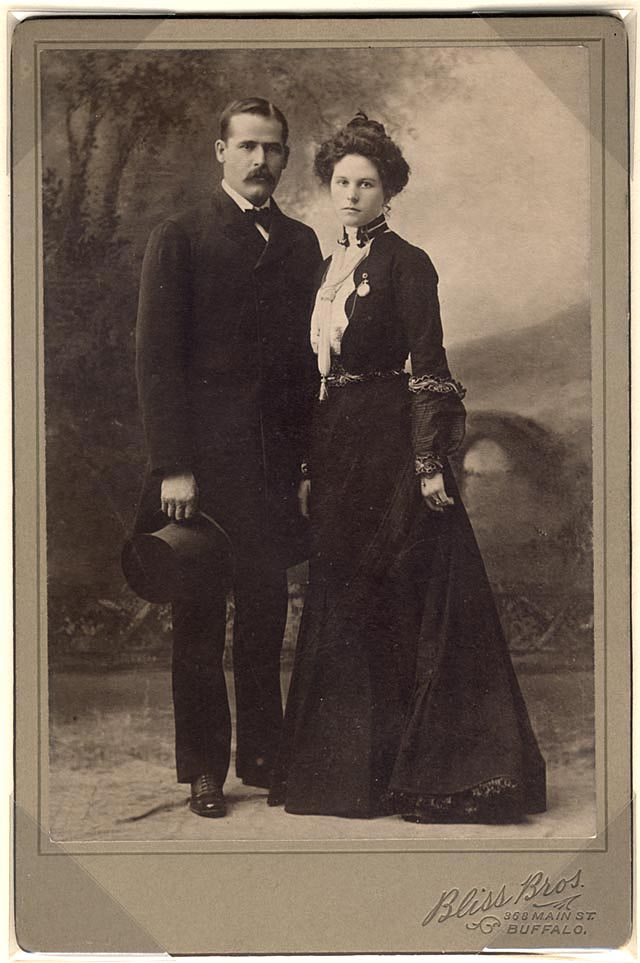
Harry Alonzo Longabaugh und Ehefrau

### M
- Malcolm X (eigentlich Malcolm Little; 1925–1965), wuchs in einer baptistischen Familie auf, Moslem, führendes Mitglied der US-amerikanischen Bürgerrechtsbewegung

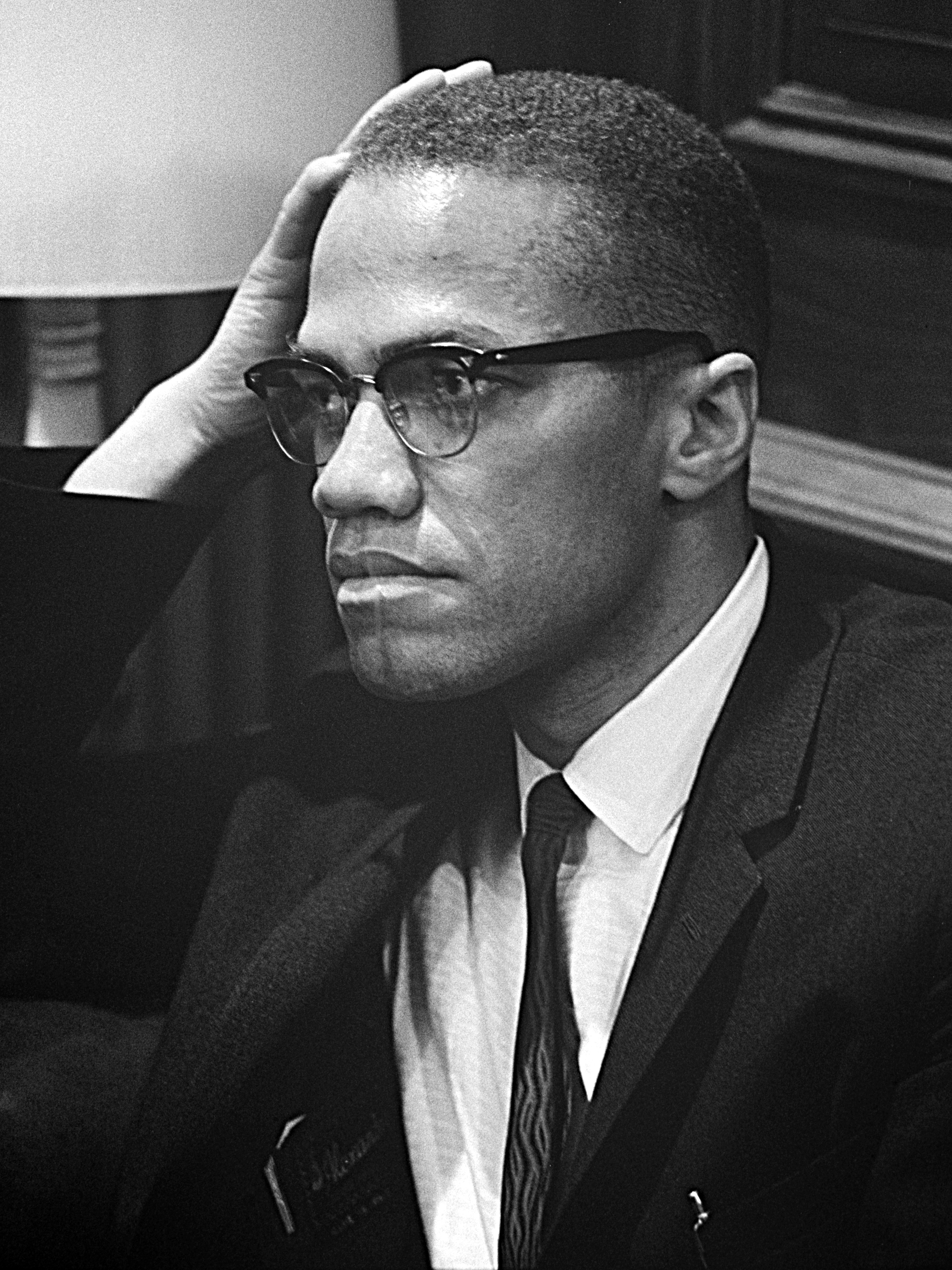
Malcolm-X

### T
- Michael Thaut (* 1952), Professor für Musik, Professor für Neurowissenschaften; Mitbegründer der Deutschfolk-Gruppe Fiedel Michel
- Tina Turner (1939–2023), Sängerin und Schauspielerin

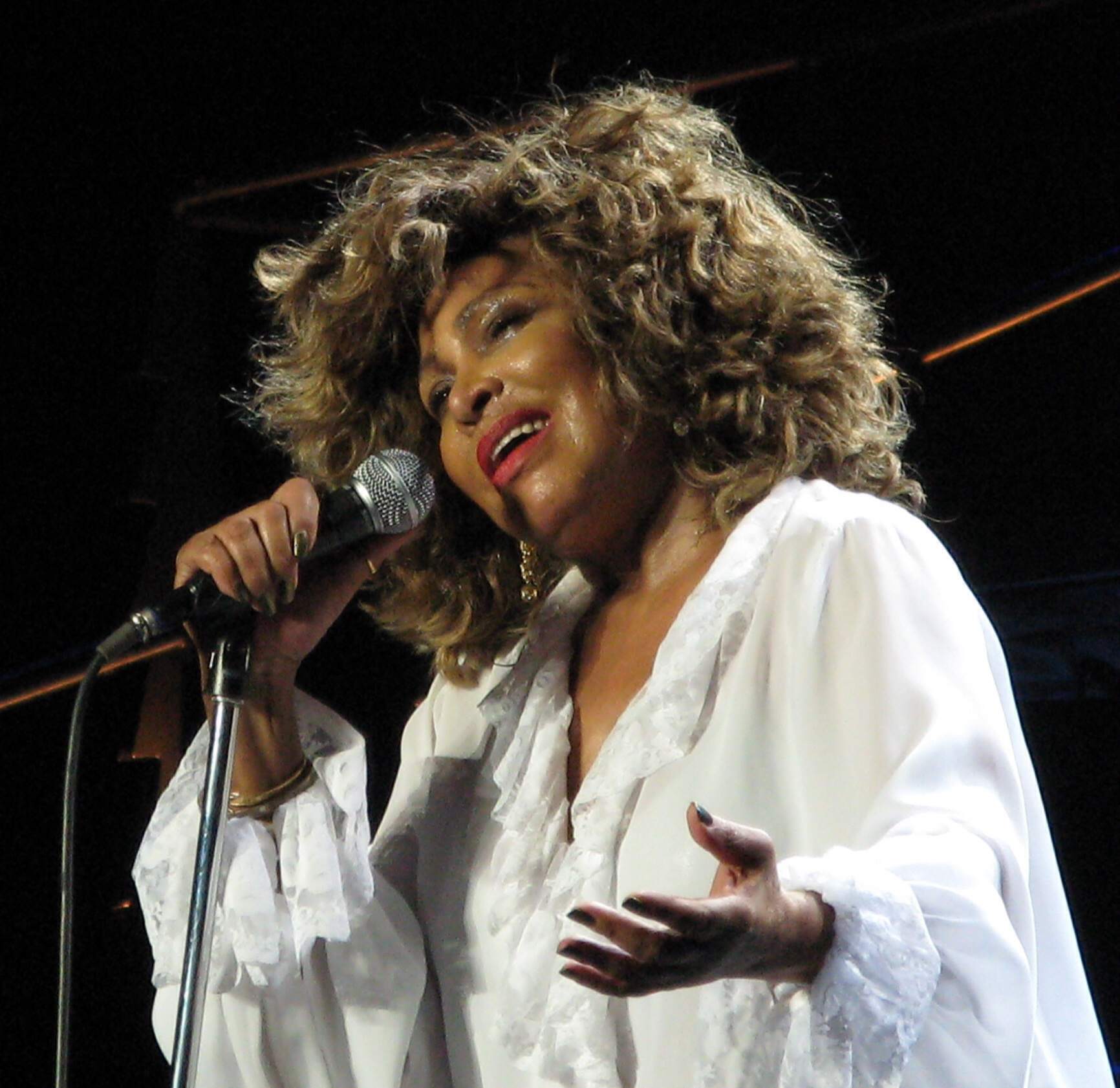
Tina Turner

### W
- Otto Waalkes (* 1948), Komiker

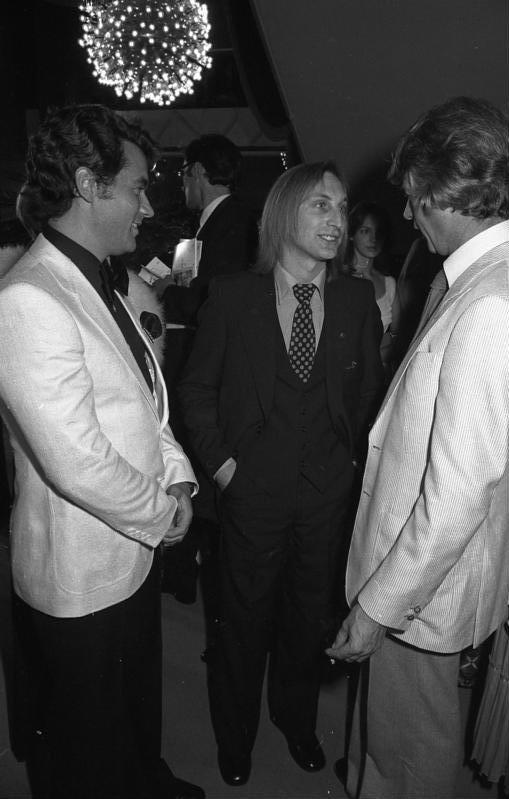
Otto Waalkes (1977)